# Gerhart Hauptmann
Gerhart Johann Robert Hauptmann (* 15. November 1862 in Ober Salzbrunn, Landkreis Waldenburg i. Schles., Provinz Schlesien; † 6. Juni 1946 in Agnieszków, deutsch Agnetendorf in Niederschlesien) war ein deutscher Dramatiker und Schriftsteller. Er gilt als der bedeutendste deutsche Vertreter des Naturalismus, integrierte aber auch andere Stilrichtungen in sein Schaffen. 1912 erhielt er den Nobelpreis für Literatur.

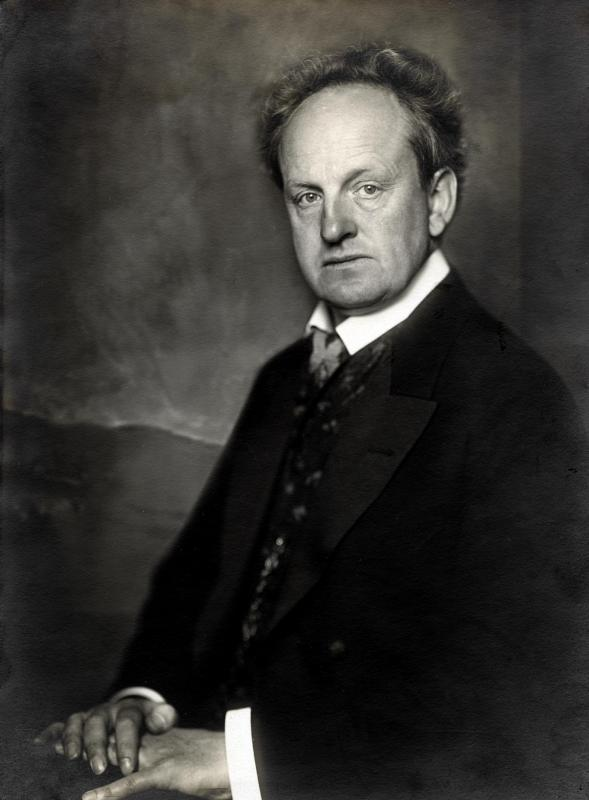
Gerhart Hauptmann (1914)

## Leben

### Kindheit und Jugend

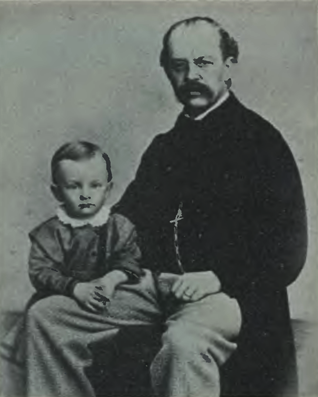
Vater Robert Hauptmann mit seinem Sohn Gerhart

Gerhart Hauptmanns Eltern waren Robert Gerhard (1824–1898) und Marie Hauptmann, geborene Straehler (1827–1906), die am Ort ein Hotel betrieben. Hauptmann hatte drei ältere Geschwister: Georg (1853–1899), Johanna (1856–1943) und Carl (1858–1921). In der Nachbarschaft war der junge Hauptmann als fabulierfreudig bekannt. Seinen Rufnamen Gerhard änderte er später in Gerhart.
Ab 1868 besuchte er die Dorfschule und ab dem 10. April 1874 die Realschule in Breslau, für die er die Eignungsprüfung nur knapp bestanden hatte. Hauptmann hatte Schwierigkeiten, sich in die neue Umgebung der Großstadt einzuleben. Gemeinsam mit seinem Bruder Carl wohnte er zunächst in einer heruntergekommenen Schülerpension, ehe sie bei einem Pastor unterkamen. Darüber hinaus bereitete ihm der preußisch geprägte Schulalltag Probleme. Vor allem störten ihn die Härte der Lehrer und die Besserbehandlung der adligen Mitschüler. Eine daraus resultierende Abneigung und zahlreiche Krankheiten, die ihn vom Unterricht abhielten, führten dazu, dass Hauptmann das erste Jahr wiederholen musste. Er schloss sich einem „Jünglingsbund“ an, der utopische Pläne entwickelte. Eine neue Gesellschaftsordnung sollte geschaffen werden, geprägt von Nacktkultur und Liebesfreiheit, fern von den Zwängen und Vorurteilen der wilhelminischen Gegenwart. „Der Leitsatz, der uns immer begleitete, hieß: Rückkehr zur Natur.“ In Übersee sollte eine alternative Siedlung gegründet werden, ähnlich der freisinnigen Gemeinschaft, die Jahre später auf dem Monte Verità von Ascona entstand. Mit der Zeit lernte Hauptmann jedoch, Breslau aufgrund der Möglichkeit, das Theater zu besuchen, zu schätzen.
Im Frühjahr 1878 verließ Hauptmann die Realschule, um Eleve auf dem Gutshof seines Onkels Gustav Schubert in Lohnig (seit 1945 Łagniewniki Średzkie bei Udanin) zu werden, ab Herbst im nahegelegenen Lederose. Nach anderthalb Jahren musste er die Lehre abbrechen. Er war der Arbeit physisch nicht gewachsen und hatte sich ein Lungenleiden zugezogen, das ihn in den folgenden zwanzig Jahren mehrmals in Lebensgefahr brachte.

### Studium und Bildhauerdasein

Gerhart Hauptmann (rechts) und Marie Thienemann, 1881

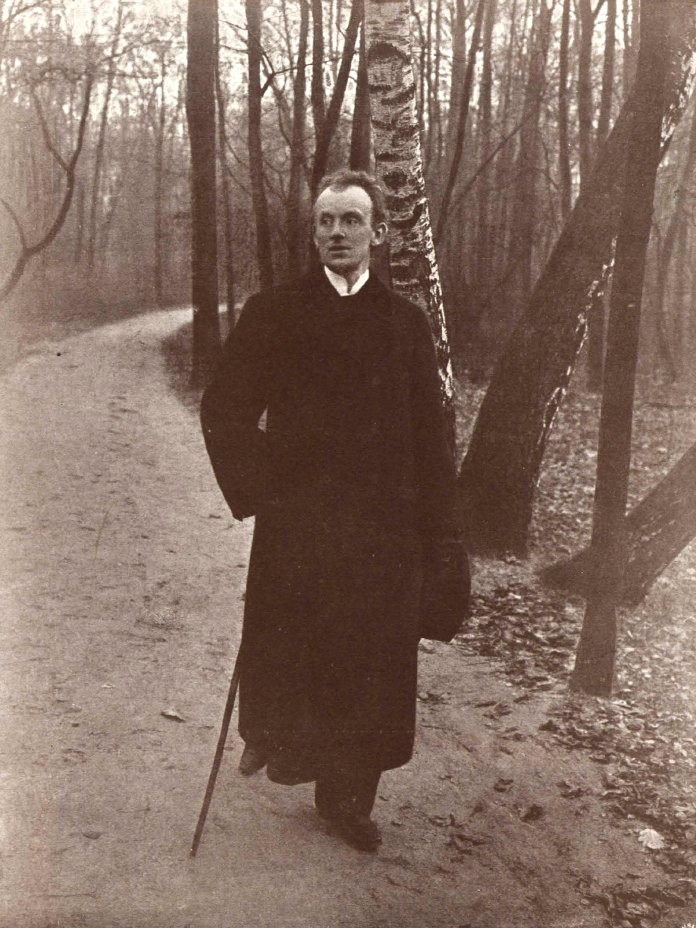
Hauptmann, 1898

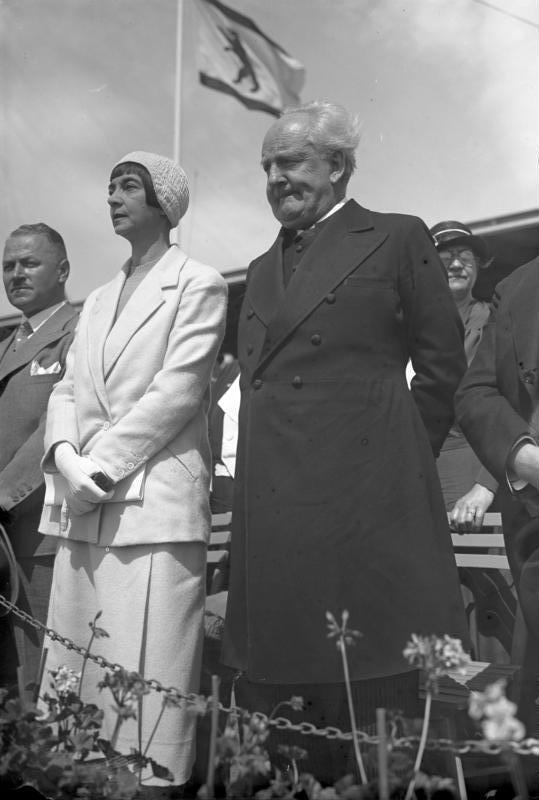
Gerhart Hauptmann mit seiner Ehefrau Margarete, 1932

Nachdem sein Versuch gescheitert war, das „Einjährigen“ zu absolvieren, trat Hauptmann im Oktober 1880 in die Bildhauerklasse der Königlichen Kunst- und Gewerbeschule in Breslau ein. Hier traf er Josef Block, mit dem ihn zeitlebens eine tiefe Freundschaft verband. Nach einem vorübergehenden Ausschluss wegen „schlechten Betragens und unzureichenden Fleißes“ sowie einer baldigen Wiederaufnahme (auf Empfehlung von Professor Robert Härtel) verließ Hauptmann die Hochschule 1882. Für die Hochzeit seines Bruders Georg mit der Radebeuler Kaufmannstochter Adele Thienemann schrieb er das kleine Festspiel „Liebesfrühling“, das am Polterabend auf Hohenhaus uraufgeführt wurde. Bei der Hochzeit lernte er die Schwester der Braut, Marie Thienemann, kennen. Er verlobte sich heimlich mit ihr; Marie unterstützte ihn fortan finanziell und ermöglichte ihm so, zum Wintersemester 1882/83 ein Studium der Philosophie und Literaturgeschichte an der Universität Jena zu beginnen, das er jedoch ebenfalls bald abbrach.
Danach finanzierte Marie ihm eine Mittelmeerreise, die er gemeinsam mit Carl unternahm. Er beschloss, sich in Rom als Bildhauer niederzulassen, hatte jedoch keinen Erfolg. Seine Versuche, in der deutschen Gemeinde Roms Fuß zu fassen, scheiterten, und seine überlebensgroße Tonplastik eines germanischen Kriegers fiel in sich zusammen. Hauptmann kehrte enttäuscht nach Deutschland zurück und begann ein Zeichenstudium an der Königlichen Akademie Dresden, das er ebenso wenig abschloss wie ein anschließendes Geschichtsstudium an der Universität Berlin. Sein Interesse galt viel mehr dem Theater als dem Studium.

### Ehe mit Marie Thienemann – Beginn als Schriftsteller
Gerhart Hauptmann heiratete nach seiner Verlobung im Herbst 1881 schließlich am 5. Mai 1885 Marie Thienemann vom Hohenhaus aus Radebeul in der Johanneskirche in Dresden. Im Juli holten sie zusammen mit Hauptmanns Bruder Carl und dessen Frau Martha (einer weiteren Schwester von Marie, Hochzeit 1884) ihre Hochzeitsreise nach Rügen nach. Sie besuchten erstmals die Insel Hiddensee, die in Zukunft ein beliebtes Reiseziel Hauptmanns werden sollte. Da das Stadtleben ihm Lungenprobleme bereitete, wohnten Hauptmann und seine Frau für die nächsten vier Jahre in Erkner in der Villa Lassen. Dort kamen ihre drei Söhne Ivo, Eckart (1887–1980) und Klaus (1889–1967) zur Welt. 1889 zog Hauptmann in die Schlüterstraße 78 in Charlottenburg bei Berlin. Dort nahm er Verbindung mit dem naturalistischen Literaturverein "Durch" auf, dem unter anderem Karl Bleibtreu und Wilhelm Bölsche angehörten.
Während eines Aufenthalts in Zürich lernte er zu Pfingsten 1888 den Naturprediger Johannes Guttzeit kennen, der ihm als Vorbild für die Erzählung Der Apostel diente. Unter dessen Einfluss und dem des Psychiaters, Hirnforschers und Alkoholgegners Auguste Forel wandelte sich Hauptmann für eine Zeit lang zum Lebensreformer und Abstinenzler. Diese Thematik floss in die Figur des Loth in seinem Drama Vor Sonnenaufgang ein, das ihm den Durchbruch als Dramatiker brachte. Der Theaterskandal um dieses naturalistische Stück machte ihn in Berlin und darüber hinaus bekannt.
Hauptmann bezog 1891 das gemeinsam mit seinem Bruder Carl gekaufte Haus in Schreiberhau im schlesischen Riesengebirge. Heute befindet sich dort ein Museum, eine Außenstelle des Riesengebirgsmuseums in Hirschberg (Jelenia Góra). Dort wird zeitgenössische polnische Kunst aus dem Riesengebirge gezeigt. Eine kleine Ausstellung erinnert an die Brüder Hauptmann. Das Museum ist Mitglied im Museumsverbund Gerhart Hauptmann.
Ab 1890 entstanden mit Das Friedensfest (1890), Einsame Menschen (1891) und Der Biberpelz (1893) weitere Dramen Hauptmanns. Er verfasste auch Komödien wie Kollege Crampton (1891), doch einzig mit Der Biberpelz gelang es ihm, „auch das gesellschaftliche Anliegen des Naturalismus erfolgreich und überzeugend einzuarbeiten“.
In seinem Drama Die Weber, das er größtenteils in Schreiberhau verfasste, verarbeitete Gerhart Hauptmann den Aufstand der schlesischen Weber von 1844. Die Sozialanklage, die er in diesem Werk formulierte, löste 1892 ein Beben aus. Das Drama verhalf Hauptmann – in den Aufführungen von Otto Brahms „Freier Bühne“ – zum Durchbruch und wurde von Theodor Fontane lebhaft begrüßt.
1893 wurde Margarete Marschalk Hauptmanns Geliebte. Um Abstand zu gewinnen, reiste Marie im Januar 1894 mit ihren Söhnen an Bord der Fürst Bismarck in die Vereinigten Staaten von Amerika zu Alfred Ploetz. Hauptmann bereitete in Paris die französische Erstaufführung von Hanneles Himmelfahrt vor und reiste seiner Familie nach, ohne die Premiere abzuwarten, und kehrte – scheinbar versöhnt – im Mai 1894 mit Marie zurück. Der Riss war jedoch nicht mehr zu überbrücken. Nach mehreren Jahren des Getrenntseins wurde die Ehe im Juli 1904 geschieden. Noch im selben Jahr heiratete er Margarete Marschalk, mit der er einen gemeinsamen Sohn hatte: Benvenuto (1900–1965, Vater von Anja Hauptmann). Trotz der Scheidung wohnte Marie noch bis 1909 in der 1899 von Hauptmann erbauten Villa Rautendelein in Dresden-Blasewitz. Seine zweite Ehe mit Margarete Marschalk hielt bis zu seinem Tod und geriet nur kurz, 1905/06, durch seine Liaison mit der 16-jährigen Schauspielerin Ida Orloff in eine ernste Krise. Aus der Verbindung von Ida Orloff und Gerhart Hauptmann ging am 27. September 1908 der spätere Schriftsteller, Redakteur und Kritiker Heinrich Satter hervor.

### Repräsentativer Dichter Deutschlands
Hauptmanns Kriegseuphorie wandelte sich bald. So beteiligte er sich an einer von zahlreichen Intellektuellen unterschriebenen Erklärung, die am 16. November 1918 im Berliner Tageblatt veröffentlicht wurde und sich mit der Republik solidarisierte. Dass Hauptmann eine Kandidatur als Reichspräsident erwog, wurde 1921 dementiert, jedoch wurde ihm das Amt des Reichskanzlers angeboten. Im darauf folgenden Jahr wurde ihm als erstem der Adlerschild des Deutschen Reiches verliehen. Zu dieser Zeit war die Nachfrage nach Hauptmanns Werken rückläufig, sodass er, um seinen Lebensstandard zu halten, Verfilmungen und Fortsetzungsromane verfasste. Dennoch erfreute er sich großer Popularität. Im Ausland galt er als der Repräsentant der deutschen Literatur schlechthin.
1932 begab er sich wegen des Goethejahres auf eine Vortragsreise durch die USA. Mit dem Schiff Europa startete er seine Reise, während der ihm die Ehrendoktorwürde der Columbia University verliehen wurde. Zudem erhielt er den Goethepreis der Stadt Frankfurt am Main. Anlässlich seines 70. Geburtstags erhielt er mehrere Ehrenbürgerwürden; es gab zahlreiche Ausstellungen und vor allem viele Aufführungen seiner Werke mit bekannten Darstellern. Max Reinhardt gestaltete die Uraufführung von Vor Sonnenuntergang.
1926 bis 1943 lebte Hauptmann während der Sommermonate mit seiner Familie in Kloster auf Hiddensee.
Von 1922 bis 1933 war Elisabeth Jungmann als Sekretärin, Verwalterin und Übersetzerin (Hauptmann nannte sie schlicht „Helferin“) die Vertraute des Hauptmannschen Haushalts. Als Jungmann zu Rudolf G. Binding wechselte, übernahm Erhart Kästner die Stelle.

### Wirken in der Zeit des Nationalsozialismus
Nach der „Machtergreifung“ der Nationalsozialisten unterzeichnete Hauptmann am 16. März 1933 eine Loyalitätserklärung der Deutschen Akademie der Dichtung, Sektion der Preußischen Akademie der Künste. Im Sommer desselben Jahres beantragte er die Mitgliedschaft in der NSDAP, sein Antrag wurde jedoch von den örtlichen Parteidienststellen abgelehnt. In denselben Zeitraum fällt Hauptmanns ausführliche Auseinandersetzung mit Adolf Hitlers Buch Mein Kampf; sein an Markierungen, Anmerkungen und Kommentaren reiches Exemplar befindet sich heute in der Hauptmann-Bibliothek der Staatsbibliothek zu Berlin.
Hauptmann war zwar „kein Parteimann“, aber durchaus „empfänglich für die von Hitler ausgehende Faszination“, den er noch 1942 öffentlich zum „Sternenschicksalsträger des Deutschtums“ erhob. Erst „in der Schlussphase des Kriegs, im Januar 1945“, wurde Hitler für ihn zum „apokalyptischen Dämon der Zeit“. Insgesamt ist sein Verhältnis zur NS-Politik von Ambivalenz geprägt. Den Sieg über Frankreich nennt er den „allergrößten Augenblick der neueren Weltgeschichte“. Er kritisierte den Antisemitismus, jedoch nicht öffentlich. Hauptmann scheint den praktischen Antisemitismus eher verdrängt zu haben; beispielsweise ignorierte er in Briefen den politischen Zwang, der jüdische Bekannte in die Emigration trieb, und notierte 1938 zum „Anschluss Österreichs“ in sein Tagebuch: „Ich muss endlich diese sentimentale ‚Judenfrage‘ für mich ganz und gar abtun: Es stehen wichtigere, höhere deutsche Dinge auf dem Spiel – und man spürt Größe und Kraft der Organisation.“
Hauptmann genoss hohes Ansehen in der Bevölkerung, weshalb die Nationalsozialisten alles taten, den Schriftsteller trotz der Emigration zahlreicher Berufskollegen im Land zu halten und für ihre Zwecke zu nutzen. Eine Distanz zwischen dem Nationalsozialismus und Hauptmann ist dennoch unübersehbar. Das Amt Rosenberg schreibt 1942 in einer Stellungnahme: „Bei aller Anerkennung der künstlerischen Gestaltungskraft Hauptmanns ist die weltanschauliche Haltung der meisten seiner Werke vom nationalsozialistischen Standpunkt aus kritisch zu betrachten.“ Auch die Zensur des Reichspropagandaministers Goebbels wachte über Hauptmanns Wirken. So verbot Goebbels eine Neuauflage von Der Schuss im Park, weil darin eine Schwarze vorkommt, was gegenüber Hauptmann allerdings mit Papiermangel begründet wurde. Zudem wurden die Verfilmungen von Der Biberpelz und Vor Sonnenaufgang zensiert und die filmische Adaption von Schluck und Jau verboten. Dennoch beteiligten sich auch Repräsentanten des nationalsozialistischen Regimes an Ehrungen, Jubiläumsfeiern und -aufführungen zu Hauptmanns 80. Geburtstag. Seine Verleger Peter Suhrkamp und C.F.W. Behl überreichten ihm die ersten Exemplare der 17-bändigen Gesamtausgabe seiner Werke, die – nach Papierverweigerung durch Goebbels – vom Suhrkamp Verlag vorm. S. Fischer (S. Fischer Verlag/Suhrkamp Verlag) in Haarlem auf in Holland besorgtem Papier gedruckt worden war.
1944 erschien sein großes Alterswerk, die Atriden-Tetralogie, an der er vier Jahre gearbeitet hatte und die Iphigenie in Delphi, Iphigenie in Aulis, Agamemnons Tod und Elektra umfasste. Im August 1944 nahm ihn Adolf Hitler nicht nur in die Gottbegnadeten-Liste, sondern auch als einen der sechs wichtigsten Schriftsteller in die Sonderlisten der unersetzlichen Künstler auf, was Hauptmann von sämtlichen Kriegsverpflichtungen befreite.
Während des Luftangriffs auf Dresden am 13. Februar 1945 weilte Hauptmann mit Ehefrau Margarete im Stadtteil Wachwitz (am damaligen Stadtrand) in Weidners Sanatorium, weil er eine schwere Lungenentzündung auskurieren musste. Über das Inferno sagte er: „Wer das Weinen verlernt hat, der lernt es wieder beim Untergang Dresdens. […] Ich stehe am Ausgangstor des Lebens und beneide alle meine toten Geisteskameraden, denen dieses Erlebnis erspart geblieben ist.“ Hauptmann erlebte das Kriegsende in seinem Haus „Wiesenstein“ in Agnetendorf in Schlesien.

### Tod und Überführung
Nach dem Krieg kam Schlesien unter polnische Verwaltung; Hauptmanns Verbleib wurde durch einen Schutzbrief des sowjetischen Kulturoffiziers Oberst Sokolow vorübergehend ermöglicht. Genau ein Jahr später, am 7. April 1946, wurde Hauptmann von Sokolow persönlich davon unterrichtet, dass die polnische Regierung nun auch auf seiner Aussiedlung bestehe. Zu der Vertreibung Hauptmanns kam es jedoch nicht, da er an einer Bronchitis erkrankte und am 6. Juni 1946 in seinem Haus starb. Seine letzten Worte sollen gelautet haben: „Bin ich noch in meinem Haus?“
Gegen seinen testamentarisch erklärten Willen wurde Hauptmann nicht in seiner Heimat begraben. Auch ein amtliches Schreiben der Sowjetadministration zugunsten des Schriftstellers, der in der Sowjetunion hoch verehrt wurde, erwies sich als wirkungslos. Lediglich die Mitnahme von Hab und Gut wurde der Familie gestattet. Bereits eine Stunde nach seinem Tod hatten sich Angehörige der polnischen Miliz vor den Fenstern des Wiesensteins versammelt und direkt unter dem Sterbezimmer ihre Genugtuung geäußert.
Der Leichnam Hauptmanns wurde in einem Zinksarg aufgebahrt und im Arbeitszimmer seines Hauses aufbewahrt. Die Genehmigung zur zugesicherten Ausreise in einem Sonderzug ließ auf sich warten. Über einen Monat nach dem Tode forderten Vertreter der Sowjetadministration die polnische Verwaltung – auch aufgrund der hygienischen Zustände – zur Überführung der sterblichen Überreste auf. Einige Tage später wurde der Sarg nach Deutschland geschafft. In dem Dokumentarfilm Hauptmann-Transport von Mathias Blochwitz wird die Fahrt des Zuges rekonstruiert.
Bei einer Trauerfeier in Stralsund sprachen Wilhelm Pieck, der Dichter Johannes R. Becher und der sowjetische Kulturoffizier Sergei Iwanowitsch Tjulpanow. Am Morgen des 28. Juli wurde Hauptmann vor Sonnenaufgang und 52 Tage nach seinem Tod auf dem Inselfriedhof in Kloster auf Hiddensee bestattet. Die Witwe des Dichters vermischte ein Säckchen Riesengebirgserde mit Ostseesand.
Kurz nach seinem Tod gab es zahlreiche Trauerfeiern, bei denen sich viele Intellektuelle der Zeit zu Wort meldeten, unter anderen sein Sohn Ivo, der im Hamburger Rathaus am 4. Juli 1946 sagte: „Er liegt, seinem Wunsche entsprechend, in einem Fichtenbretter-Sarg, bekleidet mit der Mönchskutte, die ihm vor 40 Jahren in Soana ein Franziskaner schenkte. Er ließ sie sich vor seinem Tode oft reichen, um sich mit ihr vertraut zu machen. Heimaterde, ein kleines Neues Testament, von Kind auf in seinem Besitz, seine Dichtung Der große Traum und der Lobgesang des heiligen Franz von Assisi liegen im Sarg bei ihm.“
1951 wurde ein Granitblock als Grabstein enthüllt. Er trägt gemäß Hauptmanns Wunsch nur seinen Namenszug. 1983 wurde die Urne der 1957 verstorbenen Margarete Hauptmann im Grab ihres Mannes beigesetzt.

### Hauptmann-Häuser

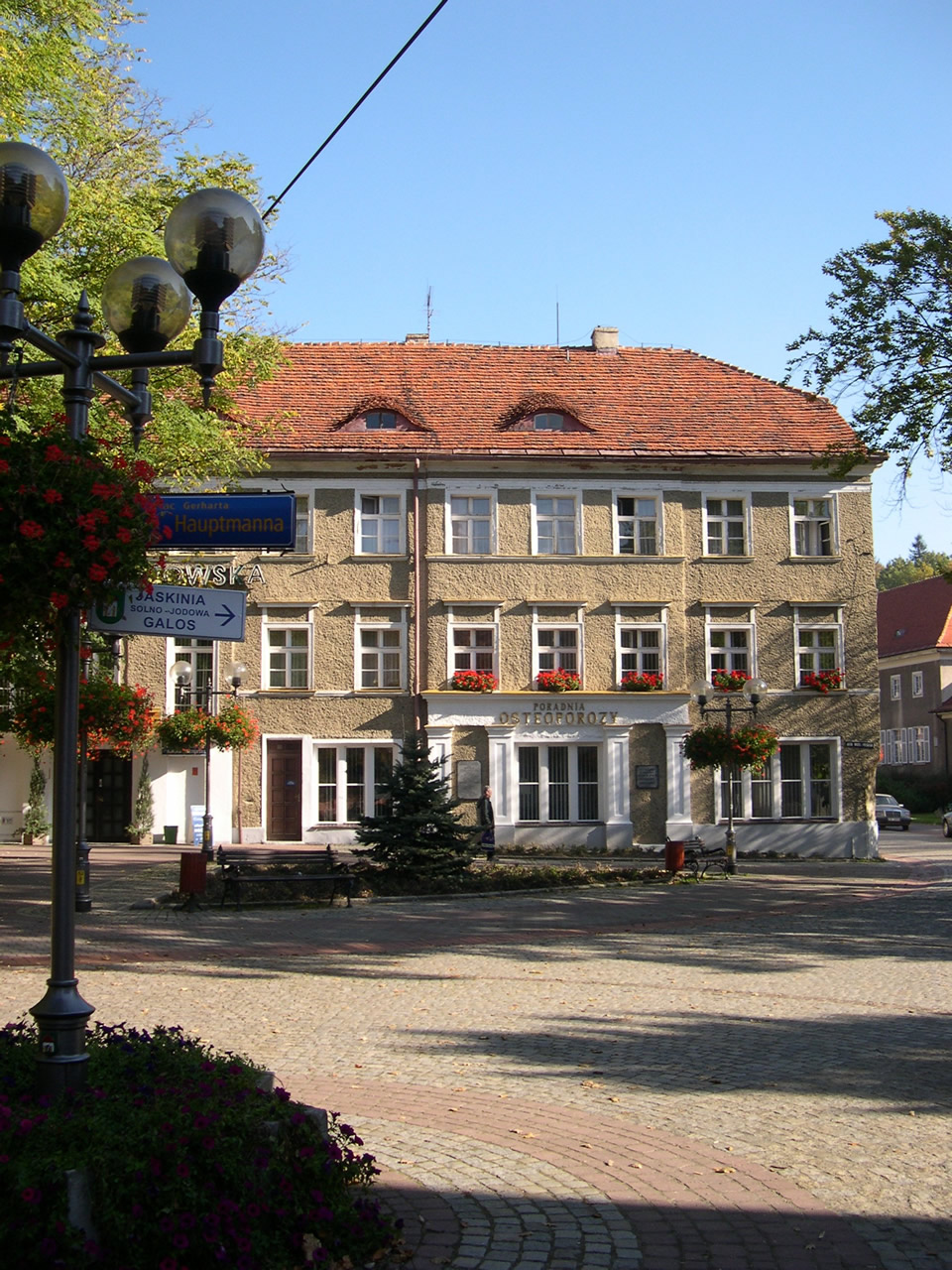
Hauptmanns Geburtshaus in Ober Salzbrunn, heute Szczawno-Zdrój
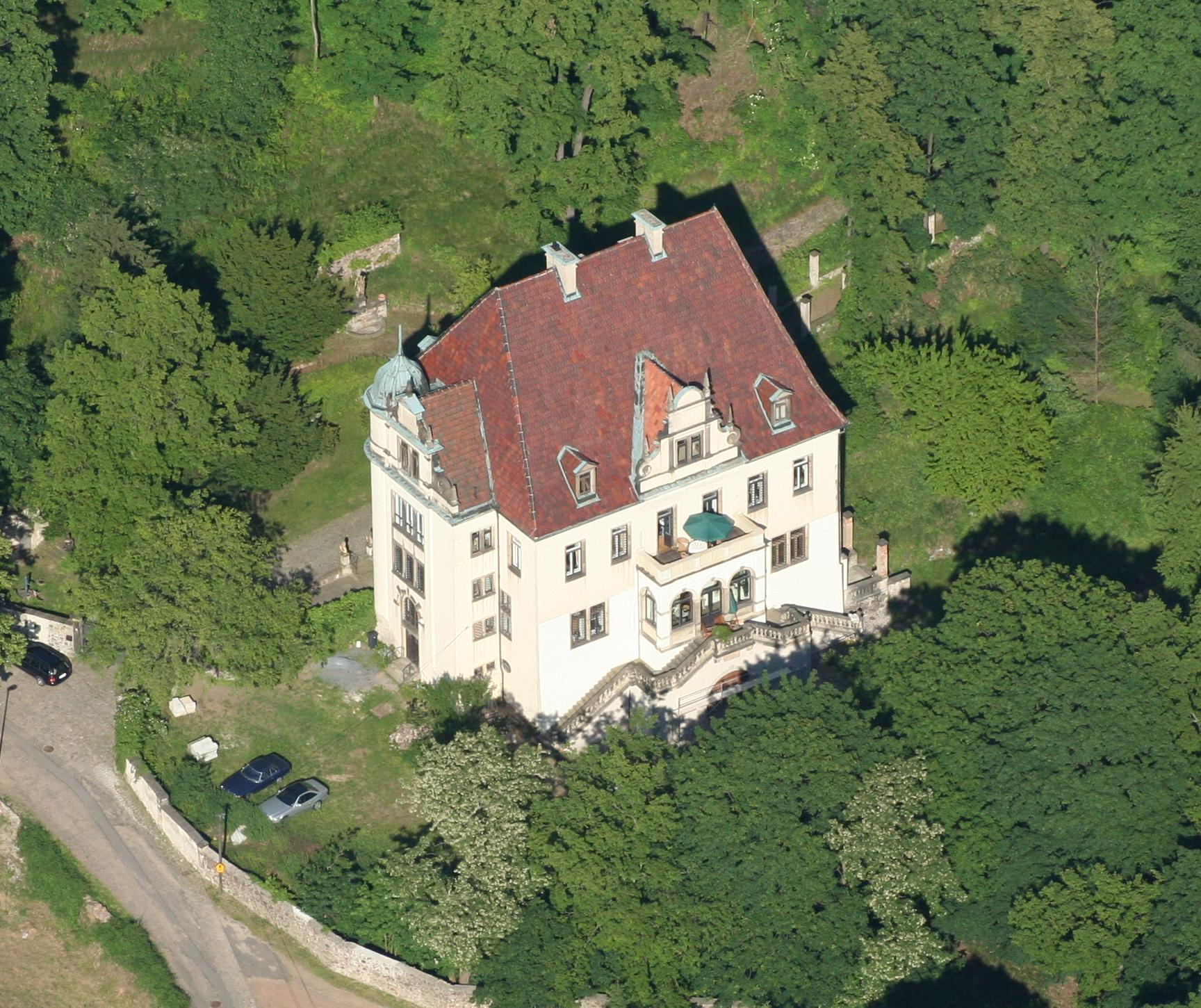
Hohenhaus in Zitzschewig, heute Radebeul
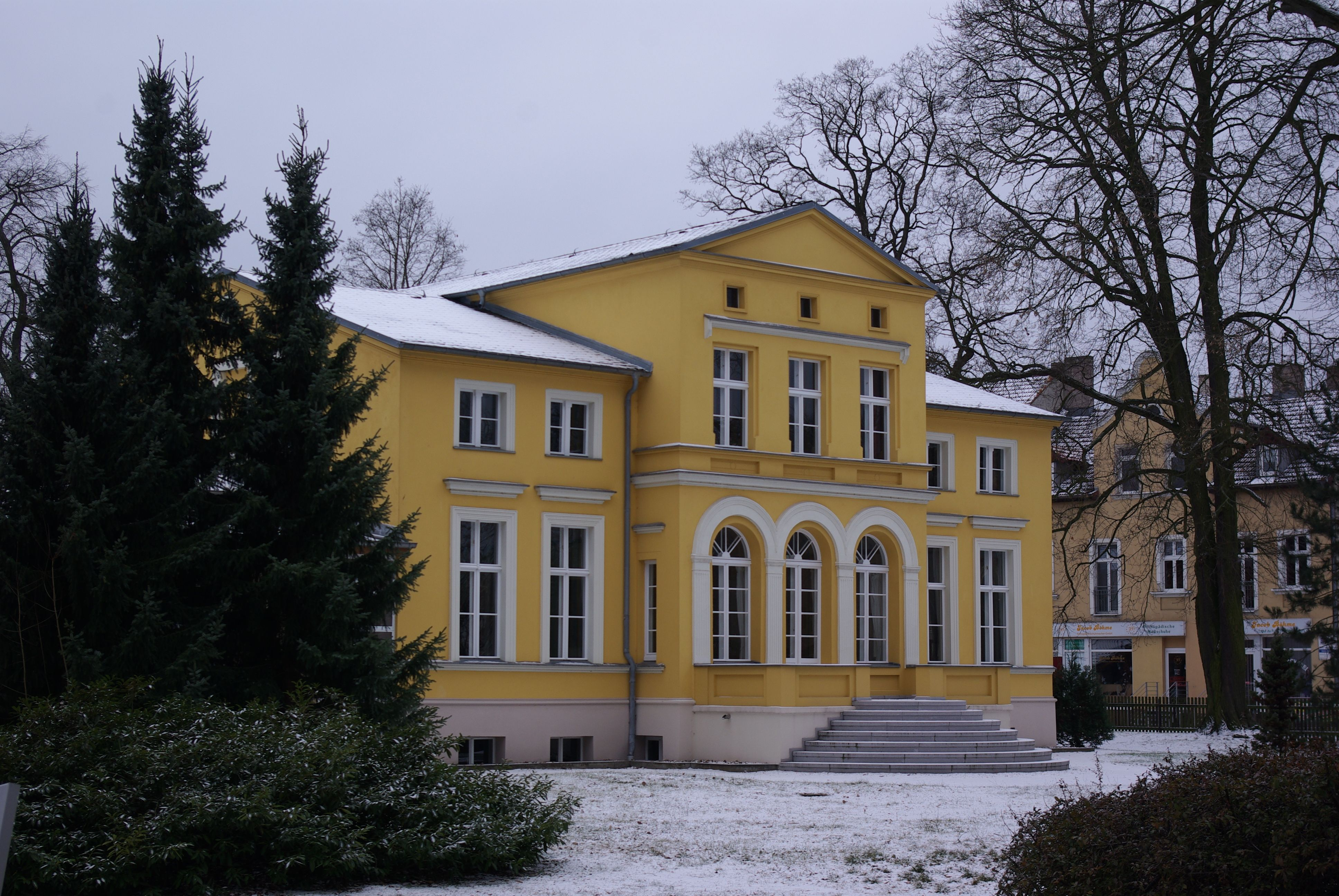
„Villa Lassen“ in Erkner. Hier lebte die Familie von 1885 bis 1889.
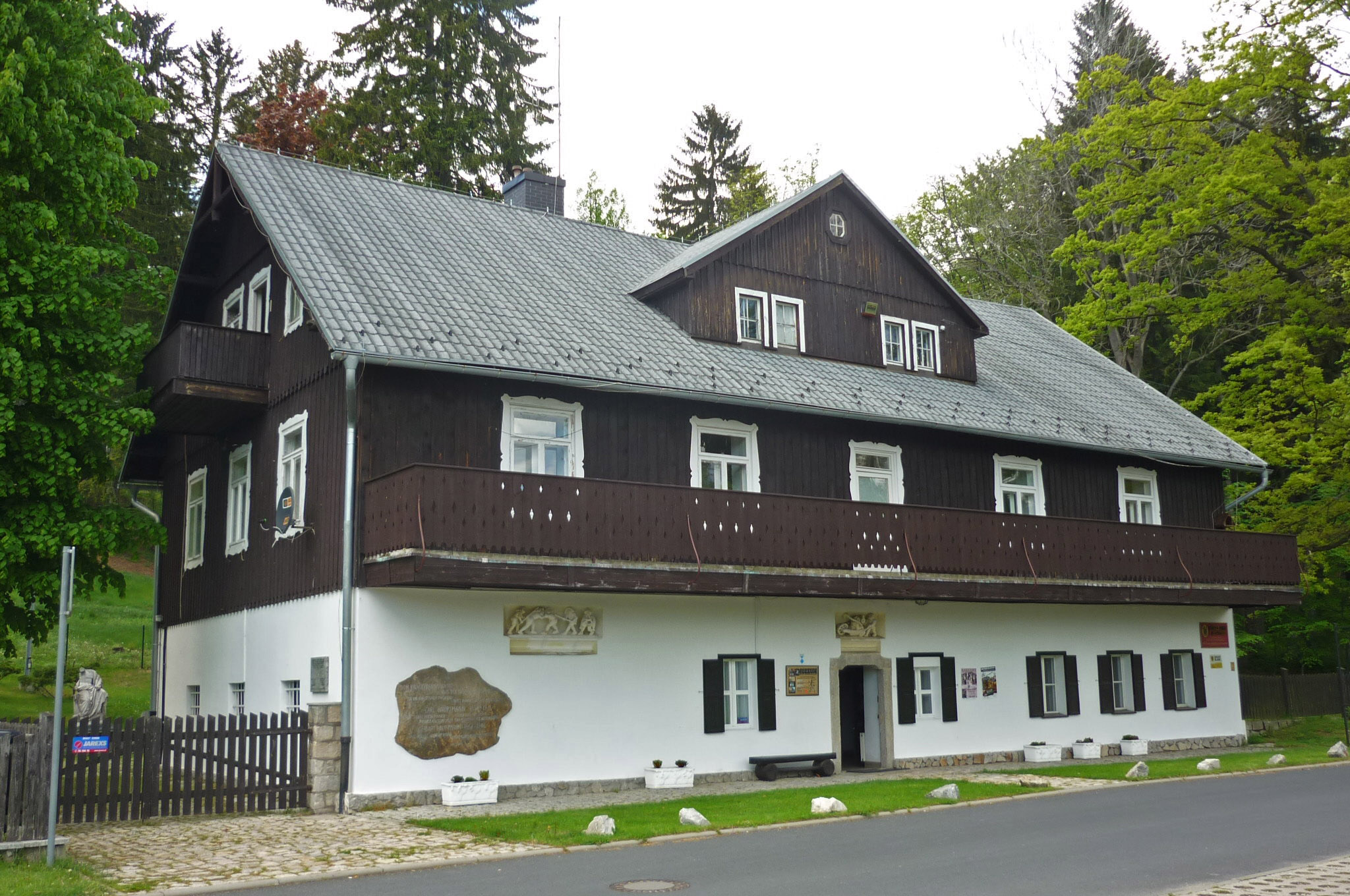
Gerhart und Carl zogen 1891 mit ihren Familien nach Schreiberhau (Szklarska Poręba) (heute Hauptmann-Museum).
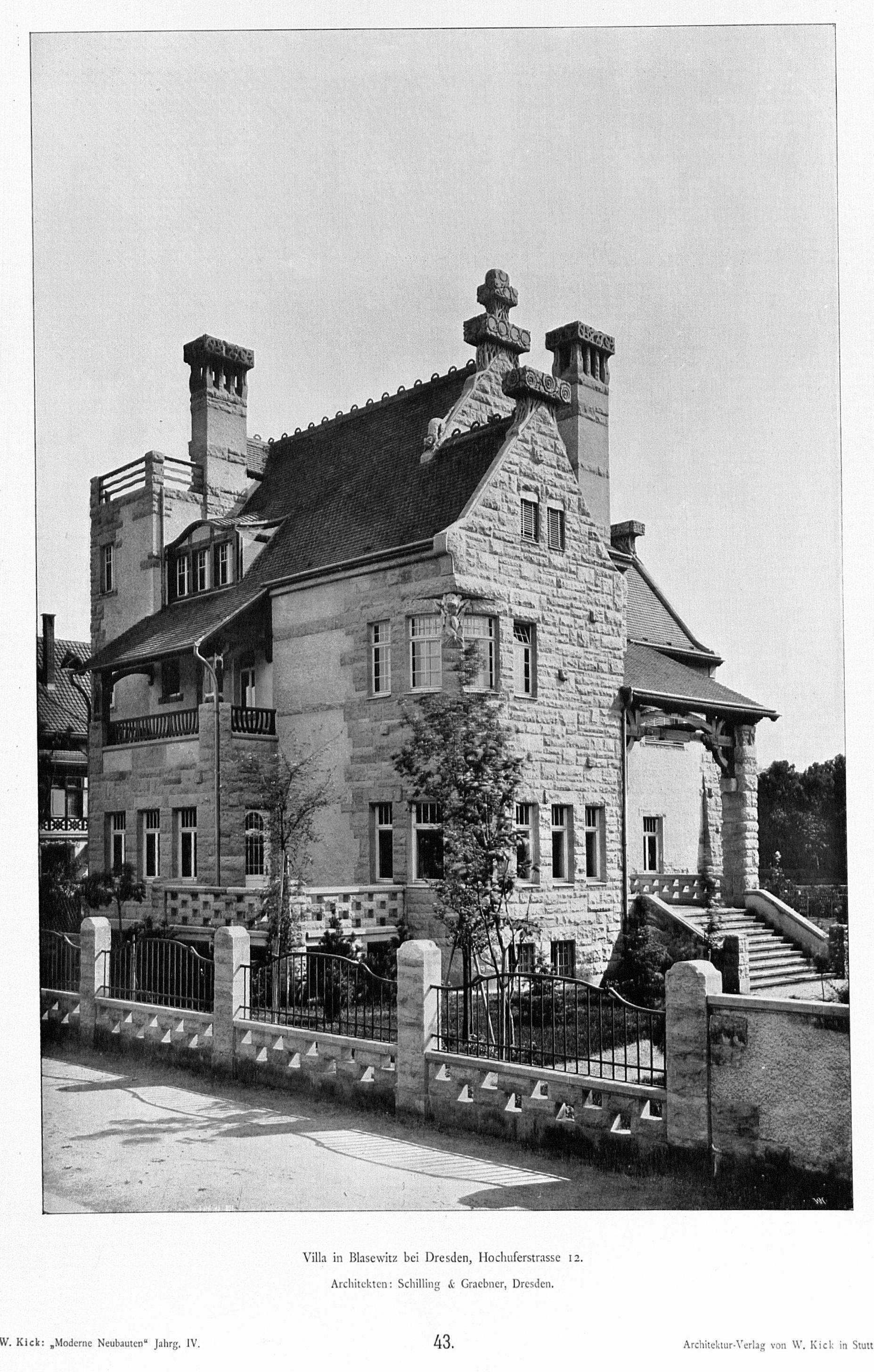
„Villa Rautendelein“ in Blasewitz bei Dresden
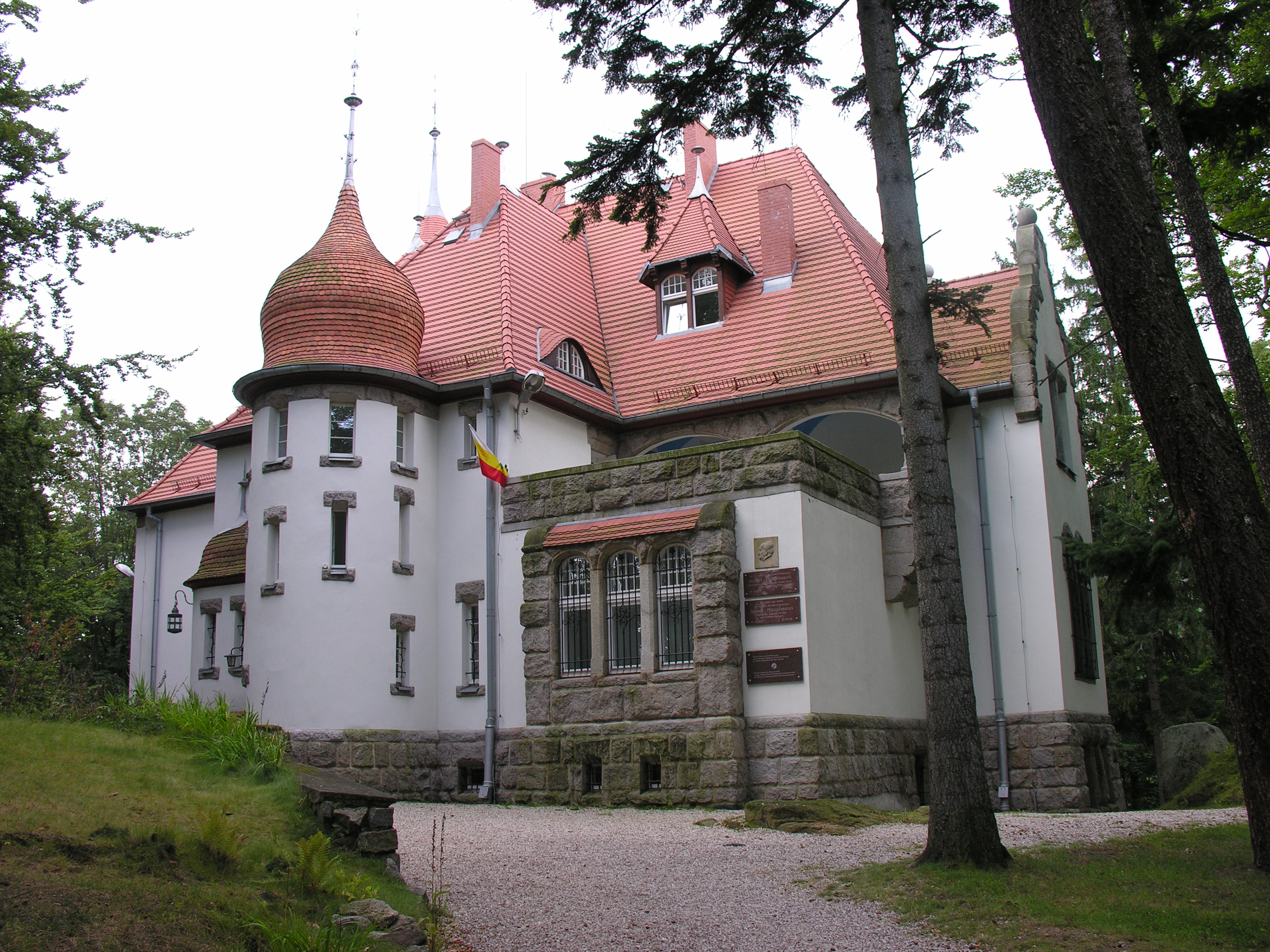
„Haus Wiesenstein“ in Agnetendorf (Jagniątków)
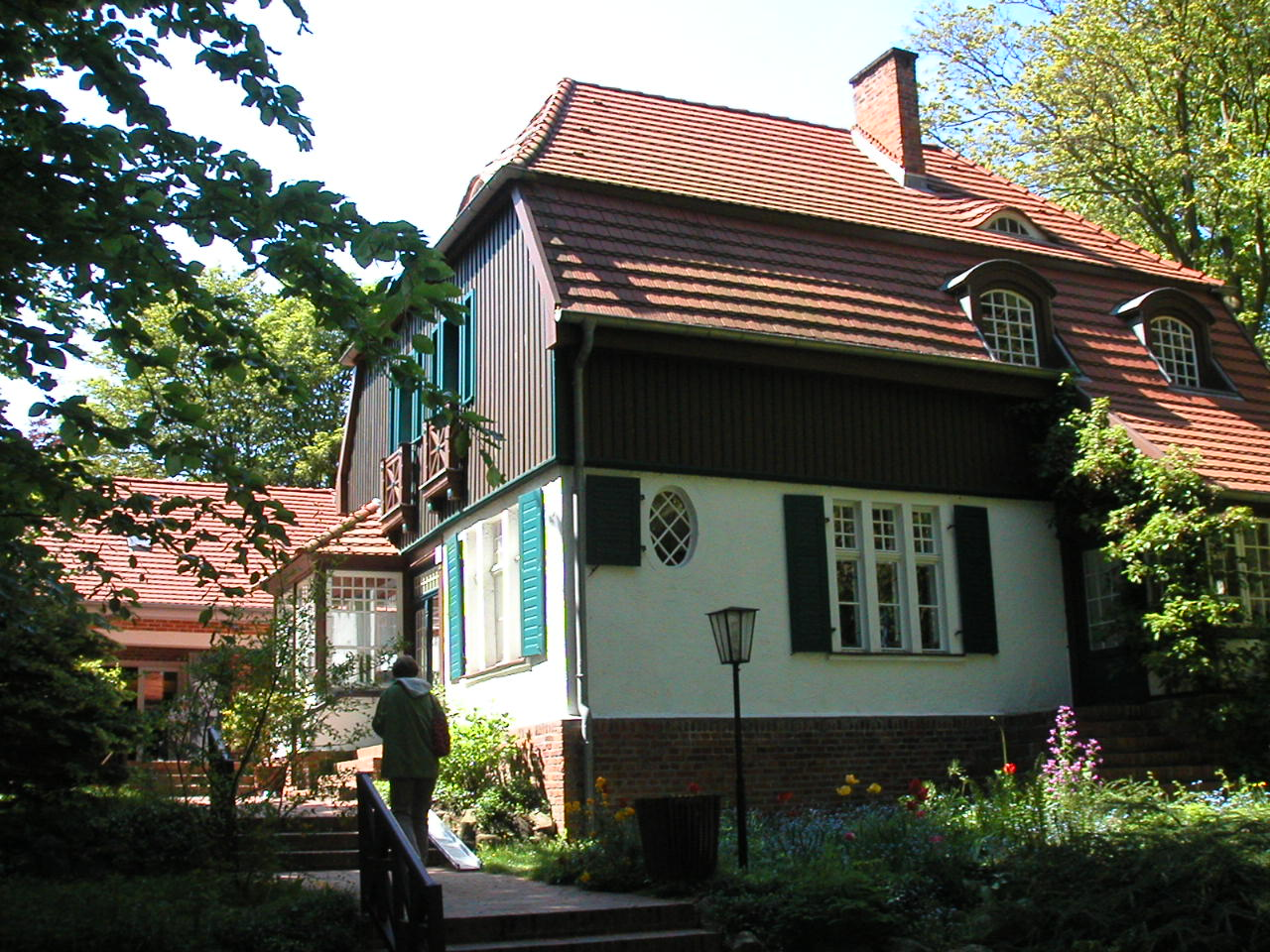
Das 1929 von Hauptmann erworbene und erweiterte „Haus Seedorn“ in Kloster auf Hiddensee

## Werk

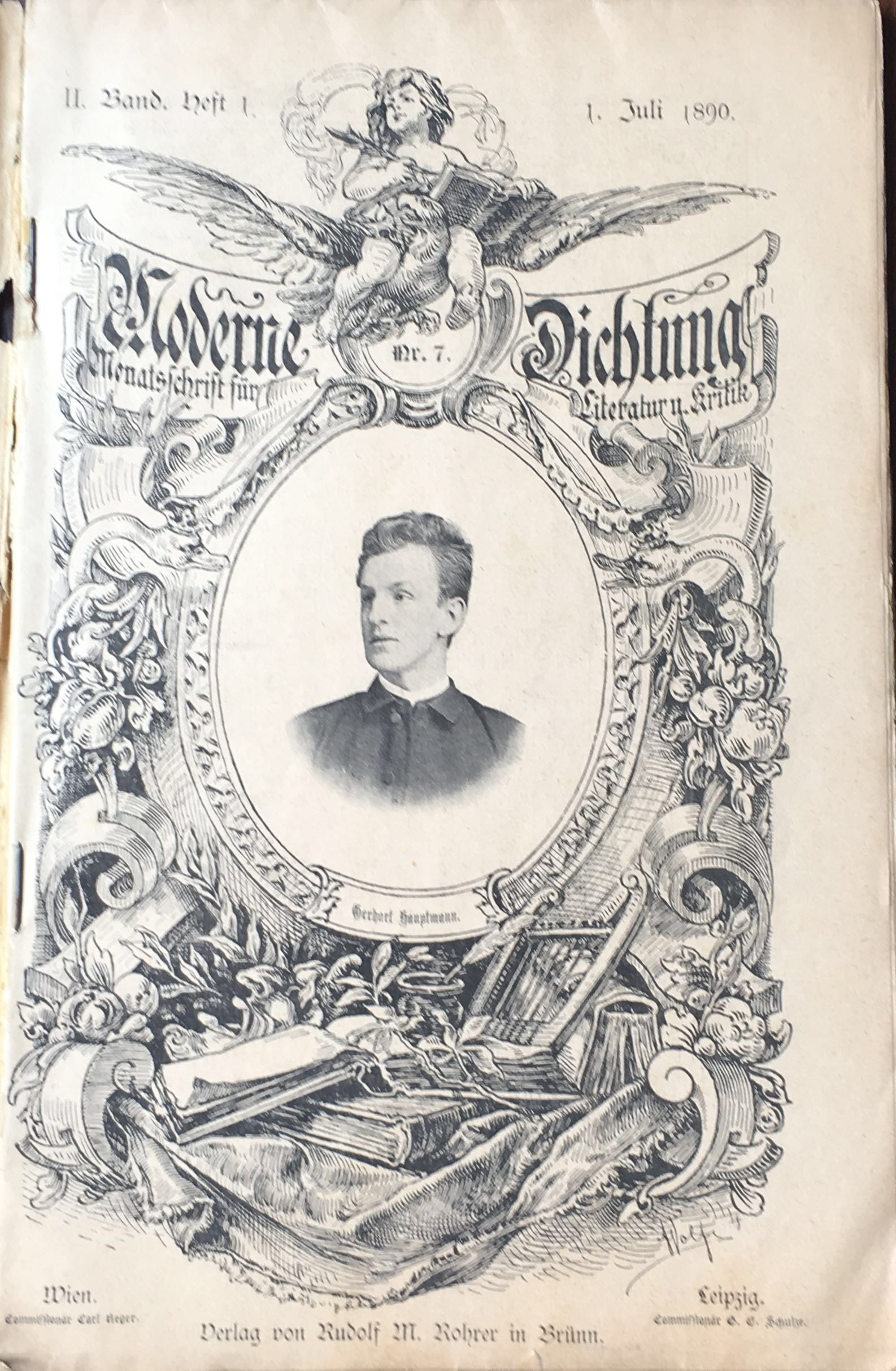
Titelblatt der Modernen Dichtung, Band II, Heft 1, 1. Juli 1890

In einer Ansprache vor der Kaiserlichen Akademie der Wissenschaften in Wien erklärte Hauptmann am 24. März 1905: „Es meldeten sich in meinem Innern stets viele Stimmen zum Wort, und ich sah keine andere Möglichkeit, einigermaßen Ordnung zu schaffen, als vielstimmige Sätze: Dramen zu schreiben.“ Die Dramatik bildet das Zentrum seines Schaffens; aber auch andere Gattungen sind in allen Lebensepochen kontinuierlich präsent: Lyrik und Versepik ebenso wie erzählende, autobiografische und essayistische Prosa. Die Gattungsgrenzen sind bisweilen fließend – sowohl formal (einige der Bühnenwerke sind Versdramen, sozusagen „dramatische Gedichte“) als auch thematisch: der Gedankenkomplex Pippa – Wann – Merlin – Galahad wurde mit starken Veränderungen abwechselnd dramatisch und erzählerisch verarbeitet, zum Eulenspiegel-Stoff gibt es neben dem Versepos auch Szenenfragmente, der Roman Atlantis war vorübergehend als Drama geplant usw.

### Einflüsse
Im Berliner avantgardistischen Verein Durch begegnete Hauptmann ab 1885 verschiedenen Vertretern des Naturalismus, die ihn entscheidend prägten. Der Verein berief sich auf historische Vorbilder vom Sturm und Drang bis zum Vormärz, an denen sich vor allem der Kreis um die Brüder Hart orientierte. Auf den Sitzungen wurde über ästhetische Fragen, Idealismus, Realismus und die naturalistische Bewegung diskutiert. Gerhart Hauptmann hielt einen Vortrag über den damals weitgehend vergessenen Georg Büchner. Auch damit lässt sich sein naturalistischer Hang begründen. Zudem wurde (insbesondere in Die versunkene Glocke) ein Einfluss des Werks von Friedrich Nietzsche, mit dem sich Hauptmann (auf Anraten des dänischen Literaturkritikers Georg Brandes) ab November 1889 intensiv beschäftigte, diskutiert.
Ende der 1880er Jahre wurde er mit der einsetzenden Sozialistenverfolgung konfrontiert. Das Gesetz gegen die gemeingefährlichen Bestrebungen der Sozialdemokratie wurde zwar schon 1878 auf Bismarcks Bestreben im Reichstag beschlossen, 1887 allerdings nochmals verschärft. Hauptmann wurde 1887 als Zeuge vor das Breslauer Gericht geladen, da er während seiner Studentenzeit Anhänger der Ikarier war, deren Idee auf den französischen Kommunisten Étienne Cabet zurückgeht. Er suchte 1888 Schutz im Zürcher Haus seines Bruders Carl, um nicht von den Gerichten belangt zu werden. Dort begegnete er dem Psychiater Auguste Forel, dessen Vorlesungen er gemeinsam mit seinen medizinischen Freunden Ferdinand Simon (1861–1912), Alfred Ploetz und seinem Bruder Carl hörte, den er auch besuchte und der für Hauptmanns literarische Beschäftigung mit der menschlichen Psyche ausschlaggebend war.

### Naturalismus
In Zürich begann Hauptmanns naturalistisches Schaffen. Von dort aus schickte er das Manuskript seines ersten naturalistischen Werks Bahnwärter Thiel nach München, wo es der Kritiker Michael Georg Conrad begutachten sollte.
Mit seinem 1889 uraufgeführten Drama Vor Sonnenaufgang sorgte er für einen der größten Skandale der deutschen Theatergeschichte. Das bürgerliche Publikum war schockiert, weil in Hauptmanns Stück Sexualität und Alkoholismus freimütig dargestellt wurden. Es entsprach jedoch auch den Ansprüchen an ein sozialkritisches Drama jener Zeit. Laut Franz-Josef Payrhuber ist Hauptmanns Vor Sonnenaufgang zwar ein epochemachendes Werk, aber nicht das repräsentative Beispiel für das naturalistische Drama. Dieses Prädikat komme Familie Selicke von Arno Holz und Johannes Schlaf zu.
Hauptmann habe jedoch eine wichtige Rolle gespielt, da er mit Unterstützung Otto Brahms naturalistische Dramen auf deutschen Bühnen etabliert habe. Unter Brahms Leitung der Freien Bühne, des Deutschen Theaters und des Lessingtheaters kam es beispielsweise zu 17 Hauptmann-Uraufführungen. Durch die zahlreichen Aufführungen auf verschiedenen Bühnen in ganz Deutschland habe der Naturalismus allererst Breitenwirkung und sozialkritische Stoßkraft erhalten.

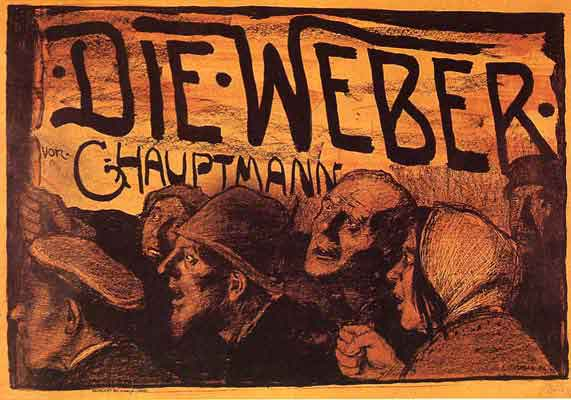
Plakat zu Die Weber, Farblithografie von Emil Orlik (1897)

Mit seinem wichtigsten Drama Die Weber (1891/92), an dessen Realisierung er schon während seines Zürich-Aufenthalts gedacht hatte, erlangte Hauptmann Weltruhm und erreichte den Höhepunkt seiner naturalistischen Schaffensphase. Die Weber hatten als Grundlage die Weberaufstände von 1844. Hauptmann unternahm zur Recherche größere Reisen durchs Riesengebirge. Ende 1891 vollendete er das Werk zunächst in schlesischem Dialekt, in dem es De Waber heißt. Die dem Hochdeutschen angenäherte Fassung wurde im März 1892 abgeschlossen. Die preußische Zensur verbot die Inszenierung durch die Freie Bühne, weil sie in dem Stück einen Aufruf zum Klassenkampf zu erkennen glaubte und man in Breslau – in der Dialektfassung – schlechte Erfahrungen mit seiner überaus starken Wirkung gemacht hatte. Um eine Inszenierung am Deutschen Theater zu ermöglichen, ließ Hauptmann durch seinen Anwalt erklären, das Drama sei nicht als sozialdemokratische Parteischrift, sondern als dichterischer Aufruf an das Mitleid der Besitzenden zu verstehen. Sozialdemokratische Kreise waren von dem Stück – nach der Aufhebung des Aufführungsverbots am 2. Oktober 1893 – begeistert, aber Kaiser Wilhelm II. kündigte seine Loge im Deutschen Theater.
Mit dem Drama Das Friedensfest. Eine Familienkatastrophe (1890) verärgerte Hauptmann angeblich Frank Wedekind, der in dem Stück Anspielungen auf Ereignisse aus seinem eigenen Leben wiederzuerkennen meinte, von denen er dem Autor berichtet hatte. Wedekinds Replik bestand im Auftritt eines Dichters namens Franz Ludwig Meier, der beständig die Äußerungen seiner Freunde protokollierte, in seiner Komödie Die junge Welt.
An einem Weihnachtsabend in den 1880er Jahren kommt Wilhelm Scholz zum ersten Mal nach Jahren wieder in sein Elternhaus. Ein Streit mit dem Vater, Fritz Scholz, hat ihn vor Jahren aus dem Haus getrieben. Seine Verlobte, Ida Buchner, und deren Mutter haben ihn zu dem Besuch überredet. Überraschend erscheint auch der jahrelang verschollene Vater, der heruntergekommen und von Krankheit und Alkohol gezeichnet wirkt. Wilhelm will den Vater nicht sehen. Trotzdem gibt er sich Mühe, den Abend versöhnlich zu gestalten. Doch sein zynischer Bruder Robert macht ihm einen Strich durch die Rechnung. Fritz Scholz stirbt. Ida ist verzweifelt. Wilhelm wendet sich von ihr ab. Trotzdem gibt sie die Hoffnung nicht auf, einen glücklichen Menschen aus ihm zu machen.
Mit dem Drama Einsame Menschen (1891) übte Hauptmann nach Auskunft von Konstantin Stanislawski starken Einfluss auf Anton Tschechow und die russische Dramatik aus. Hauptmann griff dafür auf einen Konflikt seines Bruders Carl zurück, dessen Beziehung zu einer jungen Polin die ganze Familie in Aufruhr versetzte. Marie Hauptmann, geb. Thienemann, war das Vorbild für die Figur der Käthe Vockerat, auch wenn es damals in der Ehe des Autors noch nicht kriselte.
Das Stück spielt um 1890 in einem Landhaus am Müggelsee. Der junge Gelehrte Johannes Vockerat und seine Frau Käthe haben ihr erstes Kind bekommen. Johannes kommt mit seiner wissenschaftlichen Arbeit nicht so wie erhofft voran. Als sein Freund, der Maler Braun, Besuch von der russischen Studentin Anna Mahr erhält, ist Johannes hingerissen von der intelligenten, selbstbewussten jungen Frau und lädt sie ein, für ein paar Wochen bei ihm und seiner Familie zu wohnen. Er findet in Anna erstmals eine ebenbürtige Gesprächspartnerin. Seine Familie beobachtet die immer größer werdende Vertrautheit zwischen Johannes und Anna mit Sorge. Käthe leidet darunter, weil sie sich der klugen Anna unterlegen fühlt. Ihre Eltern, die sehr fromm sind, äußern moralische Bedenken. Johannes und Anna gestehen einander ihre Liebe, müssen aber erkennen, dass diese keine Zukunft hat. Anna reist ab, Johannes rudert auf den See hinaus, um sich das Leben zu nehmen.
Der Biberpelz erfuhr schlechte Kritiken. Hauptmann wandte sich daraufhin von der naturalistischen Darstellungsweise ab und widmete sich mythisch-religiösen und Märchenstoffen. In diese Schaffenszeit fielen Hanneles Himmelfahrt, Die versunkene Glocke sowie Und Pippa tanzt.
1901 schrieb er eine Fortsetzung des Biberpelz: Die Tragikomödie Der rote Hahn ist im gleichen Milieu angesiedelt. Im Vergleich zum Biberpelz treten hier aber die lustspielhaften Elemente zugunsten einer schärferen Kritik zurück. Mutter Wolffen wurde Witwe und hat wieder geheiratet. Sie heißt nun Fielitz. Sie ist keine urwüchsige Proletarierin mehr, sondern eine Kleinbürgerin. Ihre Aufsteigermentalität macht vor nichts halt – und erneut wird sie für ihren Betrug nicht bestraft.
Mutter Wolffen hat den „Schuhmachermeister und Polizeispion“ Fielitz geheiratet. Die Tochter Adelheid hat sie mit dem Baumeister Schmarowski verheiratet. Die zweite Tochter, Leontine, hat zwar ein uneheliches Kind, aber Frau Fielitz hat schon einen Mann für sie im Auge – auch wenn dieser im Moment noch verheiratet ist.
Das eigene Haus ist Frau Fielitz zu klein. Im Dorf sind in letzter Zeit mehrere Häuser abgebrannt, und die „untröstlichen“ Besitzer haben beachtliche Versicherungssummen kassiert. Während das Ehepaar Fielitz in Berlin Besorgungen erledigt, brennt ihr Haus bis auf die Grundmauern nieder. Der Schmiede- und Spritzenmeister Langheinrich kann nur den Totalschaden feststellen. Allerdings verschweigt er, dass er ein Stück Zündschnur gefunden hat.
Der Verdacht fällt auf Gustav, den geistig behinderten Sohn des pensionierten Gendarmen Rauchhaupt. Der Gendarm will das nicht auf seinem Sohn, der in eine Anstalt gesperrt wird, sitzen lassen, kann aber nichts beweisen. Schmarowski kann einen großzügigen Neubau entwerfen, dessen Fertigstellung Frau Fielitz allerdings nicht mehr erlebt.
Es folgten das soziale Drama Rose Bernd (1901), die Tragikomödie Die Ratten (1911) und das Schauspiel Vor Sonnenuntergang (1932).

### Weitere Tendenzen

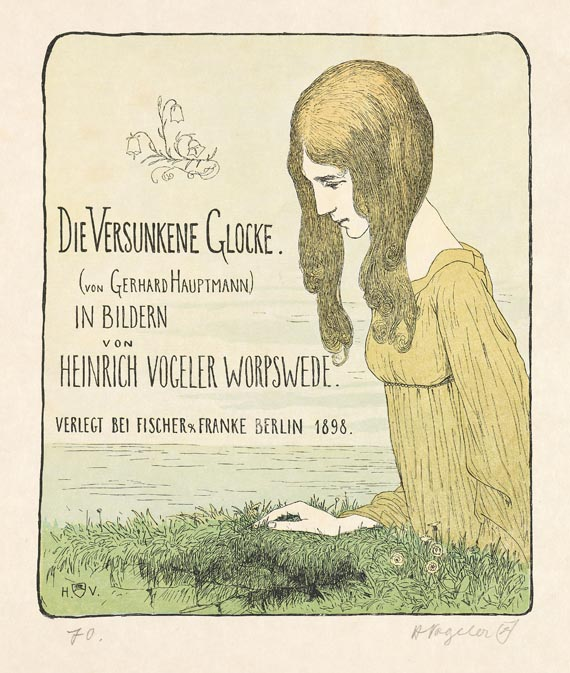
Die versunkene Glocke, illustriert von Heinrich Vogeler, 1898

Peter Sprengel sieht in Hauptmanns Werk nach den Webern drei Haupttendenzen. Die erste Tendenz ist ein Bruch mit dem Naturalismus und eine Zuwendung zur Neuromantik. Zu dieser Richtung passe das Märchendrama Die versunkene Glocke (1896). Das in Versen geschriebene Drama war zum Zeitpunkt seiner Veröffentlichung ein großer Erfolg und zu Lebzeiten Hauptmanns das meistgespielte Stück. Mit dem ebenfalls in Versen geschriebenen Stück Der arme Heinrich (1902) begab sich Hauptmann in das Reich der Legenden und adaptierte das gleichnamige mittelhochdeutsche Versepos Der arme Heinrich von Hartmann von Aue. Kaiser Karls Geisel (1908) und Griselda fallen in die gleiche Kategorie. Eine weitere Grundlage bot die griechische Mythologie, wie das Schauspiel Der Bogen des Odysseus (1913) zeigte.
In Letzterem erlebt der Zuschauer einen der tragischsten Momente der Odyssee. Nach langjähriger Irrfahrt gelangt Odysseus endlich wieder auf seine Heimatinsel Ithaka. Als Bauer und Hirte will er sein Leben nun verbringen. Seine Frau Penelope, die so viele Jahre auf ihn gewartet hat, tritt nicht auf – ist aber ständig präsent in seinem Kampf gegen ihre Freier, die sein Königsamt übernehmen wollen, und wird in gewisser Weise auch verantwortlich gemacht für den Verfall der sittlichen Ordnung während der Abwesenheit des Odysseus. Die gesamte Handlung spielt sich auf dem Bauernhof des Schweinehirten Eumaios ab. Hier haben sich vier Freier zu einem Festmahl versammelt, bei dem der von seinen jahrelangen Irrfahrten erschöpfte Odysseus als Bettler verkleidet auftaucht. Odysseus scheint verwirrt, planlos. Erst im vierten Akt gewinnt er mit Hilfe des Hirtengottes Pan seine Kräfte zurück und kann zur Rache an den Freiern ansetzen.
In Sprengels zweiter Tendenz verband Hauptmann Naturalistisches mit Nicht-Naturalistischem. Die Verbindung entstehe durch Kontrastierung der beiden Richtungen. So zeige das Traumspiel Hanneles Himmelfahrt (1893) sowohl soziale Anklage als auch den Entwurf einer romantischen Phantasiewelt. Auch in Und Pippa tanzt! (1905) zeigten sich demnach eine reale und eine ideale Sphäre.
Die dritte Tendenz sieht laut Sprengel keinen Bruch mit dem Naturalismus vor und beinhaltet sämtliche weitere Hauptmann-Dramen naturalistischer Prägung. Ihr gehören u. a. das historische Revolutionsdrama Florian Geyer. Die Tragödie des Bauernkrieges (1896), Fuhrmann Henschel (1898) und die erst aus dem Nachlass aufgeführten Dramen Herbert Engelmann (1962) und Christine Lawrenz (1990) an.
Florian Geyer (1490–1525) war ein Anführer im Deutschen Bauernkrieg von 1525. Das Stück fand beim Publikum wenig Anklang.
Während und nach dem Ersten Weltkrieg schuf Hauptmann eine Reihe von Theaterstücken, die andere Stilphänomene aufwiesen als die genannten. So entwarf er mit der Winterballade (1917) und im Weißen Heiland mythische Bilder. Versuche symbolischer Gestaltung unternahm er in den Dramen Die goldene Harfe (1932) und Ulrich von Lichtenstein (1939). Die Shakespeare-Adaption Hamlet in Wittenberg (1935) enthält ebenso historische Darstellungsweisen wie das 1915 beendete Magnus Garbe, das aber erst 1956 zur Uraufführung kam.
Mit seinem Spätwerk, der Atriden-Tetralogie, adaptierte Hauptmann antike Dramen. Allerdings deutete er sie nach den Erfahrungen einer Griechenlandreise neu.

### Hauptmann als Regisseur

Max Reinhardt und Gerhart Hauptmann 1913 bei der Probenarbeit zum Festspiel in deutschen Reimen in Breslau

An den frühen Uraufführungen seiner Stücke, die vom Ensemble um Otto Brahm gestaltet wurden, war Gerhart Hauptmann als Co-Regisseur beteiligt. Später führte er bei folgenden Produktionen Regie:
- Friedrich Schiller: Wilhelm Tell. Deutsches Künstlertheater Berlin. Premiere: 16. September 1913
- Heinrich von Kleist: Der zerbrochne Krug. Deutsches Künstlertheater Berlin. Premiere: 2. Oktober 1913
- Gerhart Hauptmann: Einsame Menschen. Deutsches Theater Berlin. Premiere: 29. Februar 1920
- Gerhart Hauptmann: Das Opfer (Indipohdi). Staatliches Schauspielhaus Dresden. Premiere: 23. Februar 1922 (Uraufführung; Näheres siehe unten in der Werkliste)
- Gerhart Hauptmann: Veland. Deutsches Schauspielhaus Hamburg. Premiere: 19. September 1925 (UA; siehe Werkliste)
- William Shakespeare: Hamlet. Bearbeitung: Gerhart Hauptmann. Staatliches Schauspielhaus Dresden. Premiere: 8. Dezember 1927 (UA; siehe Werkliste)
- Gerhart Hauptmann: Schluck und Jau (Co-Regisseur: Gustav Hartung). Bandhaus des Heidelberger Schlosses. Premiere: Juli 1928. (Die dafür in Auftrag gegebene Schauspielmusik von Leoš Janáček blieb Fragment)

## Rezeption
Hauptmanns Frühwerk wurde unterschiedlich beurteilt. Die konservativen Kreise und auch die Staatsführung des Kaiserreichs waren von seinen sozialkritischen Dramen wenig begeistert, was sich auch durch Zensur und Schmähauszeichnungen ausdrückte. Seine oppositionelle Position steigerte jedoch sein Ansehen in den Kreisen der progressiven Intellektuellen, die gerade diese Züge an seinen Dramen schätzten. Nach zahlreichen naturalistisch geprägten Werken änderte sich Hauptmanns Schaffen und seine Werke fanden zunehmend Anklang beim Besitz- und Bildungsbürgertum. Für diese Kehrtwendung wurde er vielfach kritisiert, wie zum Beispiel von Franz Mehring, der anlässlich der Aufführung von Hanneles Himmelfahrt schrieb: „Es tut mir leid um Gerhart Hauptmann, aber wenn er unter die Räuber der bürgerlichen Kritik gefallen ist, wenn die Börsenpresse ihm jubelnd bescheinigt, er biege in das Tor der echten und wahren Dichtkunst ein, so hat er dies Schicksal reichlich verdient. […] Wir sind noch niemals verurteilt gewesen, einen so großen Missbrauch eines so großen Talents mit eigenen Augen zu sehen.“
Dennoch war er weiterhin gefragter Schriftsteller und galt im Ausland als repräsentativer Dichter Deutschlands. Der ungarische Philosoph und Literaturkritiker Georg Lukács hingegen nannte Hauptmann später den „repräsentativen Dichter des bürgerlichen Deutschlands“, womit er jedoch nicht Hauptmanns hervorgehobene Stellung unterstrich. Vielmehr drückte er damit seinen Unmut gegenüber Hauptmanns Wankelmut und geringer Verwurzelung an seine „revolutionären Anfänge“ aus. Trotz seines hohen Ansehens ging der Verkauf seiner Werke stetig zurück, weil andere Dichter und Dramatiker in den Blickpunkt gerieten. Hauptmann hatte sich einen kostspieligen Lebensstil angeeignet, lebte in teuren Hotels, empfing oft Gäste im Wiesenstein und unternahm Reisen nach Italien. Die Sommer verbrachte er in seinem großen Haus auf Hiddensee, das Günter Kunert als „Do-it-your-self-Olymp“ bezeichnete. Thomas Mann ließ sich bezüglich dieses Lebensstils zu einer spöttischen Kritik an Hauptmann hinreißen, als er ihn 1922 als „König der Republik“ bezeichnete. Zudem verarbeitete Thomas Mann einige Charakterzüge Hauptmanns in der Person Mynheer Peeperkorn in seinem Buch Der Zauberberg.
Die Tatsache, dass Hauptmann nach der „Machtübergabe“ 1933 noch in Deutschland lebte, wollten sich die Nationalsozialisten zunutze machen und den angesehenen Dichter zu ihrem Nutzen verwenden. Verschiedene Stücke, die der Parteiführung wegen ihres aufrührerischen Charakters missfielen, wurden zwar verboten, dennoch wurden weiterhin Hauptmann-Werke aufgeführt. Zu Hauptmanns 80. Geburtstag 1942 wurden Festaufführungen und Ehrungen vorgenommen, die er vorbehaltlos entgegennahm.
Nach seinem Tod begann Hauptmanns Ruhm, den er zu Lebzeiten noch genossen hatte, zu verblassen. Sein Ansehen wurde durch sein unkritisches Verhalten gegenüber den Nazis zusätzlich gemindert. Anlässlich seines 100. Geburtstags 1962 fanden in zahlreichen deutschen Städten Festveranstaltungen statt. Bis in die 1970er Jahre wurden Hauptmanns Werke an westdeutschen Bühnen immer wieder aufgeführt, wobei sich vor allem Der Biberpelz und Die Ratten über Zuspruch freuen konnten. Dennoch wurde sein Werk nun kritischer betrachtet. In diesem Zuge kamen manche schwachen Aspekte innerhalb des Werkes zutage, die zuvor durch „unbedenkliches lautes Lob“ zugedeckt worden waren. Überdies wurden Hauptmanns Werke in der politischen Kultur der späten sechziger und frühen siebziger Jahre zunehmend bedeutungslos, da man mit dem „überlieferten Bilde des Sehers vom Wiesenstein wenig anfangen“ konnte.
In der DDR lebte Hauptmanns literarisches Ansehen weiter. Seine Sozialkritik fand vielerorts Anklang und war beispielgebend für die lebendig fortwirkende Tradition des bürgerlichen deutschen Humanismus.

### Auszeichnungen
- 1896: Grillparzer-Preis für Hanneles Himmelfahrt
- 1899: Grillparzer-Preis für Fuhrmann Henschel
- 1905: Grillparzer-Preis für Der arme Heinrich
- 1909: Ehrendoktor der Universitäten Oxford und Leipzig
- 1911: Königlich Bayerischer Maximiliansorden
- 1912: Literaturnobelpreis
- 1921: Ehrendoktor der deutschen Universität Prag
- 1922: Ehrenbürger der Stadt Breslau[49]
- 1922: Adlerschild des Deutschen Reiches
- 1923: Pour le mérite für Wissenschaften und Künste
- 1932: Ehrendoktor der Universität Columbia (New York)
- 1932: Goldene Staatsmedaille[50]
- 1932: Ehrenmitglied der American Academy of Arts and Letters[51]
- 1932: Goethepreis der Stadt Frankfurt am Main
- 1933: Ernennung zum Korrespondierenden Mitglied der Akademie in Athen[52]
- 1937: Österreichisches Ehrenzeichen für Wissenschaft und Kunst[53]
- 1942: Ehrenring der Stadt Wien

### Gedenken und Ehrungen

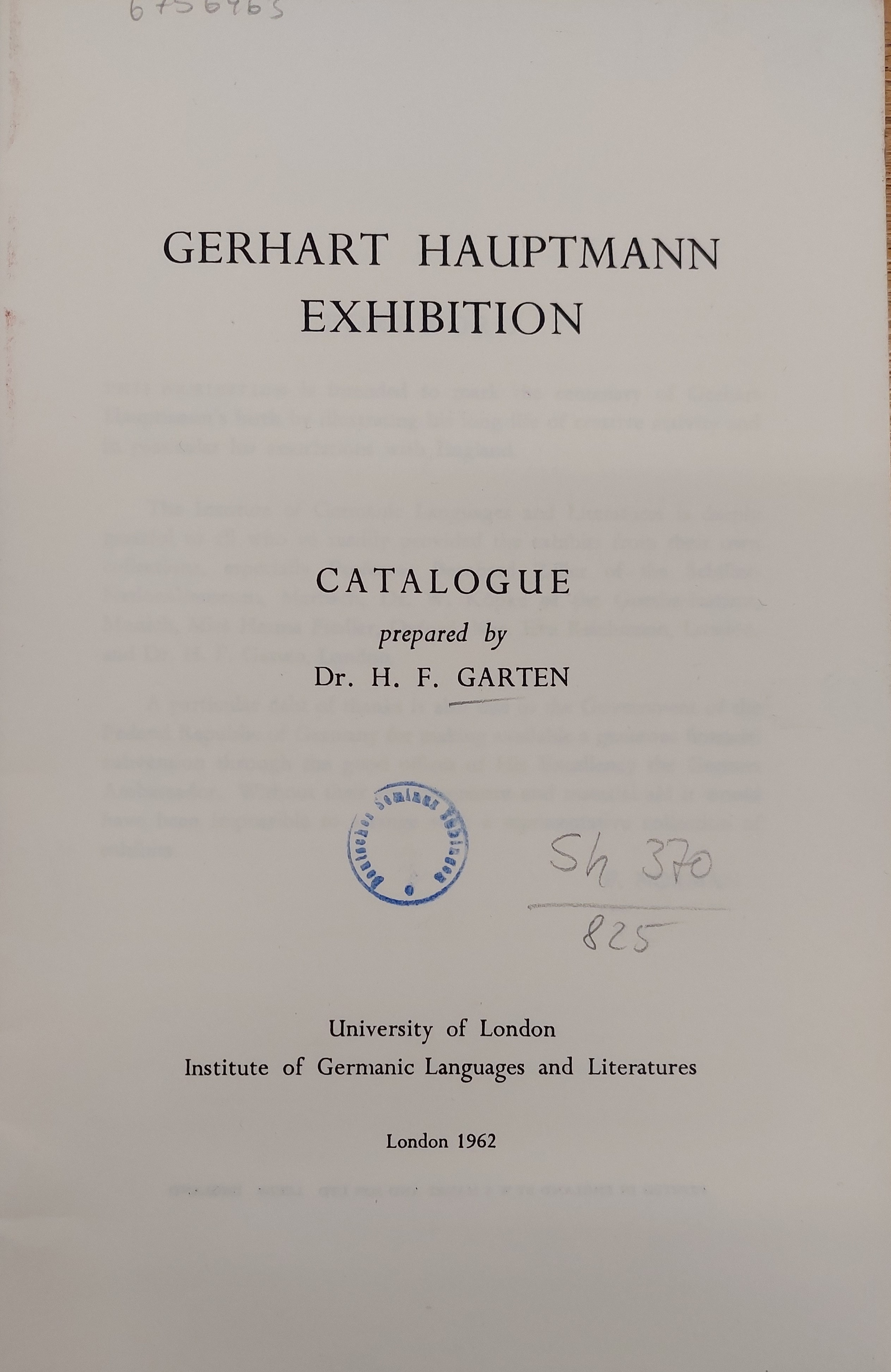
Ausstellung in London anlässlich des 100. Geburtstags, organisiert vom Emigranten Hugo F. Koenigsgarten

- Gerhart-Hauptmann-Denkmal in Kienbaum. Eine Brandserie in Kienbaum in den 1890er-Jahren inspirierte Hauptmann zum Roten Hahn.
- 1964 wurde das Gerhart-Hauptmann-Theater in Görlitz bzw. Zittau nach ihm benannt.
- Das Gerhart-Hauptmann-Denkmal in Berlin-Wilmersdorf wurde 1966 enthüllt.
- 1985 wurde ein Einschlagkrater auf dem Planeten Merkur nach ihm benannt: Merkurkrater Hauptmann.
- 1987 wurde in Erkner ein Gerhart-Hauptmann-Museum errichtet. Weitere Gedenkstätten befinden sich auf Hiddensee, in Jagniątków, Schreiberhau und im Hohenhaus in Radebeul. Nicht weit von diesem entfernt steht der Gerhart-Hauptmann-Gedenkstein.
- Am 10. Juni 1998 wurde ein Asteroid nach ihm benannt: (8381) Hauptmann.
- Zum 150. Geburtstag gab die Deutsche Post AG eine Sonderbriefmarke im Wert von 55 Eurocent heraus. Ausgabetag war der 2. November 2012. Der Entwurf stammt von Christof Gassner.
- In vielen deutschen Städten wurden Schulen und Straßen nach ihm benannt, teilweise bereits zu Lebzeiten (z. B. 1922 die Gerhart-Hauptmann-Realschule in Breslau)

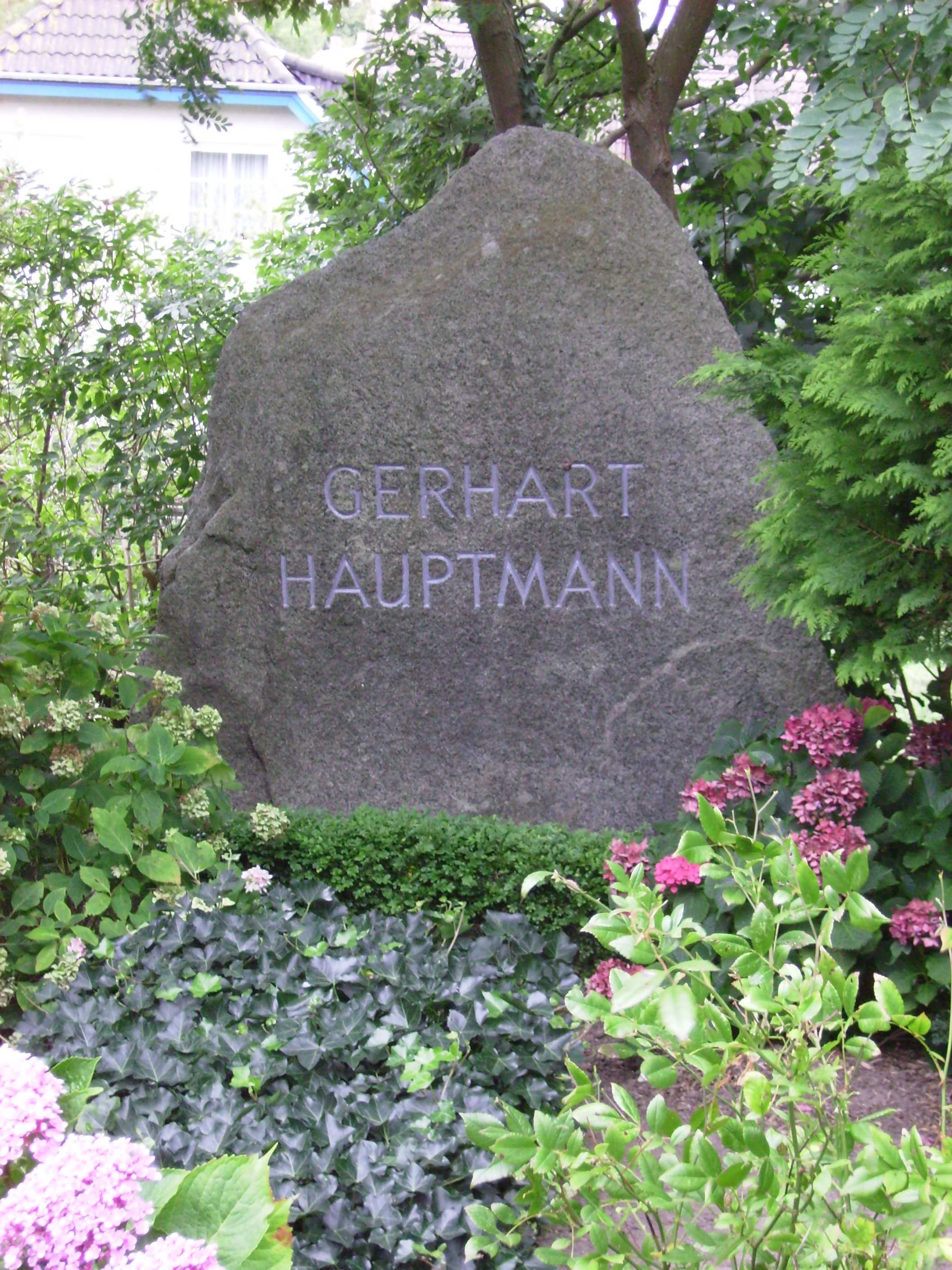
Hauptmanns Grabstein in Kloster auf Hiddensee
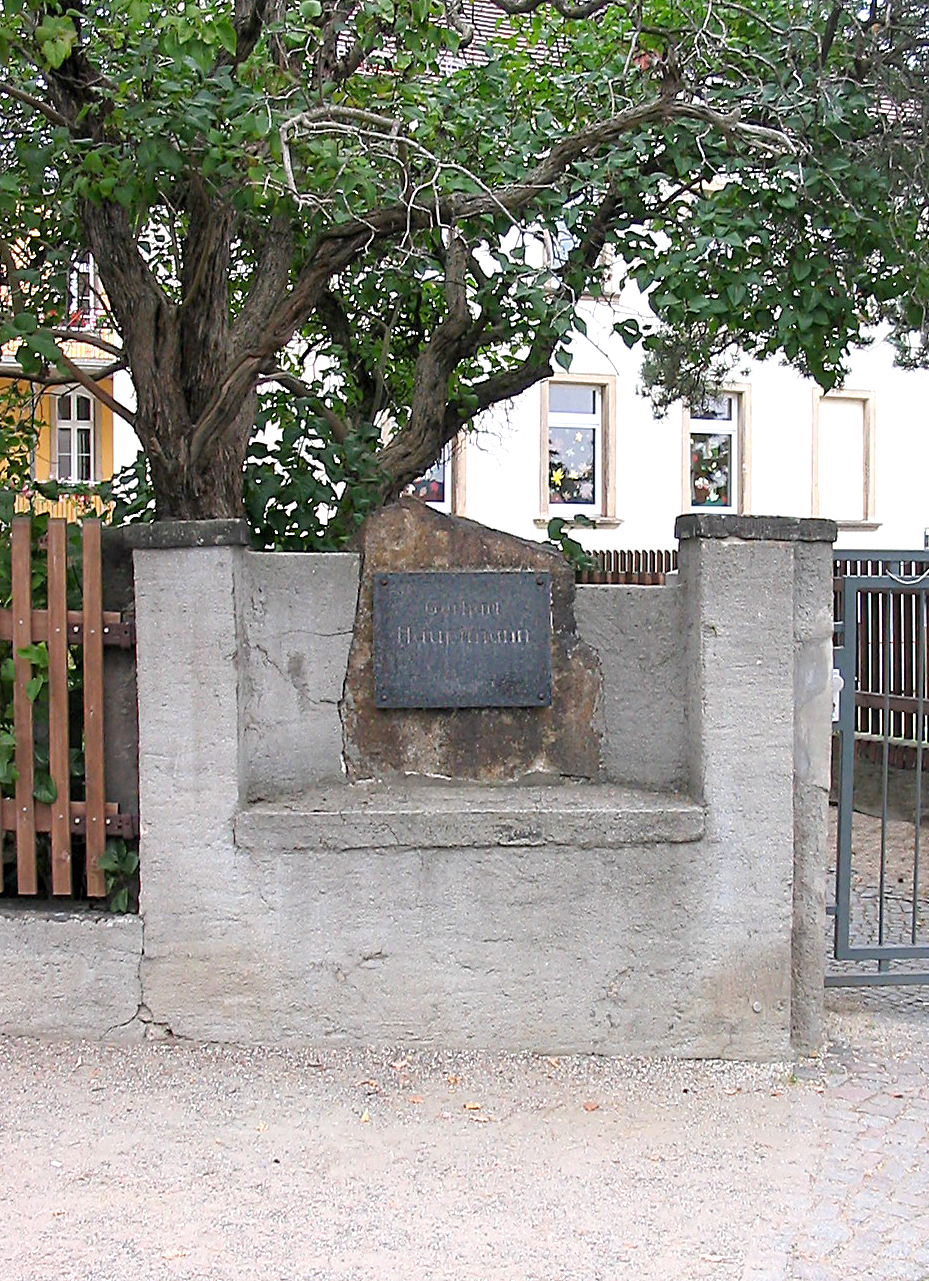
Gedenkstein im Radebeul-Stadtteil Zitzschewig
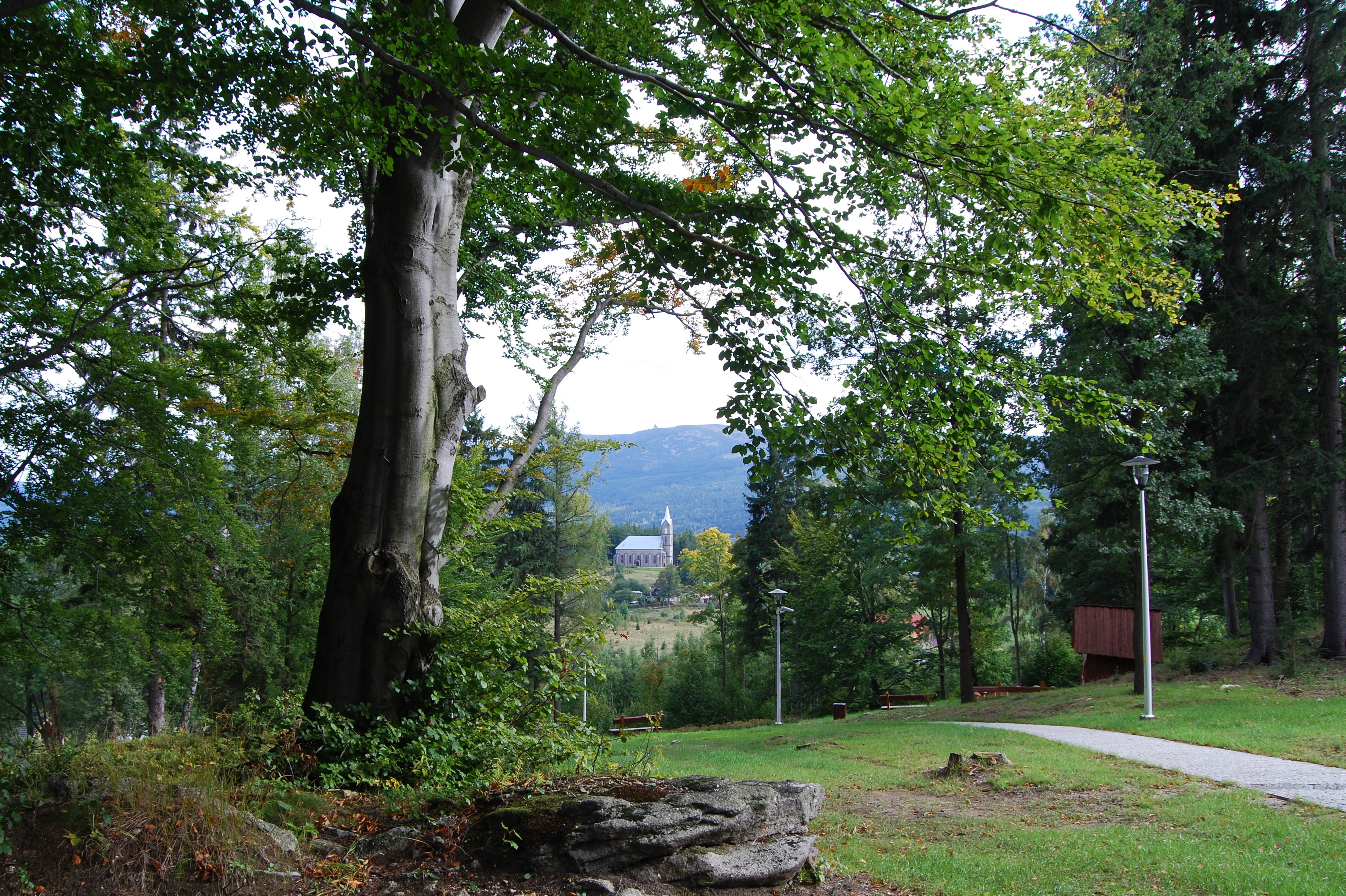
Carl und Gerhart Hauptmann-Park in Szklarska Poręba (Schreiberhau).
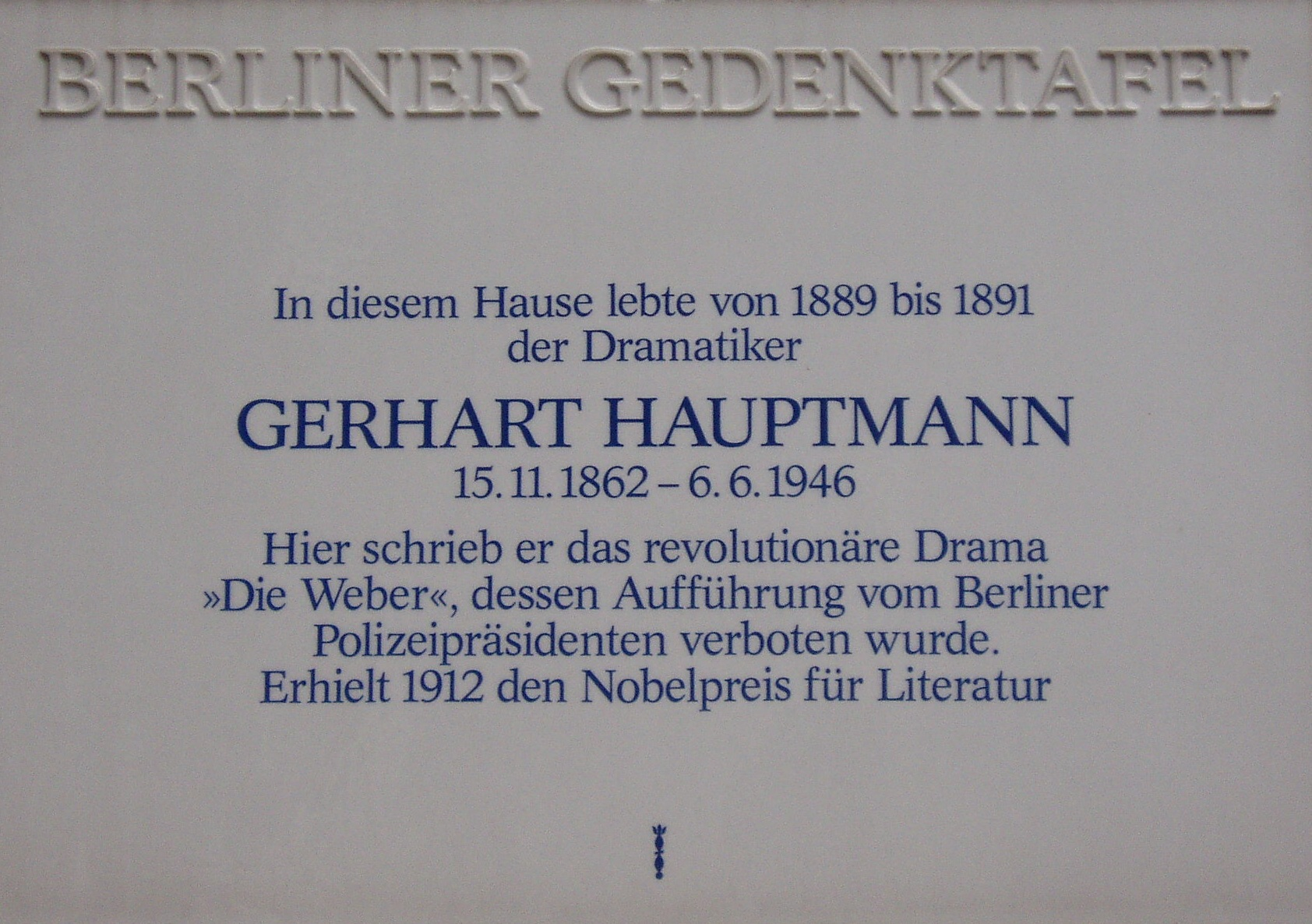
Berliner Gedenktafel an Hauptmanns Wohnhaus in Berlin-Charlottenburg
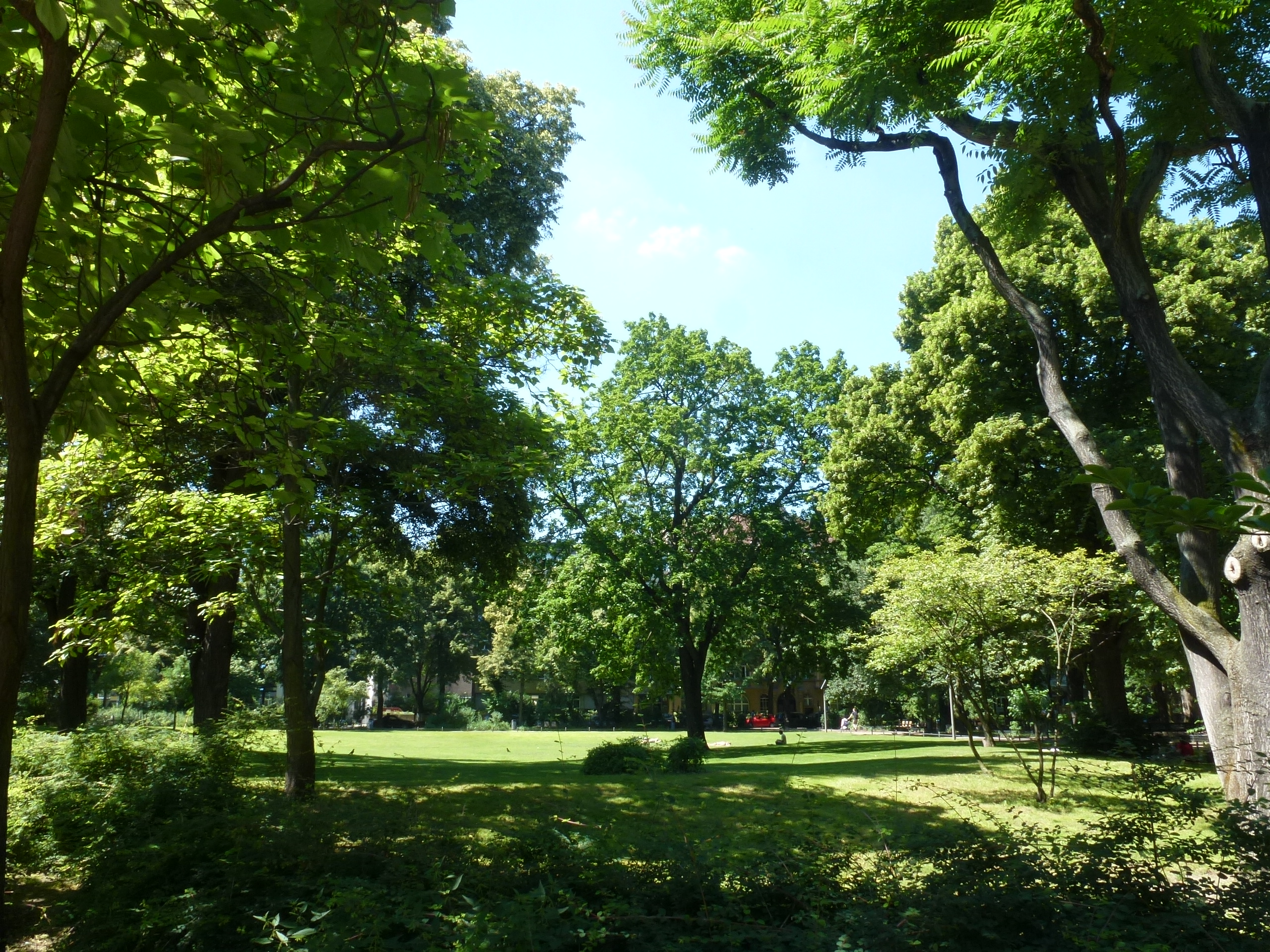
Gerhart-Hauptmann-Anlage in Berlin-Wilmersdorf
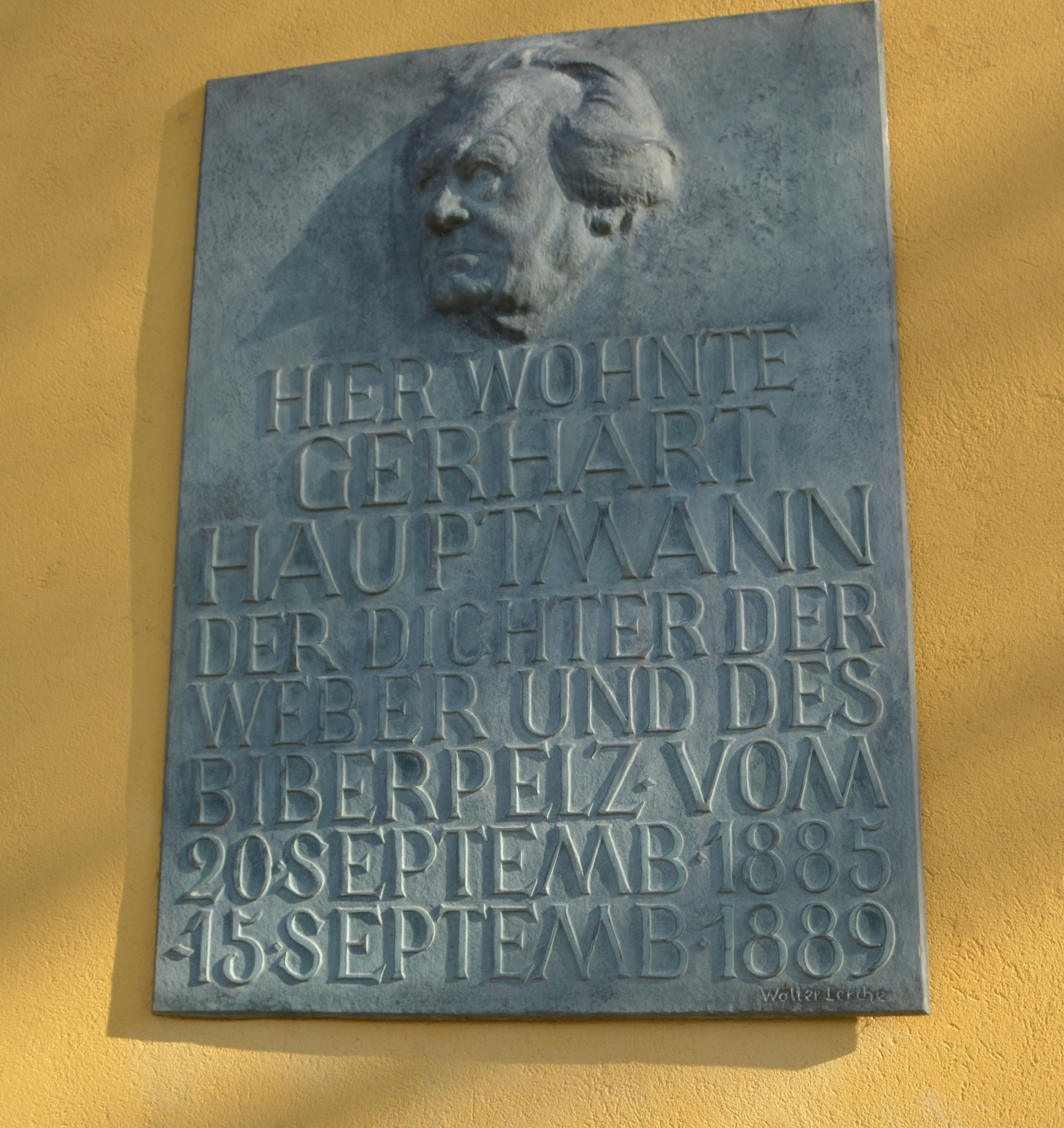
Gedenktafel am Gerhart-Hauptmann-Museum in Erkner
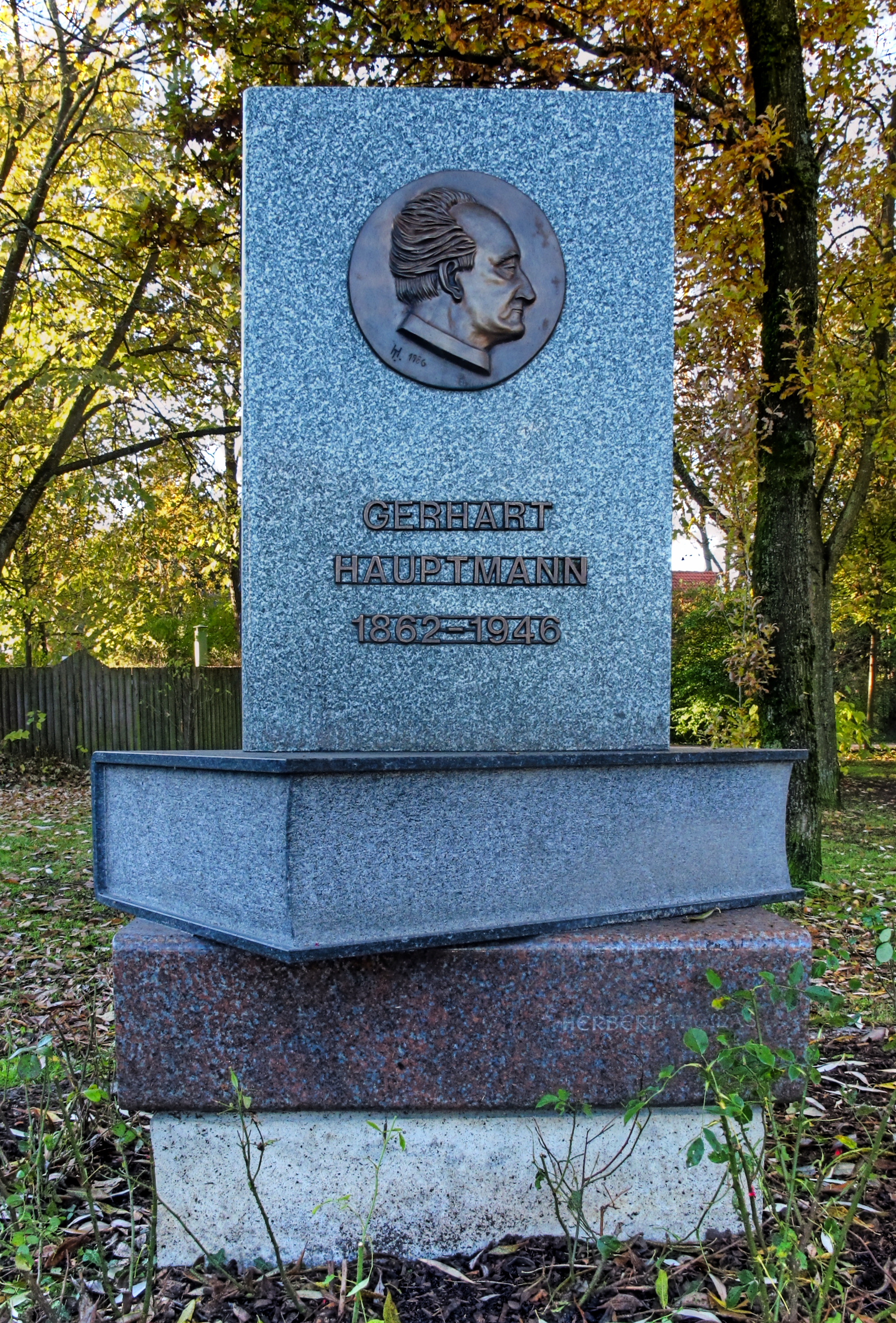
Denkmal in Gröbenzell. Bildhauer: Herbert Thomas
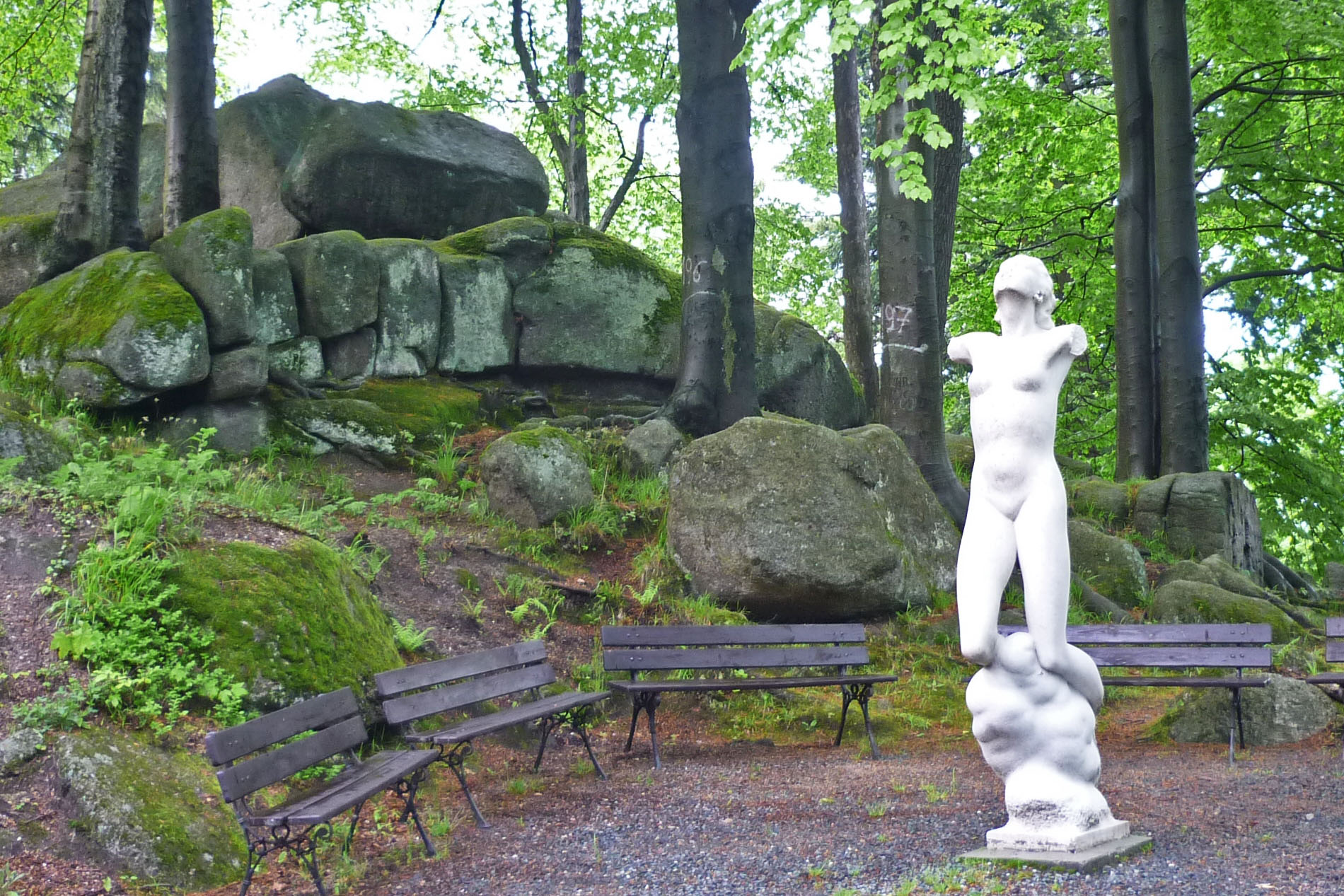
Skulptur des Mädchens aus „Hanneles Himmelfahrt“ von Josef Thorak vor der Villa in Agnetendorf
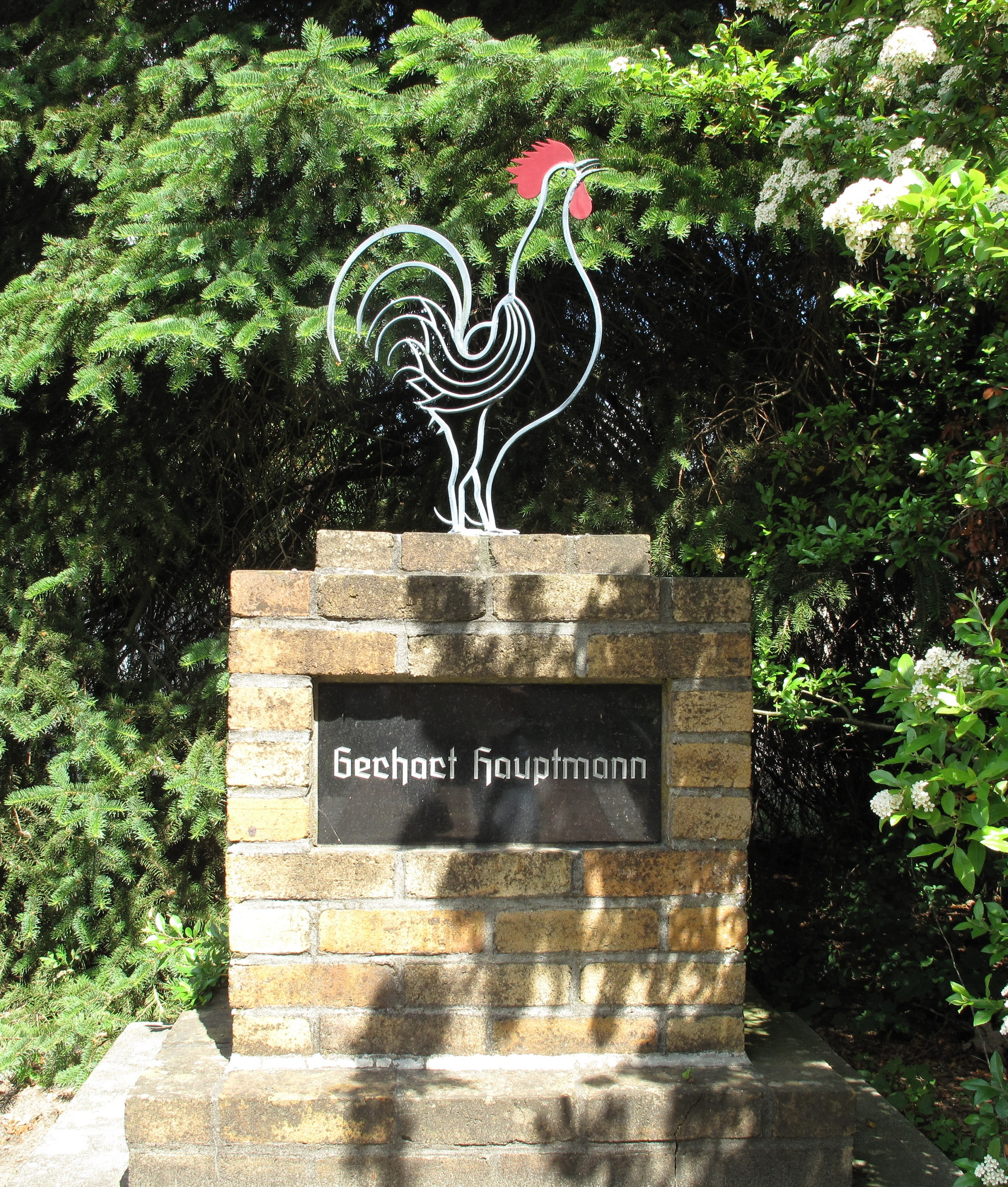
Denkmal in Kienbaum in Erinnerung an Hauptmanns Komödie „Der rote Hahn“
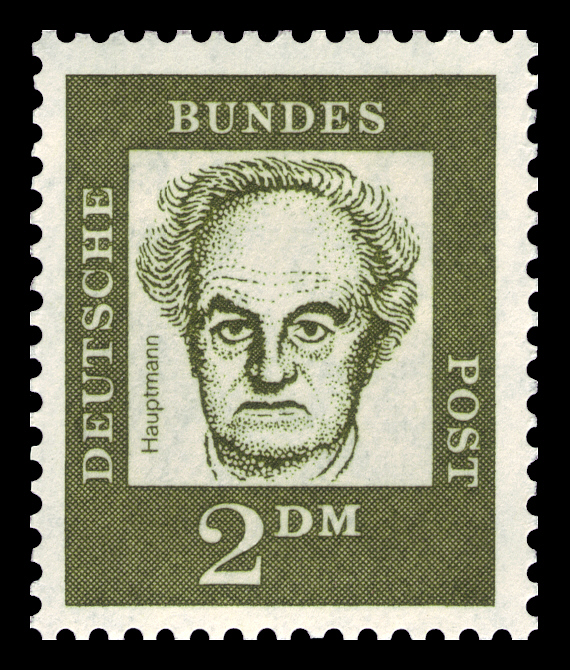
Briefmarke der Deutschen Bundespost (1962) aus der Serie Bedeutende Deutsche
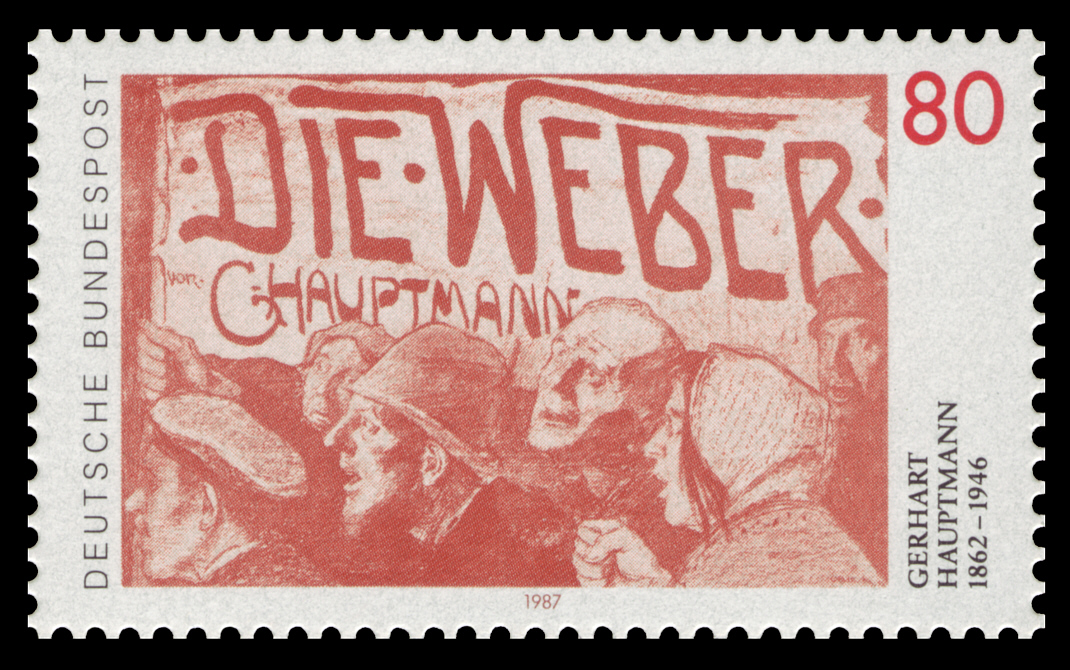
Deutsche Bundespost 1987. Zum 125. Geburtstag von Gerhart Hauptmann (nach dem Poster von Emil Orlik)
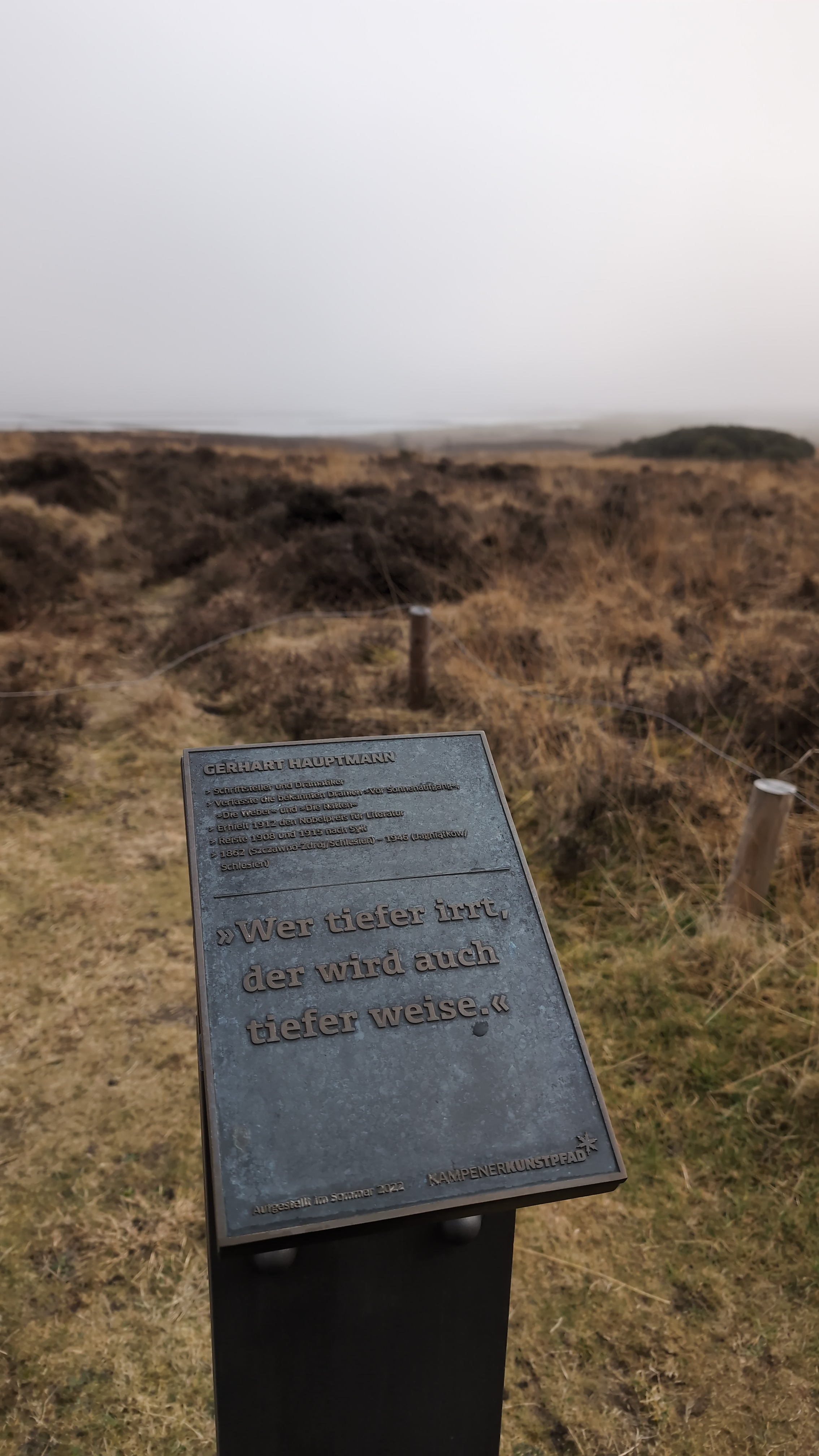
Gedenktafel Gerhart Hauptmann (an der Braderuper Heide, Sylt)

Ehrungen und Engagement für den Weltkrieg
Hauptmann war 1905 eines der ersten von 31 Mitgliedern der Berliner Sektion in der Gesellschaft für Rassenhygiene des Alfred Ploetz.
1905 wurde Gerhart Hauptmann zum Ehrenmitglied der Berliner Secession ernannt. Das Schreiben von Hans Baluschek unterzeichneten Fritz Rhein, Ludwig Stutz, Leo von König, Hans Dammann, Max Liebermann, Heinrich Hübner, Fritz Klimsch, Georg Kolbe, Robert Breyer, Ulrich Hübner, Walter Leistikow, Ernst Oppler, Jacob Alberts, Käthe Kollwitz und August Endell.
Um die Jahrhundertwende setzten offizielle Ehrungen ein. Dreimal erhielt Hauptmann den österreichischen Grillparzer-Preis, ferner die Ehrendoktorwürde der Universität Leipzig (1909) und des Worcester College der University of Oxford (1905). 1912 wurde er „vor allem als Anerkennung für sein fruchtbares und vielseitiges Wirken im Bereich der dramatischen Dichtung“ mit dem Nobelpreis für Literatur ausgezeichnet.
Kaiser Wilhelm II. schätzte den „sozialdemokratischen“ Dichter nicht. Gegen die Verleihung des Schillerpreises an Hauptmann (für Hanneles Himmelfahrt) legte er 1896 sein Veto ein. Auf Betreiben seines Sohnes, des Kronprinzen Wilhelm, wurde 1913 in Breslau Hauptmanns Festspiel in deutschen Reimen abgesetzt, weil darin das hundertjährige Jubiläum der Befreiungskriege nicht mit Hurrapatriotismus begangen, sondern mit pazifistischen Akzenten versehen wurde. Derselbe Gerhart Hauptmann jedoch, der im Festspiel den Popanz des Militarismus buchstäblich beerdigt hatte, gehörte ein Jahr später auch zu den vielen, die den Ersten Weltkrieg bejahten. Er unterzeichnete das Manifest der 93 und publizierte entsprechende Gelegenheitsverse (die sich wie unfreiwillige Satiren lesen und die er im Manuskript später eigenhändig durchstrich). 1915 erkannte Wilhelm II. ihm den Roten Adler-Orden IV. Klasse zu – die niedrigste Stufe dieses Ordens.

## Hauptmann in der bildenden Kunst
Gerhart Hauptmann, der nach eigenem Bekunden gerne auch Bildhauer geworden wäre, war zeitlebens selbst ein interessantes Motiv für Künstler. Porträts schufen unter anderem
- Lovis Corinth:
  - Ölgemälde (1900; Städtische Kunsthalle Mannheim )
  - 2 Kreidezeichnungen (1917; Staatliche Kunstsammlungen Dresden  / Museum der Bildenden Künste Leipzig )
- Im Hauptmann-Museum in Erkner:[55]
  - Bronzestatuette Curt Gitschmanns (1911) zeigt den Dichter als Spaziergänger
  - Porträts der Eltern von Ivo Hauptmann
  - Porträt Hauptmanns von Paul Mathias Padua
- Benno Elkan:
  - Bronzegussmedaille, 1922, 138 mm. Vorderseite: 1922 / GERHART HAUPTMANN – Kopfbildnis nach rechts. Rückseite: Ein Bocksteufel sitzt auf einem Totenschädel, der von einer Schlange umschlungen ist. Literatur: Menzel-Severing no. 237, Abb. 152
- Max Liebermann:
  - Pastellbild (1892; 1. Preis bei der Internationalen Kunstausstellung in Venedig 1895)
  - Ölgemälde (zum 50. Geburtstag 1912)
  - Lithographie (1922)
- Arno Breker: Büste (1941; mehrere Fassungen in Bronze und Marmor; Graphik)[56]
- Walter Wadephul: Büste (zum 70. Geburtstag 1932 im Auftrag der Stadt Breslau für das Thalia-Theater)
- Fritz Behn:
  - Büste (linker Seitenaufgang des Burgtheaters)[57]
  - Ölbild „Gerhart Hauptmann vor einer Parklandschaft“, ca. 1943[58]

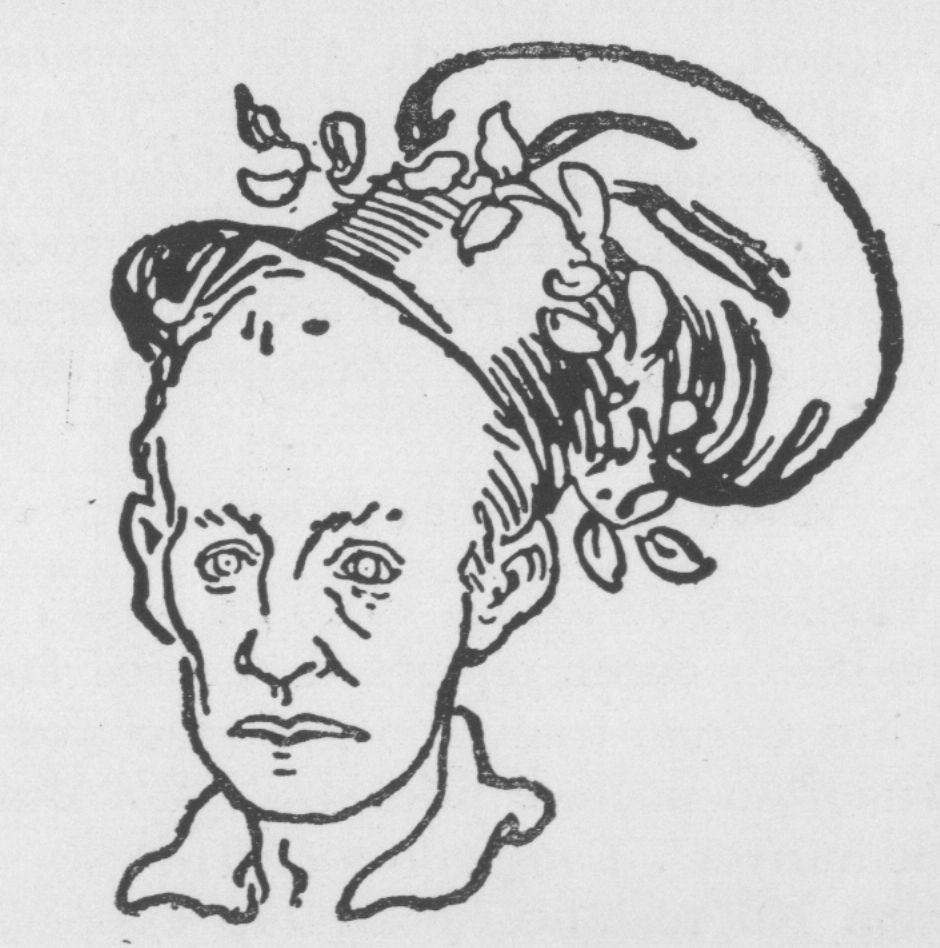
Karikatur von Arpad Schmidhammer (um 1900)
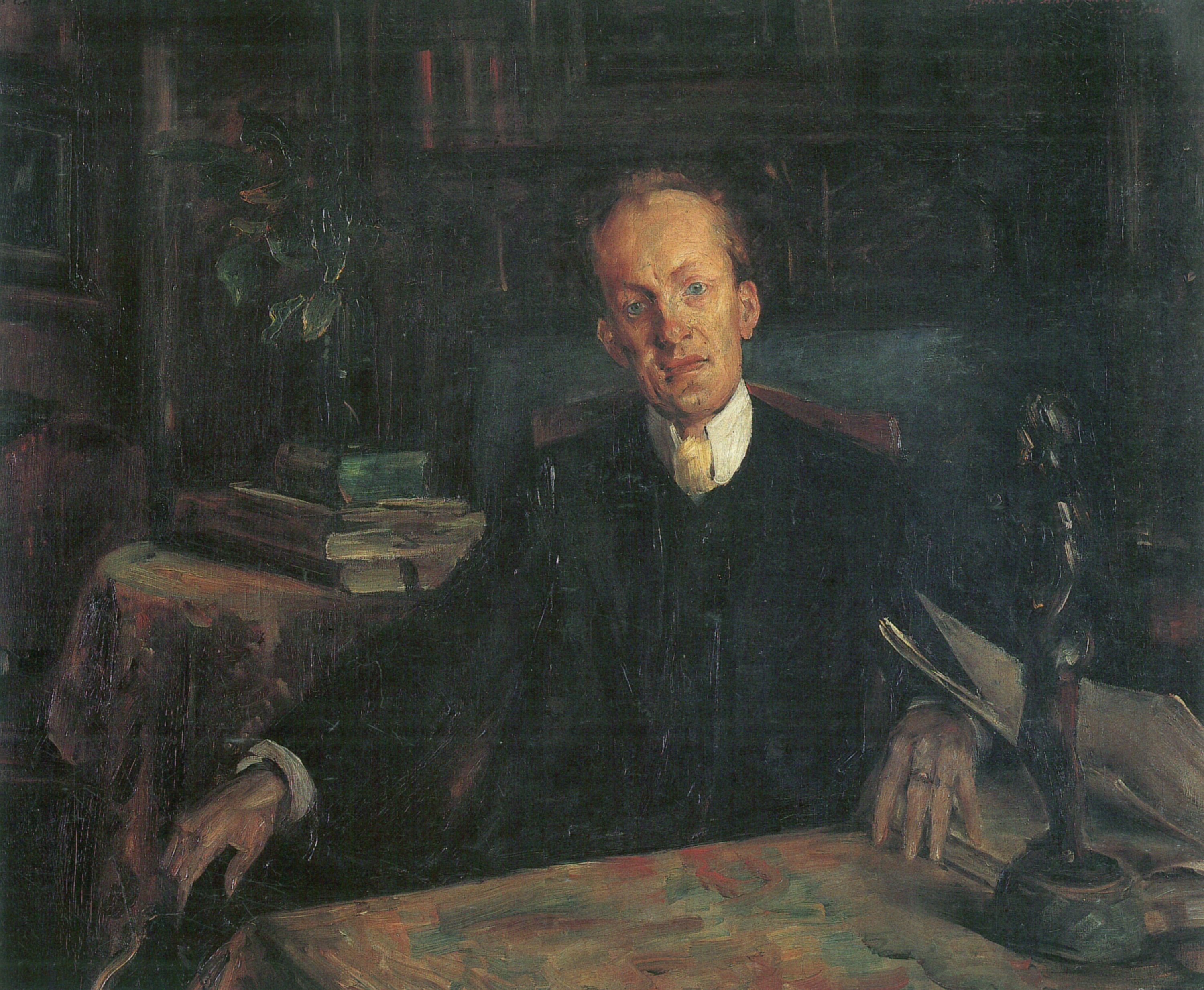
Gerhart Hauptmann, Gemälde von Lovis Corinth (1900)
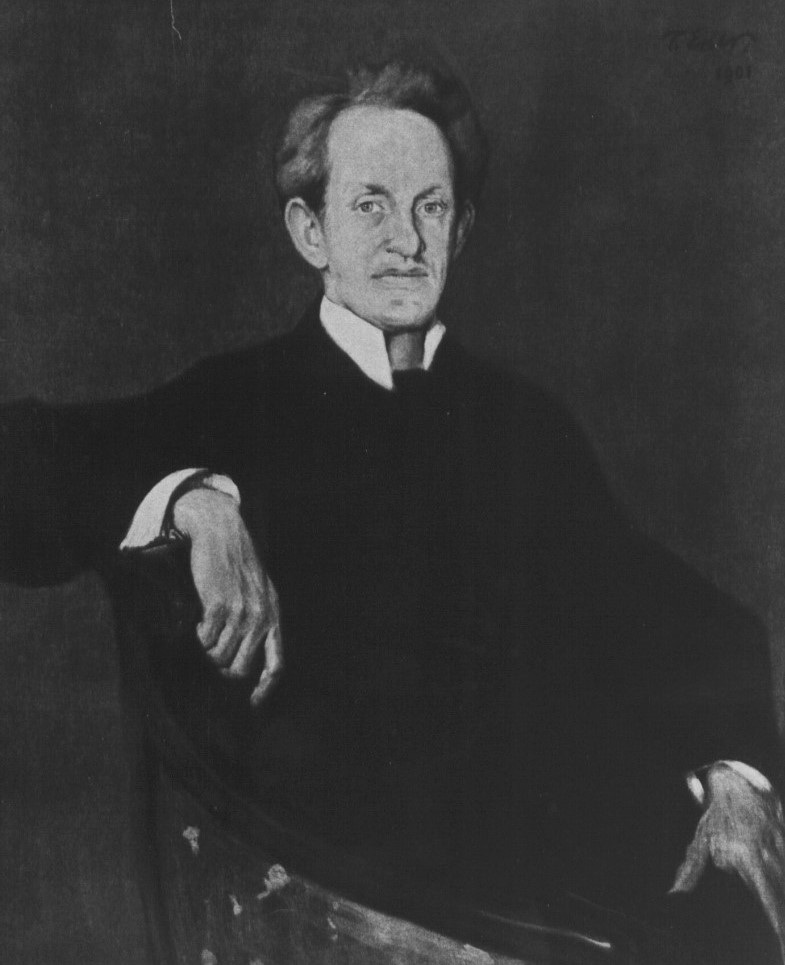
Ölgemälde von Fritz Erler (1901)
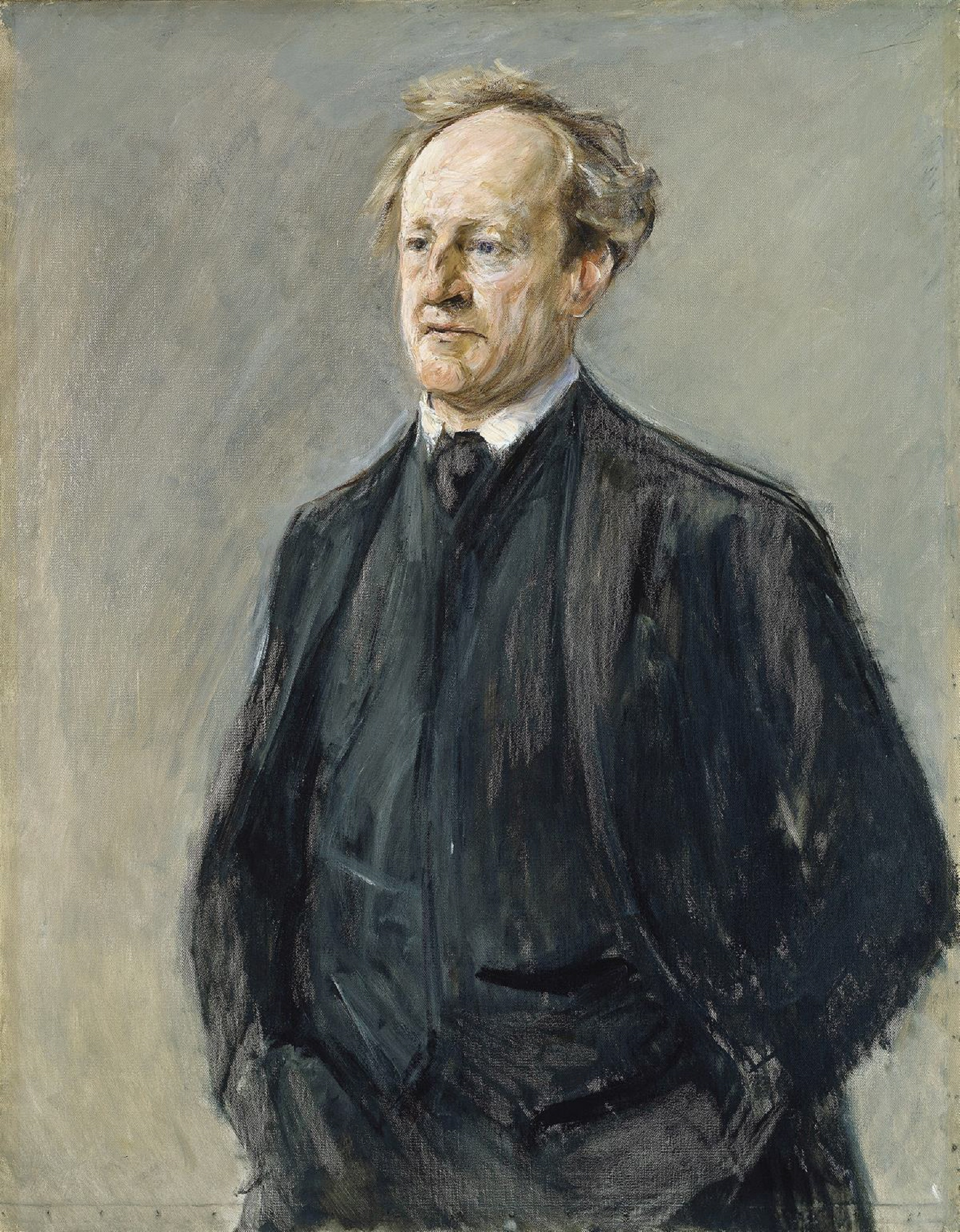
Porträt von Max Liebermann (1912)
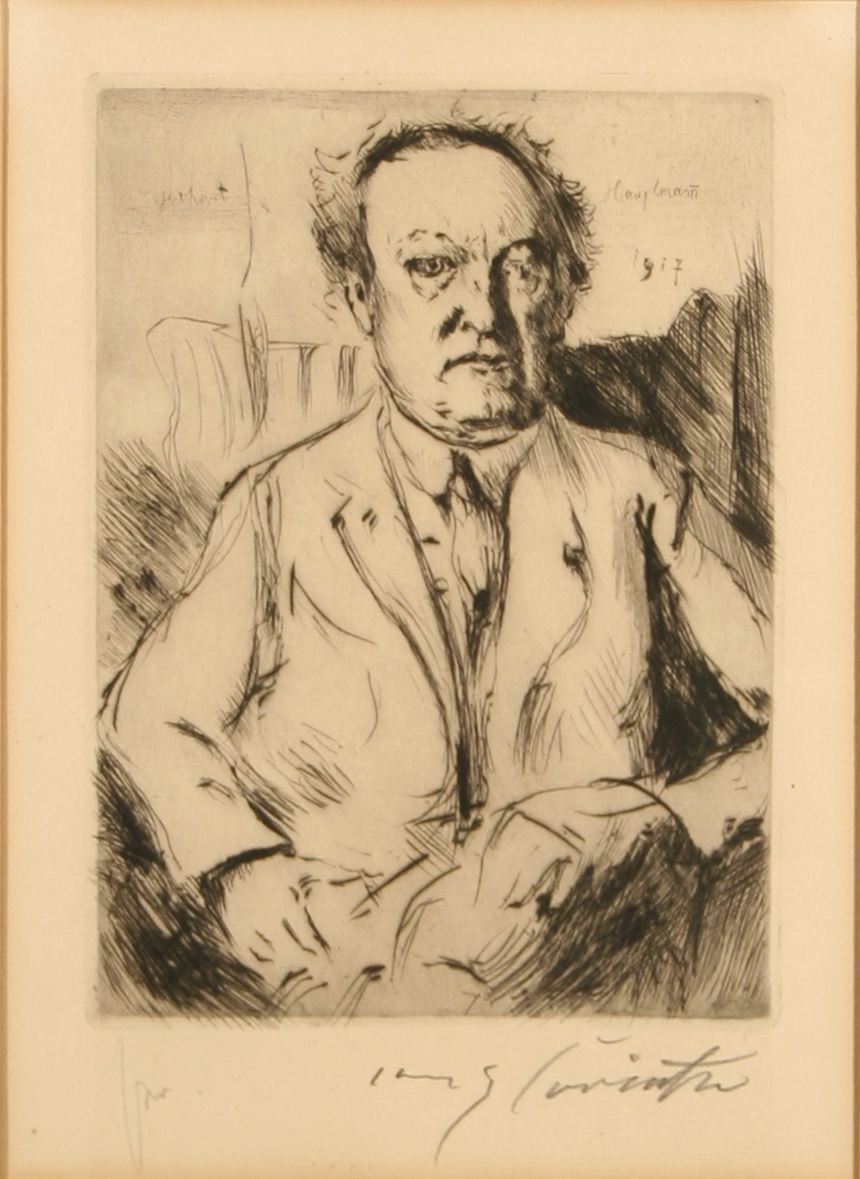
Kaltnadelradierung von Lovis Corinth (1917)
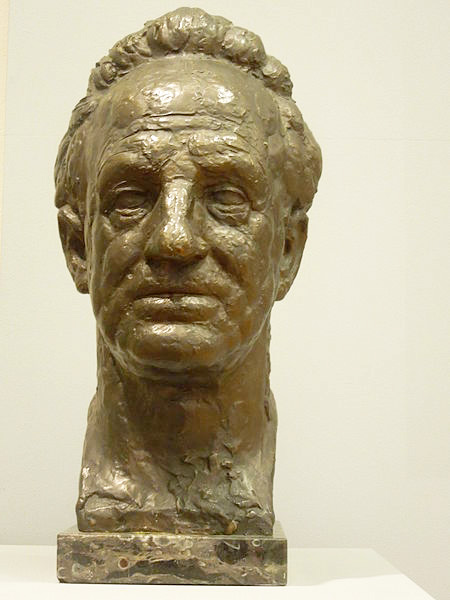
Büste von August Gaul (1917)
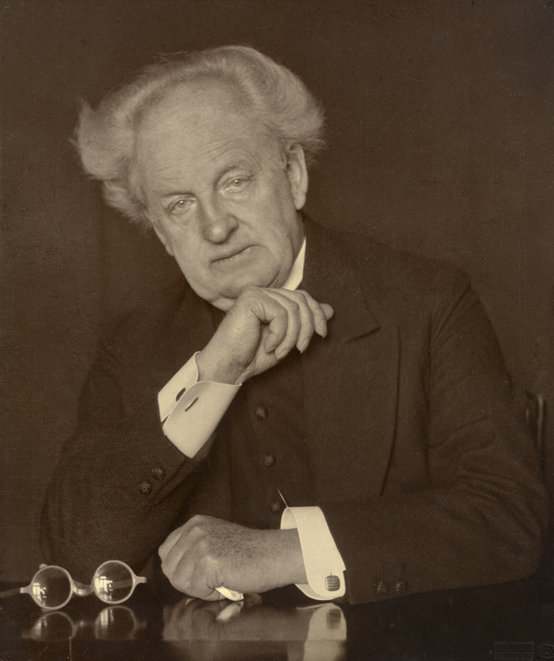
Gerhart Hauptmann porträtiert von Hugo Erfurth (1929)
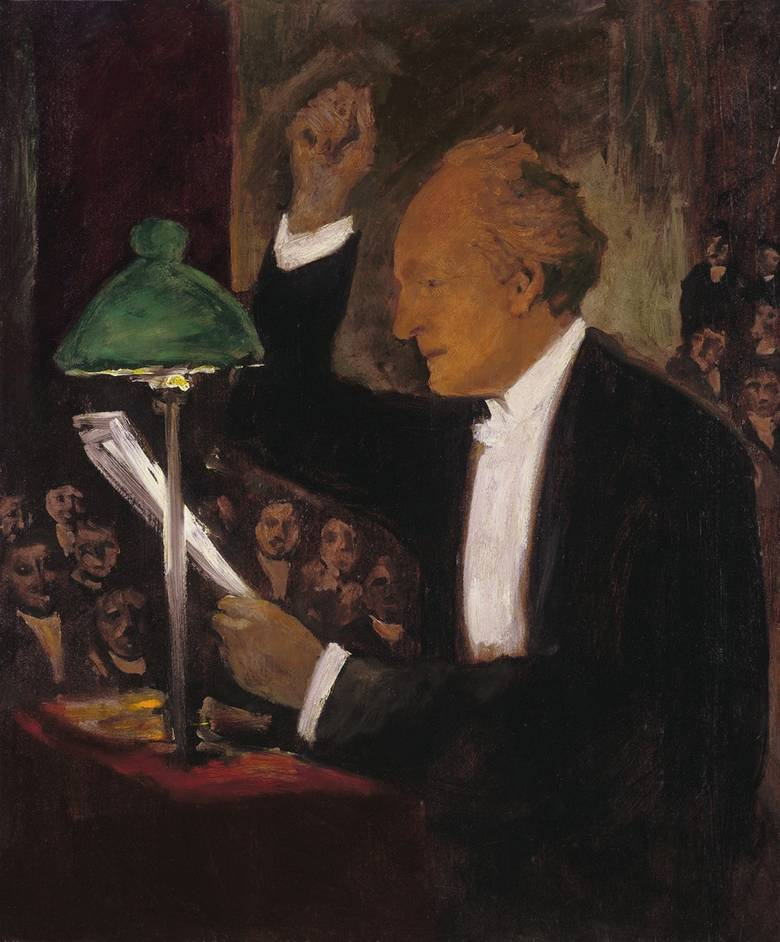
Ölgemälde von Emil Orlik (1932)
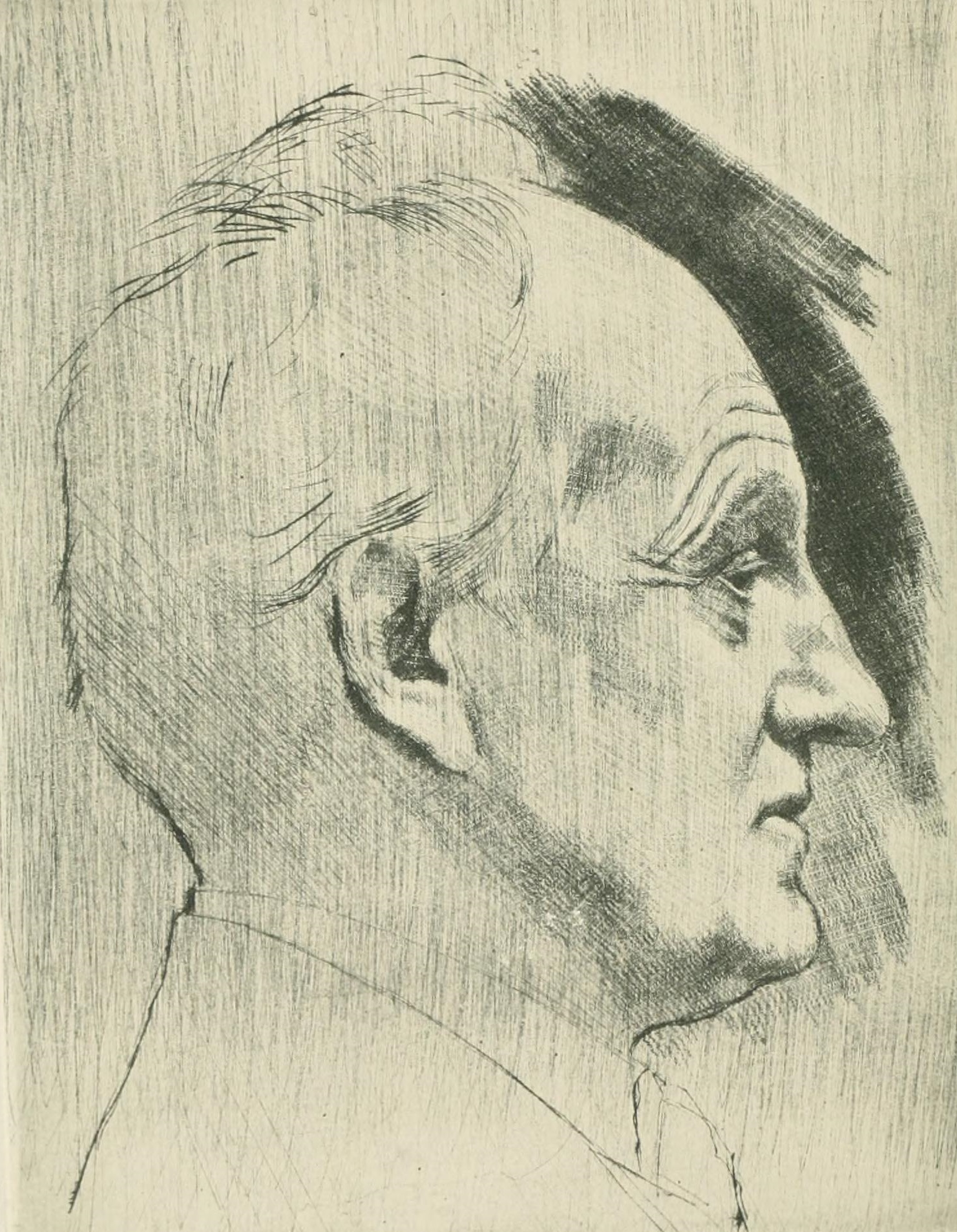
Zeichnung von Emil Orlik
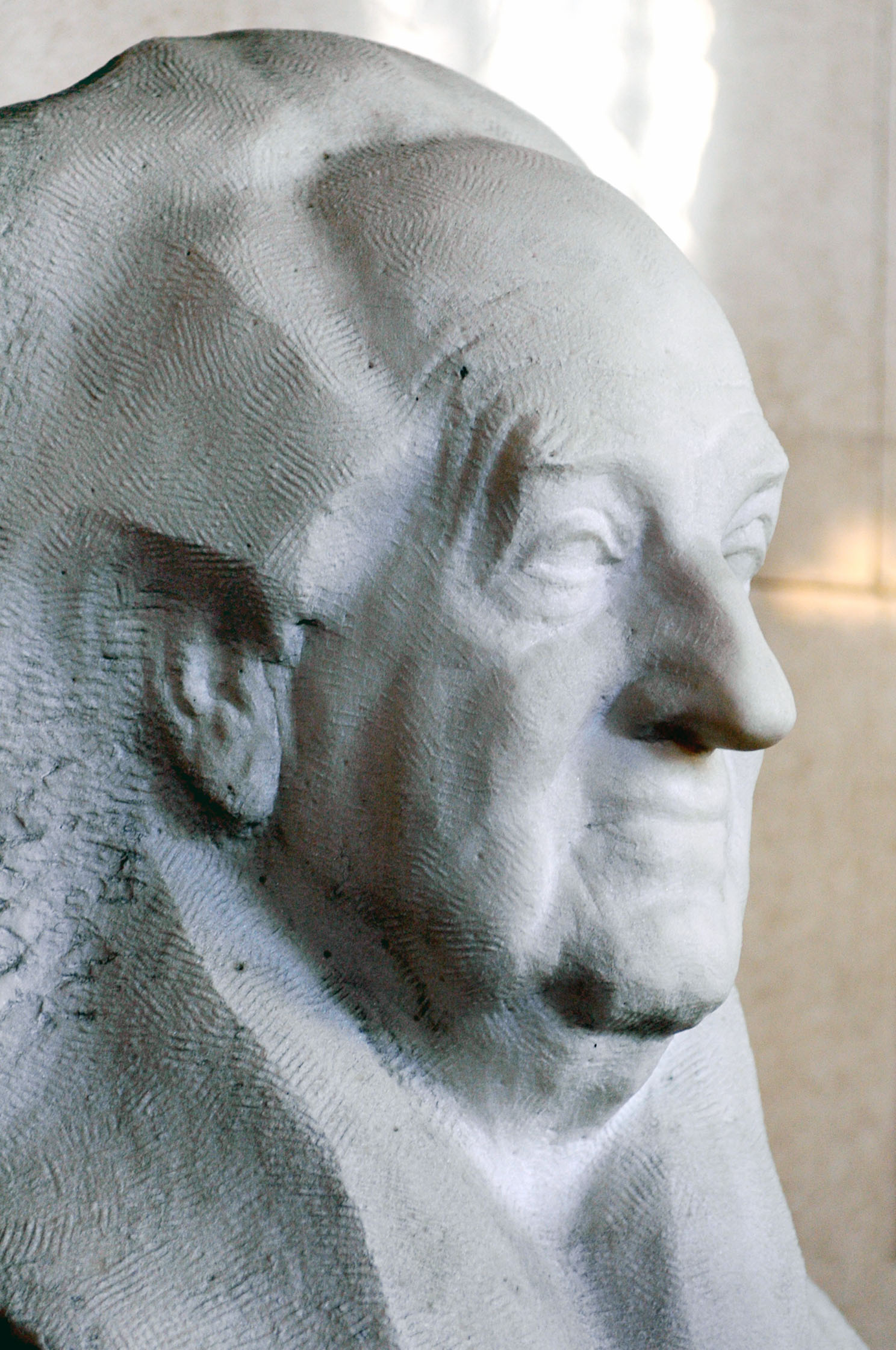
Büste von Fritz Behn im Wiener Burgtheater.
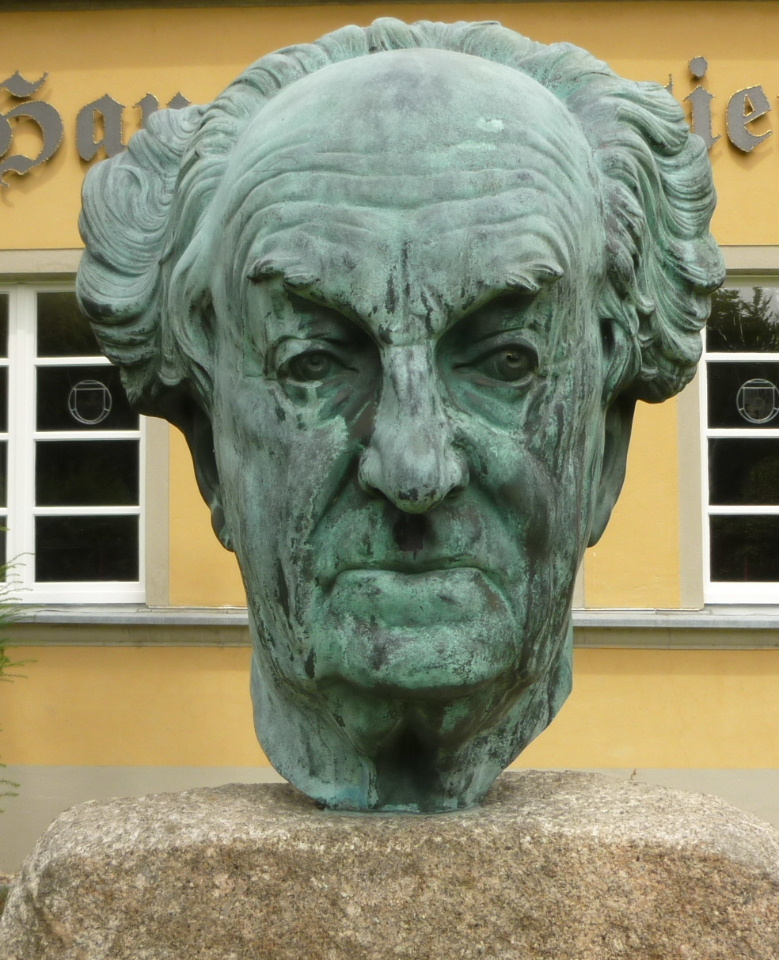
Arno Breker: Gerhart Hauptmann (1941)
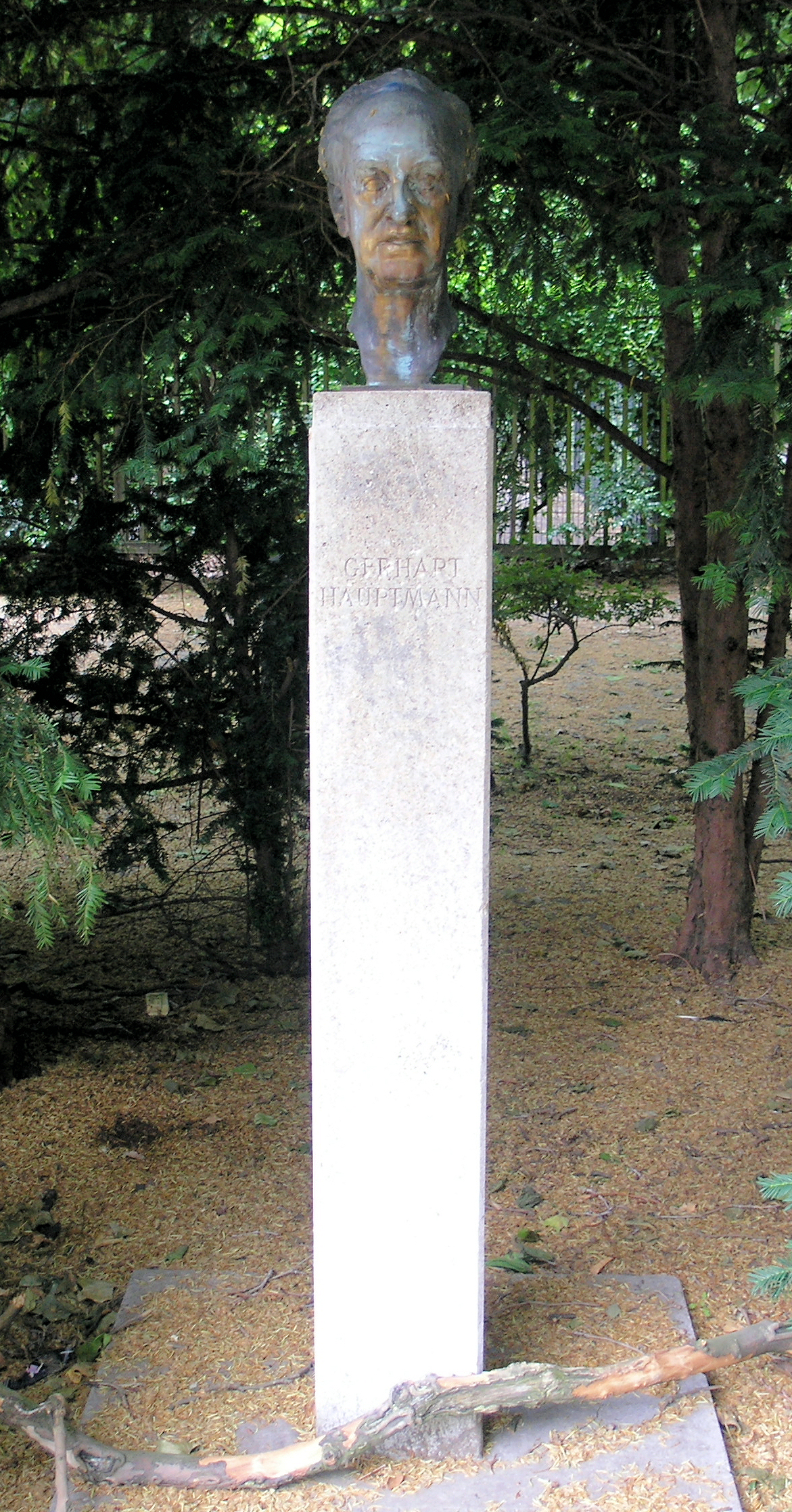
Gedenkstein in Berlin-Wilmersdorf. Bildhauer: Fritz Klimsch
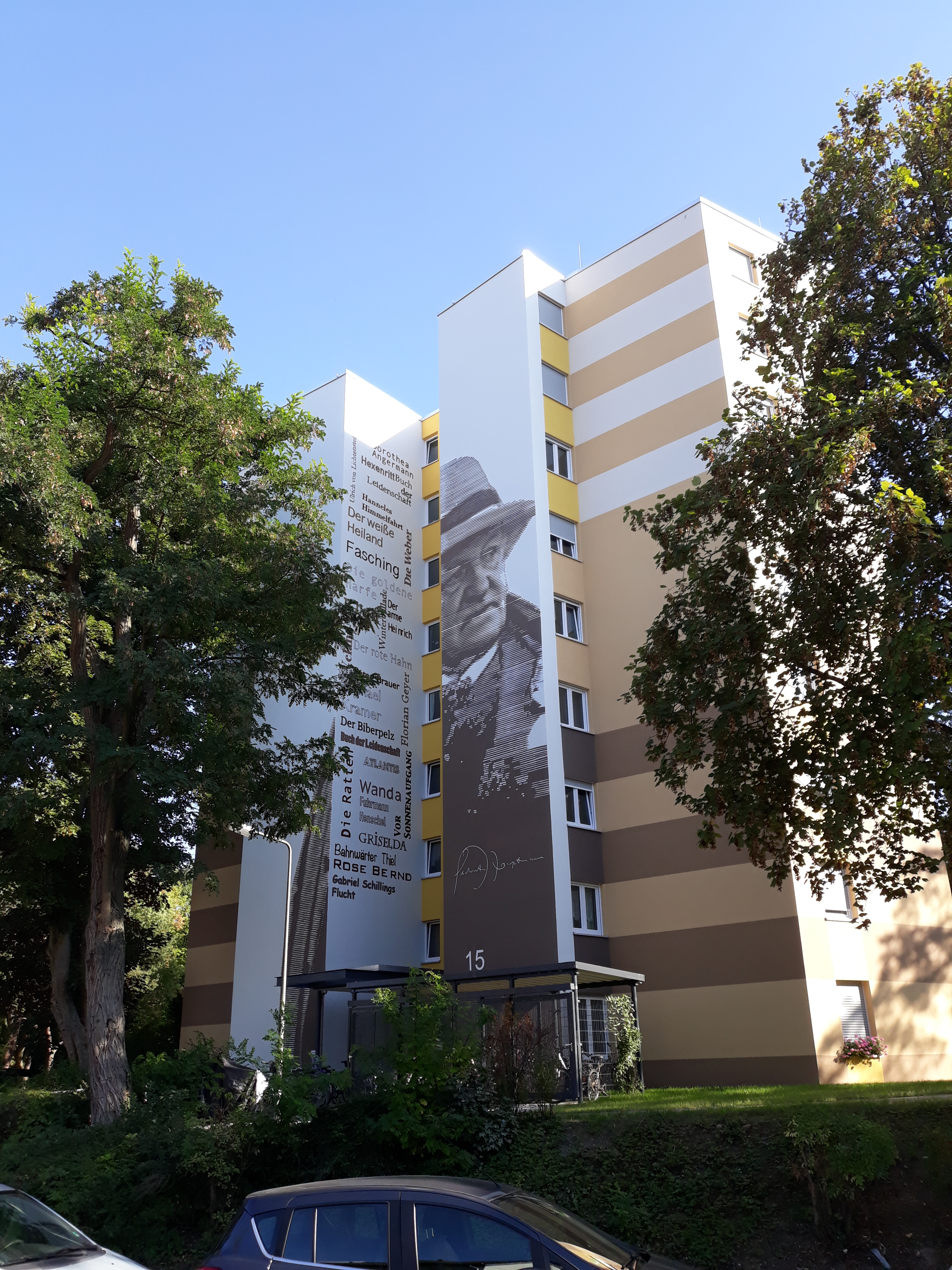
Wandbild am Gerhart-Hauptmann-Ring in Frankfurt am Main-Niederursel (2018)

## Werke

### Lyrik und Versepik
- Promethidenlos. Eine Dichtung (Jamben-Epos in 13 Abschnitten). Wilhelm Issleib, Berlin 1885. Entstanden 1884–1885.
- Das bunte Buch. Gedichte. Beerfelden (Meinhard) 1888. Entstanden 1880–1887. – Teil 1: Lyrische und epische Form. Teil 2: Sagen und Märchen.
- Anna. Ein ländliches Liebesgedicht (Hexameter-Epos in 24 Gesängen). Berlin (S. Fischer) 1921. Entstanden 1919–1921
- Die blaue Blume (Kleines Jamben-Epos). S. Fischer, Berlin 1927. Entstanden 1923
- Des großen Kampffliegers, Landfahrers, Gauklers und Magiers Till Eulenspiegel Abenteuer, Streiche, Gaukeleien, Gesichte und Träume (Hexameter-Epos in 18 Abenteuern). S. Fischer, Berlin 1928. Entstanden 1920–1927
- Ährenlese. Kleinere Dichtungen. S. Fischer, Berlin 1939. – Inhalt: Kleine Dichtungen – Sonette – Größere Versdichtungen – Szenische Dichtungen – Hans Wurstens Auferstehung. Zwiegespräch mit einer kleinen Holzpuppe – Gelegenheitsdichtungen – Kleine Reime – Glossarium. – Mit enthalten: Mary (kleines Hexameter-Epos; entstanden 1923–1936) und Die blaue Blume
- Der große Traum (Jambisches Terzinen-Epos in 22 Gesängen). S. Fischer, Berlin 1942 (Ausgabe letzter Hand, Bd. 16). Entstanden 1914–1942. Paralipomena aus dem Nachlass (mit dem sog. Anderen Teil in 12 Gesängen). Propyläen, Berlin 1964 (Centenar-Ausgabe, Bd. 4)
- Neue Gedichte. Aufbau, Berlin 1946 (letzte Buchveröffentlichung zu Lebzeiten). – Nachlese zur Lyrik (1875–1946): Propyläen, Berlin 1974 (Centenar-Ausgabe, Bd. 11)

### Erzählungen und Novellen
- Fasching. Eine Studie. In: Siegfried, (Zeitschrift), August 1887. Entstanden 1887.
- Bahnwärter Thiel. Novellistische Studie aus dem märkischen Kiefernforst. In: Die Gesellschaft. Hrsg. von Michael Georg Conrad. 1888. Entstanden 1887.
- Der Apostel. Novelle. In: Moderne Dichtung. Hrsg. von Eduard Michael Kafka. Juli 1890. Entstanden 1890.
- Gral-Phantasien:
  - Lohengrin. Ullstein, Berlin 1913. Entstanden 1911–1912.
  - Parsival. Berlin (Ullstein) 1914. Entstanden 1911–1912
- Der Ketzer von Soana (Arbeitstitel: Die syrische Göttin). S. Fischer, Berlin 1918. Entstanden 1911–1917.
- Die Spitzhacke. Ein phantastisches Erlebnis. S. Fischer, Berlin 1931. Entstanden 1930.
- Die Hochzeit auf Buchenhorst. Novelle. S. Fischer, Berlin 1932. Entstanden 1927.
- Das Meerwunder. Eine unwahrscheinliche Geschichte. S. Fischer, Berlin 1934. Entstanden 1933–1934.
- Das Meerwunder. Eine unwahrscheinliche Geschichte. Mit vier lavierten Federzeichnungen von Paul Delvaux. Propyläen, Berlin 1969.
- Der Schuss im Park. Novelle. S. Fischer, Berlin 1941. Entstanden 1938–1939.
- Das Märchen. In: Die Neue Rundschau (hrsg. von Peter Suhrkamp) 1941. Entstanden 1941.
- Mignon. Novelle. Berlin Suhrkamp 1947. Entstanden 1938–1944.
- Erzählerische Fragmente – Propyläen, Berlin 1970 (Centenar-Ausgabe, Bd. 10):
  - Siri. Selbstbekenntnisse eines jungen Humanisten (1938–1939).

### Romane
- Der Narr in Christo Emanuel Quint. Roman. S. Fischer, Berlin 1910. Entstanden 1901–1910.
- Atlantis. Roman. S. Fischer, Berlin 1912. Entstanden 1909–1911.
- Phantom. Aufzeichnungen eines ehemaligen Sträflings. S. Fischer, Berlin 1923. Entstanden 1915–1921 (Vorstufen: Dünnebeil. 1888; Karl Henning, 1912).
- Die Insel der großen Mutter oder Das Wunder von Île des Dames. Eine Geschichte aus dem utopischen Archipelagus. S. Fischer, Berlin 1924. Entstanden 1916–1924.
- Wanda. Roman. S. Fischer, Berlin 1928. Entstanden 1927. Vorabdruck (unter dem Titel Der Dämon): Vossische Zeitung 1928.
- Buch der Leidenschaft. S. Fischer, Berlin 1929. Entstanden 1905–1929.
- Im Wirbel der Berufung. Roman. S. Fischer, Berlin 1936. Entstanden 1924–1935.
- Erzählerische Fragmente – Propyläen, Berlin 1970 (Centenar-Ausgabe, Bd. 10):
  - Der Venezianer (1903). – Veröffentlichung einer Vorstufe (unter dem Titel Der Schatzgräber): Europäische Revue, Juli/August 1944.
  - Die Wiedertäufer. Roman (ca. 1904–1942).
  - Berliner Kriegs-Roman (Fragment, 1928–1929).
  - Winckelmann (1939). – Bearbeitung von Frank Thiess: Winckelmann. Das Verhängnis. Bertelsmann, Gütersloh 1954.
  - Der neue Christophorus. Roman (1917–1944; Titel-Variante: Merlin). – Teil-Gesellschaft der Bibliophilen, Weimar 1943.

### Dramen
- Jugendwerke – Propyläen, Berlin 1963 (Centenar-Ausgabe, Bd. 8):
  - Liebesfrühling. Ein lyrisches Gedicht (mit verteilten Rollen). Privatdruck 1881. UA 24. September 1881 Hohenhaus (zur Hochzeit von Georg Hauptmann und Adele Thienemann). Entstanden 1881.
  - Germanen und Römer (Versdrama in 5 Aufzügen). Entstanden 1881–1882.
  - Der Hochzeitszug (Gedicht mit verteilten Rollen). UA 6. Oktober 1884 Hohenhaus (zur Hochzeit von Carl Hauptmann und Martha Thienemann). Entstanden 1884.
- Vor Sonnenaufgang. Soziales Drama (5 Akte; Arbeitstitel: Der Säemann.) C. F. Conrads Buchhandlung, Berlin 1889. Entstanden 1888–1889. (Digitalisat und Volltext im Deutschen Textarchiv); UA 20. Oktober 1889 Berlin (Freie Bühne, Lessingtheater; Regie: Hans Meery; Dramaturgie: Otto Brahm; mit Else Lehmann [Helene], Gustav Kadelburg [Hoffmann]).
- Das Friedensfest. Eine Familienkatastrophe (3 Akte; Arbeitstitel: Der Vater). S. Fischer, Berlin 1890. Entstanden 1889. UA 1. Juni 1890 Berlin (Freie Bühne, Ostendtheater; Regie: Hans Meery; Dramaturgie: Otto Brahm; mit Emanuel Reicher [Robert], Josef Kainz [Wilhelm]).
- Einsame Menschen. Drama (5 Akte; Arbeitstitel: Martin und Martha. Das Wunderkind). S. Fischer, Berlin 1891. Entstanden 1890. UA 11. Januar 1891 Berlin (Freie Bühne, Residenztheater; Regie: Cord Hachmann; Dramaturgie: Otto Brahm; mit Emanuel Reicher [Johannes]).
- Kollege Crampton. Komödie (5 Akte). S. Fischer, Berlin 1892. Entstanden 1891. UA 16. Januar 1892 Berlin (Deutsches Theater; mit Georg Engels [Crampton]).
- Die Weber. Schauspiel aus den vierziger Jahren (5 Akte). S. Fischer, Berlin 1892. Entstanden 1888–1892 (zuerst ganz in schlesischer Mundart: De Waber, dann in einer dem Schriftdeutsch angenäherten Fassung). UA 26. Februar 1893 Berlin (Freie Bühne, Neues Theater; Regie: Cord Hachmann; Dramaturgie: Otto Brahm; mit Hermann Nissen [Dreißiger], Rudolf Rittner [Moritz Jäger], Rosa Bertens [Luise]).
- Der Biberpelz. Eine Diebskomödie (4 Akte). S. Fischer, Berlin 1893. Entstanden 1892–1893. UA 21. September 1893 Berlin (Deutsches Theater; mit Georg Engels [Wehrhahn], Else Lehmann [Frau Wolff]).
- Hanneles Himmelfahrt. Traumdichtung (2 Akte, am Ende jeweils in Verse mündend). S. Fischer, Berlin 1894. Entstanden 1893. UA 14. November 1893 Berlin (Königliches Schauspielhaus, unter dem Titel Hannele; Regie: Max Grube; Musik: Max Marschalk; mit Adalbert Matkowsky [Gottwald]).
- Florian Geyer. Die Tragödie des Bauernkrieges (Vorspiel und 5 Akte). S. Fischer, Berlin 1896. Entstanden 1891–1895. UA 4. Januar 1896 Berlin (Deutsches Theater; Regie: Emil Lessing; Dramaturgie: Otto Brahm; mit Emanuel Reicher [Florian Geyer], Max Reinhardt [Rektor Besenmeyer], Rudolf Rittner [Schäferhans])
- Elga. Drama (6 Szenen, frei nach der Novelle Das Kloster bei Sendomir von Franz Grillparzer). S. Fischer, Berlin 1905. Entstanden 1896. UA 4. März 1905 Berlin (Lessingtheater; Regie: Emil Lessing; Dramaturgie: Otto Brahm; mit Rudolf Rittner [Starschenski], Irene Triesch [Elga]).
- Die versunkene Glocke. Ein deutsches Märchendrama (Versdrama in 5 Akten; Arbeitstitel: Rothändel). S. Fischer, Berlin 1897. Entstanden 1891–1896. UA 2. Dezember 1896 Berlin (Deutsches Theater; Regie: Cord Hachmann; Dramaturgie: Otto Brahm; mit Josef Kainz [Heinrich], Agnes Sorma [Rautendelein]).
- Fuhrmann Henschel. Schauspiel (5 Akte). S. Fischer, Berlin 1899. Entstanden 1897–1898 (in Mundart; Otto Pniower erstellte 1898 eine dem Schriftdeutsch angenäherte Fassung). UA 5. November 1898 Berlin (Deutsches Theater; Regie: Emil Lessing; Dramaturgie: Otto Brahm; mit Rudolf Rittner [Henschel], Else Lehmann [Hanne], Oscar Sauer [Siebenhaar]).
- Schluck und Jau. Komödie (Prolog und 6 Vorgänge; Verse und Prosa gemischt). S. Fischer, Berlin 1900. Entstanden 1899 (Vorstufen: Ein flämischer Kerl. Im Rautenkranz, 1897–1898). UA 3. Februar 1900 Berlin (Deutsches Theater; Regie: Emil Lessing; Dramaturgie: Otto Brahm; mit Else Heims [Sidselill], Else Lehmann [Frau Adeluz], Rudolf Rittner [Jau], Hanns Fischer [Schluck]).
  - Interpretation: Kurt Bräutigam, Hg. und Autor des Kapitels: Europäische Komödien, dargestellt an Einzelinterpretationen. Diesterweg, Frankfurt am Main 1964, S. 133–154.
- Michael Kramer. Drama (4 Akte). S. Fischer, Berlin 1900. Entstanden 1900 (Vorstufe: Marcus Hänel, Mitte der 1890er Jahre). UA 21. Dezember 1900 Berlin (Deutsches Theater; Regie: Emil Lessing; Dramaturgie: Otto Brahm; mit Max Reinhardt [Kramer], Louise Dumont [Michaline], Friedrich Kayssler [Arnold], Oscar Sauer [Lachmann]).
- Der rote Hahn. Tragikomödie (4 Akte; Fortsetzung des Biberpelz). S. Fischer, Berlin 1901. Entstanden 1900–1901. UA 27. November 1901 Berlin (Deutsches Theater; Regie: Emil Lessing; Dramaturgie: Otto Brahm; mit Max Reinhardt [Fielitz], Albert Bassermann [Langheinrich], Rudolf Rittner [Rauchhaupt], Oscar Sauer [Wehrhahn], Friedrich Kayssler [Dr. Boxer]).
- Der arme Heinrich. Eine deutsche Sage (Versdrama in 5 Akten). S. Fischer, Berlin 1902. Entstanden 1897–1902. UA 29. November 1902 Wien (Burgtheater; Regie: Hugo Thimig; mit Josef Kainz [Heinrich], Lotte Medelsky [Ottegebe]).
- Rose Bernd. Schauspiel (5 Akte; Arbeitstitel: Rose Immoos; Anna Golisch). S. Fischer, Berlin 1903. Entstanden 1903. UA 31. Oktober 1903 Berlin (Deutsches Theater; Regie: Emil Lessing; Dramaturgie: Otto Brahm; mit Oscar Sauer [Bernd], Else Lehmann [Rose Bernd], Rudolf Rittner [Flamm], Paula Conrad [Frau Flamm]).
- Kaiser Maxens Brautfahrt. Idyll (Szene in Versen). In: Ährenlese. S. Fischer, Berlin 1939. Entstanden 1905. UA 14. Januar 1924 Leipzig (Schauspielhaus)
- Und Pippa tanzt! Ein Glashüttenmärchen (4 Akte; teilweise in Versen). S. Fischer, Berlin 1906. Entstanden 1905. UA 19. Januar 1906 Berlin (Lessingtheater; Regie: Emil Lessing; Dramaturgie: Otto Brahm; mit Ida Orloff [Pippa], Rudolf Rittner [Huhn], Willy Grunwald [Hellriegel], Oscar Sauer [Wann]).
- Die Jungfern vom Bischofsberg. Lustspiel (5 Akte). S. Fischer, Berlin 1907. Entstanden 1904–1906 (Vorstufe: Goldene Zeiten. Ein Frühlingsmorgen. 1892). UA 2. Februar 1907 Berlin (Lessingtheater; Regie: Rudolf Lenoir [1863–1952]; Dramaturgie: Otto Brahm; mit Else Lehmann [Sabine], Ida Orloff [Ludowike], Albert Bassermann [Nast], Hans Marr [Vagabund]).
- Gabriel Schillings Flucht. Drama (5 Akte). S. Fischer, Berlin 1912. Entstanden 1905–1906. UA 14. Juni 1912 Bad Lauchstädt (Goethe-Theater; Regie: Paul Schlenther; Bühnenbild: Max Liebermann; mit Willy Grunwald [Schilling], Rosa Bertens [Eveline], Otto Gebühr [Mäurer], Helene Thimig [Lucie], Tilla Durieux [Hanna]).
- Christiane Lawrenz (5 Akte). Propyläen, Berlin 1963 (Centenar-Ausgabe, Bd. 8). Entstanden 1905–1907. UA 12. April 1990 Zürich (Schauspielhaus; Regie: Peter Palitzsch; mit Katja Paryla [Christiane], Friedrich-Karl Praetorius [Beck]).
- Kaiser Karls Geisel. Ein Legendenspiel (Versdrama in 4 Akten). S. Fischer, Berlin 1908. Entstanden 1906–1907. UA 11. Januar 1908 Berlin (Lessingtheater; Regie: Emil Lessing; Dramaturgie: Otto Brahm; mit Hans Marr [Karl], Ida Orloff [Gersuind]).
- Griselda. Lustspiel (12 Szenen). S. Fischer, Berlin 1909 und (erweitert) 1942 (Ausgabe letzter Hand, Bd. 5). Entstanden 1908. UA 6. März 1909 Berlin (Lessingtheater; Regie: Emil Lessing; Dramaturgie: Otto Brahm; mit Else Lehmann [Griselda], Albert Bassermann [Ulrich]) und Wien (Burgtheater; Regie: Hugo Thimig; mit Lotte Medelsky [Griselda], Georg Reimers [Ulrich]).
- Peter Brauer. Tragikomödie (3 Akte; Arbeitstitel: Der Knopf). S. Fischer, Berlin 1921. Entstanden 1908–1910 (Vorstufe: Der Maler, 1898). UA 1. November 1921 Berlin (Lustspielhaus; Regie: Heinz Saltenburg, mit Jacob Tiedtke [Brauer]).
- Die Ratten. Berliner Tragikomödie (5 Akte). S. Fischer, Berlin 1911. Entstanden 1909–1910. UA 13. Januar 1911 Berlin (Lessingtheater; Regie: Emil Lessing; Dramaturgie: Otto Brahm; mit Emanuel Reicher [Hassenreuter], Hans Marr [John], Else Lehmann [Frau John]).
- Der Bogen des Odysseus. Drama (Versdrama in 5 Akten; Arbeitstitel: Telemach-Drama). S. Fischer, Berlin 1914. Entstanden 1907–1912. UA 17. Januar 1914 Berlin (Deutsches Künstlertheater; Regie: Rudolf Rittner; mit Hans Marr [Odysseus], Theodor Loos [Telemach], Emanuel Reicher [Laertes], Else Lehmann [Eurykleia]).

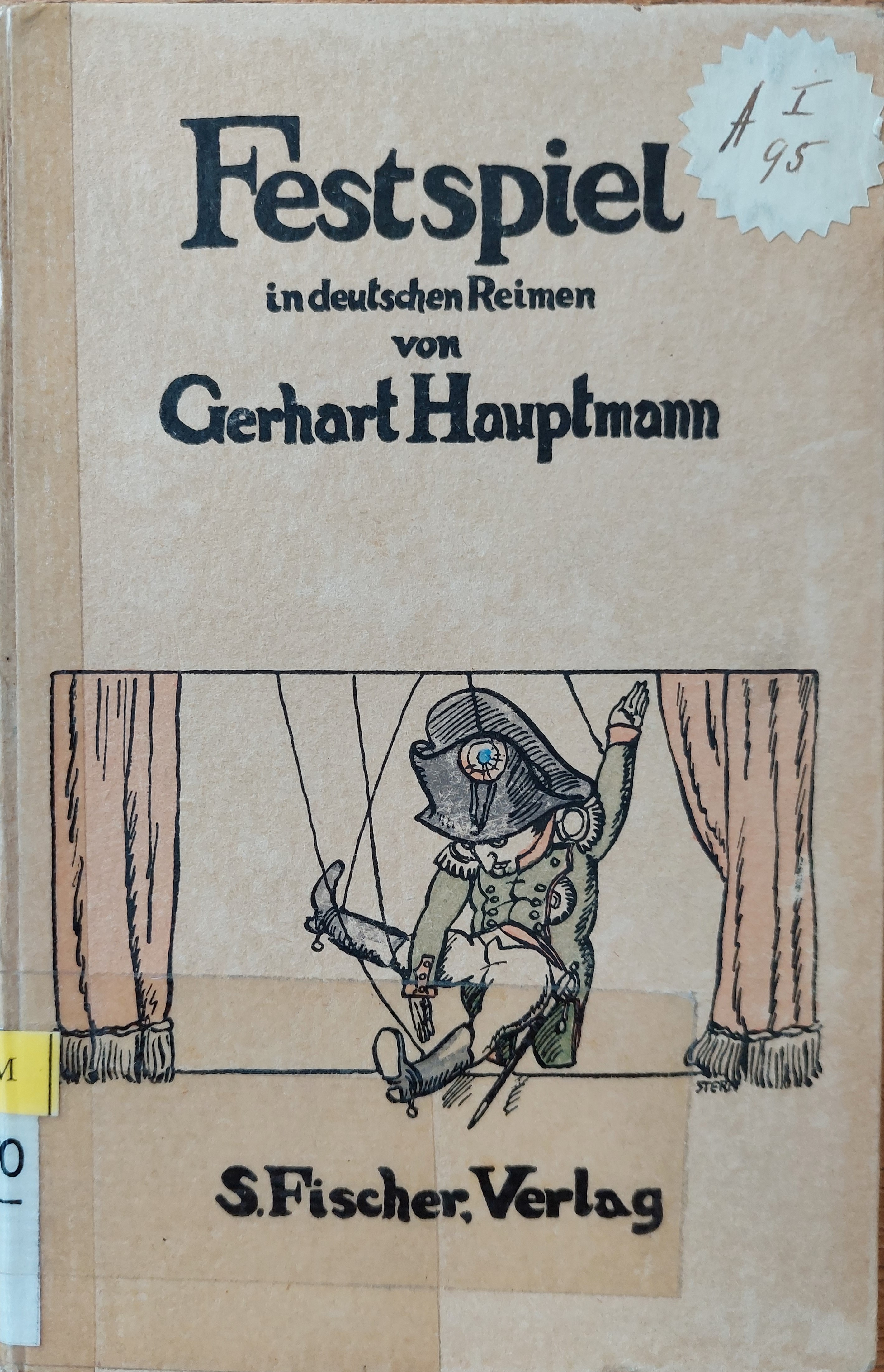
Festspiel in deutschen Reimen (1913)

- Festspiel in deutschen Reimen. Zur Erinnerung an den Geist der Freiheitskriege der Jahre achtzehnhundertunddreizehn, -vierzehn und -fünfzehn (Einakter in Versen). S. Fischer, Berlin 1913. Entstanden 1912–1913. UA 31. Mai 1913 Breslau (Jahrhunderthalle; Regie: Max Reinhardt; Bühnenbild: Ernst Stern [1876–1954]).
- Magnus Garbe. Tragödie (3 Akte). S. Fischer, Berlin 1942 (Ausgabe letzter Hand, Bd. 8). Entstanden 1914–1915 (Vorstufe: Die Auferstehung der totgeglaubten Felicia. 1909). UA 4. Februar 1956 Düsseldorf (Schauspielhaus; Regie: Karl-Heinz Stroux; mit Alfred Schieske [Garbe], Hilde Mikulicz [Felicia]).
- Winterballade. Tragödie (Versdrama in 7 Szenen, nach der Erzählung Herrn Arnes Schatz von Selma Lagerlöf; Arbeitstitel: Blut). S. Fischer, Berlin 1917. Entstanden 1912–1916. UA 17. Oktober 1917 Berlin (Deutsches Theater; Regie: Max Reinhardt; mit Wilhelm Diegelmann [Arne], Helene Thimig [Elsalil], Paul Wegener [Archie]).
- Der weiße Heiland. Dramatische Phantasie (Versdrama in 11 Szenen). S. Fischer, Berlin 1920. Entstanden 1912–1917. UA 28. März 1920 Berlin (Großes Schauspielhaus; Regie: Karlheinz Martin; mit Alexander Moissi [Montezuma], Emil Jannings [Cortez])
- Indipohdi. Dramatische Dichtung mit Bühnenmusik von Arthur Chitz (Versdrama in 5 Akten). S. Fischer, Berlin 1921. Entstanden 1913–1919 (Vorstufe: Die Insel, frei nach Shakespeares Sturm). UA 23. Februar 1922 Dresden (Staatliches Schauspielhaus, unter dem Titel Das Opfer; Regie: Gerhart Hauptmann, mit Paul Wiecke [Prospero], Melitta Leithner [dessen Tochter Pyrrha], Antonia Dietrich [Tehura]).
- Veland. Tragödie (Versdrama in 3 Akten). S. Fischer, Berlin 1925. Entstanden 1898–1923. UA 19. September 1925 Hamburg (Deutsches Schauspielhaus; Regie: Gerhart Hauptmann; Bühnenbild: Ivo Hauptmann; mit Reinhold Lütjohann [Harald])
- Festaktus zur Eröffnung des Deutschen Museums in München (Szene in Versen). München (Knorr & Hirth) 1925. Entstanden 1925. UA 7. Mai 1925 München (Deutsches Museum; Regie: Kurt Stieler [1877–1963]).
- Dorothea Angermann. Schauspiel (5 Akte). S. Fischer, Berlin 1926. Entstanden 1925 (Vorstufen: Bahnhofstragödie. Peter Hollmann, 1897–1908). UA 20. November 1926 Wien (Theater in der Josefstadt; Regie: Max Reinhardt; mit Ernst Stahl-Nachbaur [Angermann], Dagny Servaes [Dorothea], Oskar Homolka [Mario]), München (Kammerspiele), Leipzig (Schauspielhaus), Hamburg (Thalia-Theater), Barmen-Elberfeld (Vereinigte Stadttheater), Braunschweig (Landestheater) u. a.
- Shakespeares tragische Geschichte von Hamlet Prinzen von Dänemark. In deutscher Nachdichtung und neu eingerichtet (5 Akte). S. Fischer, Berlin 1928. Entstanden 1927–1928. UA 8. Dezember 1927 Dresden (Staatliches Schauspielhaus; Regie: Gerhart Hauptmann; mit Felix Steinböck [Hamlet], Erich Ponto [Polonius], Paul Paulsen [Horatio], Paul Hoffmann [Laertes], Antonia Dietrich [Ophelia]).
- Spuk. S. Fischer, Berlin 1930:
  - Die schwarze Maske. Schauspiel (Einakter). Entstanden 1928. UA 3. Dezember 1929 Wien (Burgtheater; Regie: John Brahm; mit Paul Hartmann [Schuller], Else Wohlgemuth [Benigna], Georg Reimers [Löwel Perl]).
  - Hexenritt. Ein Satyrspiel (Einakter). Entstanden 1928–1929. UA 3. Dezember 1929 Wien (Burgtheater; Regie: Hans Brahm; mit Hans Marr [Lars], Albert Heine [Lerch]).
- Vor Sonnenuntergang. Schauspiel (5 Akte; Arbeitstitel: Geheimrat Bernhard Ackermann). S. Fischer, Berlin 1932. Entstanden 1928–1931. UA 16. Februar 1932 Berlin (Deutsches Theater; Regie: Max Reinhardt; mit Werner Krauß [Geheimrat Clausen], Mathias Wieman [Wolfgang], Käthe Haack [Ottilie], Oskar Sima [Klamroth], Eduard von Winterstein [Steynitz], Helene Thimig [Inken]).
- Die goldene Harfe. Schauspiel (15 Szenen). S. Fischer, Berlin 1933. Entstanden 1933. UA 15. Oktober 1933 München (Kammerspiele; Regie: Otto Falckenberg; mit Käthe Gold [Juliane], Oskar Dimroth [Friedrich-Alexis], Eberhard Keindorff [Friedrich-Günther]).
- Hamlet in Wittenberg. Dramatische Dichtung (Versdrama in 5 Akten; als Vorgeschichte zu Shakespeares Hamlet). S. Fischer, Berlin 1935. Entstanden 1924–1935. UA 19. November 1935 Leipzig (Altes Theater; Regie: Jobst von Reiht; mit Raimund Bucher [Hamlet], Albert Matterstock [Fachus], Hansi Knoteck [Hamida]), Altonaer Stadttheater, Osnabrück (Deutsches Nationaltheater).
- Ulrich von Lichtenstein. Komödie (Versdrama in 4 Akten). S. Fischer, Berlin 1939. Entstanden 1910–1937. UA 11. November 1939 Wien (Burgtheater; Regie: Lothar Müthel; mit Ewald Balser [Ulrich], Felix Steinböck [Blondel], Käthe Dorsch [Maria]).
- Die Finsternisse. Requiem (5 Szenen). Hammer Press, New York 1947 (hrsg. von Walter A. Reichart). Entstanden 1937. UA 5. Juli 1952 Göttingen (Studio; Regie: Helmut Wiemken). – Ursendung als Hörspiel: 20. Dezember 1947, Britischer Rundfunk.
- Die Tochter der Kathedrale. Dramatische Dichtung (Prolog und 5 Akte; Verse und Prosa gemischt). S. Fischer, Berlin 1939. Entstanden 1935–1938. UA 3. Oktober 1939 Berlin (Staatliches Schauspielhaus; Regie: Wolfgang Liebeneiner; Bühnenbild: Rochus Gliese; mit Käthe Haack [Heurodis], Hannsgeorg Laubenthal [Peter], Franz Nicklisch [Paul], Maria Koppenhöfer [Ermelinda], Lola Müthel [Geralda], Käthe Gold [Gerlind/Frene]).
- Herbert Engelmann. Drama (4 Akte). München (C. H. Beck) 1952. Entstanden 1924–1941. UA (Bearbeitung: Carl Zuckmayer) 8. März 1952 Wien (Burgtheater im Akademietheater; Regie: Berthold Viertel; mit O. W. Fischer [Herbert], Eva Zilcher [Christa], Curd Jürgens, Josef Meinrad, Hans Thimig). UA (Originalfassung) 12. November 1962 Putbus auf Rügen (ehemaliges Residenztheater; Regie: Jan-Franz Krüger; mit Heinz Berlau [Herbert], Marianne Bauer [Christa]).
- Die Atriden-Tetralogie (Versdramen):
  - Teil 1: Iphigenie in Aulis. Tragödie (5 Akte). Berlin (Suhrkamp) 1944. Entstanden 1940–1943. UA 15. November 1943 Wien (Burgtheater; Regie: Lothar Müthel; mit Ewald Balser [Agamemnon], Käthe Dorsch [Klytämnestra], Käthe Braun [Iphigenie], Helmuth Krauss [Kalchas]).
  - Teil 2: Agamemnons Tod. Tragödie (Einakter). Berlin (Suhrkamp) 1948. Entstanden 1942. UA 10. November 1947 Berlin (Deutsches Theater, Kammerspiele; Regie: Heinz Wolfgang Litten (1905–1955); Musik: Herbert Baumann (1925–2020); mit Walther Süssenguth [Agamemnon], Gerda Müller [Klytämnestra], Fritz Rasp [Aigisthos], Horst Drinda [Orest], Ingo Osterloh [Pylades], Käthe Braun [Elektra], Eduard von Winterstein [Thestor]). – Ursendung als Hörspiel: 28. Juli 1946, DIAS Berlin.
  - Teil 3: Elektra. Tragödie (Einakter). Berlin (Suhrkamp) 1948. Entstanden 1944. UA 10. November 1947 Berlin (Deutsches Theater, Kammerspiele; Regie: Heinz-Wolfgang Litten).
  - Teil 4: Iphigenie in Delphi. Tragödie (3 Akte). S. Fischer, Berlin 1941. Entstanden 1940. UA 15. November 1941 Berlin (Staatliches Schauspielhaus; Regie: Jürgen Fehling; Bühnenbild: Rochus Gliese; Musik: Mark Lothar; mit Hermine Körner [Iphigenie], Maria Koppenhöfer [Elektra], Bernhard Minetti [Orestes], Gustav Knuth [Pylades], Friedrich Kayssler [Pyrkon], Franz Nicklisch [Proros], Ullrich Haupt [Aiakos]).
- Dramatische Fragmente. Propyläen, Berlin 1963 und 1969 (Centenar-Ausgabe, Bd. 8 und 9; Titel in Anführungszeichen stammen von den Herausgebern) – und Verschollenes (nach C. F. W. Behl, Felix A. Voigt: Chronik von Gerhart Hauptmanns Leben und Schaffen):
  - Helene (ca. 1877/1878; Szenen in Versen).
  - Amor und Hermes (ca. 1877/1878; Szenenfragment in Versen).
  - Frithiofs Brautwerbung (nach Esaias Tegnér, 1879; Szenenfragment in Versen erhalten).
  - Falkner (1880; 2 Lieder erhalten).
  - Konradin (1880; Szenen in Versen).
  - Athalarich (nach Felix Dahn, 1880; Szenenfragment in Versen).
  - Lykophron (1882–1944; Szenenfragmente in Versen und Prosa).
  - Perikles (1883–1942; Szenenfragmente).
  - Das Erbe des Tiberius (1884; Versdrama, von Otto Devrient nicht zur Aufführung angenommen; Einzelszene erhalten).
  - Christus-Dramen: Leben-Jesu-Drama (ca. 1885–1886; Szenarium) und Jesus von Nazareth. Soziales Drama (1894–1898; Szenenfragmente in Versen).
  - Anna. Liebes- und Lustspiel (ca. 1890; Szenenfragmente; Titel-Variante: Junglicht). – Varianten des gleichen Stoffes: Die Rose von Dromsdorf (1891; Fragmente zweier Akte), Hilde (1892–1923; Szenenfragment; Titel-Variante: Jubilate), „Besuch bei Familie Kurnick“ (ca. 1908–1910; 3 Akte und Fragment eines vierten).
  - Das Richtfest (ca. 1891–1943; Szenenfragmente; Titel-Varianten: Die feindlichen Brüder. Hinz und Kunz, Bruderliebe – Bruderhaß, Um des lieben Friedens willen).
  - Der Mutter Fluch (1894; Szenenfragmente in Versen und Prosa).
  - Helios. Mythendichtung für die Bühne (1896–1915, Szenen und Szenenfragmente in Prosa und Versen). – Teil-Aufführung: 24. November 1912 München (Kammerspiele).
  - Sittulhassan (1897–1916; Szenenfragmente in Versen und Prosa; Titel-Varianten: Der Kalif. Alaeddin und die Wunderlampe).
  - Antonius und Kleopatra (1898; Szenenfragmente in Prosa und Versen).
  - Anknüpfungen an den Pippa-Stoff:
    - Valenzauber, Plan einer Trilogie (1898):
      - 1. Kynast (1897–1918; Szenarien und Szenenfragmente in Prosa und Versen).
      - 2. Die Abendburg (1898; Notiz).
      - 3. Galahad (1898–1914; Szenenfragmente in Versen; Titel-Variante: Die Gaukelfuhre). – Plan einer Fortsetzung: Der neue Faust (1942; Szenenfragment in Versen).

    - Walenzauber, Plan einer Tetralogie (1908):
      - 1. Und Pippa tanzt! (1905).
      - 2. „Das Pegnitzweibchen“ (ca. 1905–1908; Szenenfragmente; Titel-Varianten: Ein Spukmärchen. Nürnberger Märchen, Nürnberger Schwank, Nürnberger Fastnachtsspiel, Nixenmärchen, Nürnberger Hexentanz, Die gottlosen Maler, Der Alptraum).
      - 3. Alp Cortez (1908; Notiz).
      - 4. Wanns Tod (1907–1908; Fragment).

  - Das Hirtenlied (1898–1899; Szenen und Szenenfragmente in Versen; Titel-Variante: Patriarchenluft) – Teil-Aufführung: 25. Dezember 1906 Wien (Theater an der Wien).
  - Musikdrama (1898–1901; Szenarium für Eugen d’Albert; 1902 aufgegeben).
  - Thumpsahütte. Lustspiel (1899; vernichtet).
  - Die Nibelungen, Plan einer Trilogie (1899):
    - Das Vorspiel (1899; Einakter in Versen).
    - 1. Das erste Hofgelage – 2. Rüdiger von Bechlaren – 3. Das zweite Hofgelage (1899; Notiz).

  - Die Wiedertäufer (1901–1916; Szenenfragmente in Versen; Titel-Varianten: Jan von Leyden. Das heilige Volk).
  - Das Schiff (1904–1917; Titel-Variante: Elbe. Ansätze zu einer Dramatisierung des Atlantis-Stoffs).
  - Apollonius von Tyrus: Szenenfragment in Versen (1905); Filmszenarium (1923, nicht realisiert).
  - Die Baßgeige (1905–1944; Szenarien; Titel-Varianten: Bettelarm. Dorfmusikanten)
  - Auf Bertramshöhe (1906; Szenarium).
  - Bismarckhaar (1911; 6 Szenen eines 1. Akts).
  - Dachrödenshof (1914; Fragmente eines 1. Akts).
  - Partei. Politische Komödie (1914; Szenenfragment).
  - Der General (ca. 1915; Fragmente eines 1. Akts).
  - Bei den alten Hartmanns (zwischen 1915 und 1922; Fragment eines 1. Akts).
  - Die Bürgerin (1915–1918; Szene in Versen und Notizen für eine Fortsetzung; Titel-Variante: Die Seherin).
  - Kosmus (1915; Szenenfragment in Versen).
  - Im Landhaus der Brüder Carstens (1916; Szenenfragment).
  - Der Traum von Kain und Abel (1917; Szenenfragmente in Versen; Titel-Varianten: Das verlorene Paradies. Mysterienspiel, Kain und Abel).
  - Der Dom. Mysterienspiel (ca. 1917–1941; Szenenfragmente in Versen; Einzeltitel: Luzifer. Fausti Buchdruckoffizin, Der wilde Jäger, In der Bauhütte, Der Paraklet, Gotische Walpurgisnacht, Das Gasthaus zum Pilgerstab, Unter einer alten Linde, Lutherzelle auf der Wartburg, Im Folterkeller, Dies irae).
  - Grönlandstragödie (1917–1944; 2 Akte in Versen und Fragment eines dritten).
  - Wenn der Hirsch schreit (1918–1939; Titel-Varianten: Stolberg-Tragödie. Der Wald; auch als Erzähl-Fragment: Jannowitz-Roman, 1929).
  - Adolf Grieshauer (nach 1921[?]; Szenenfragment).
  - Der Flieger (1918–1940; Fragmente eines 1. Akts).
  - Die Neue Welt (1923; Filmszenarium, nicht realisiert).
  - Theater. Gespräch (1929; Szenenfragment).
  - Alexander Hettenbach (1929; Szenenfragment).
  - Demeter. Mysterien-Dichtung (1935–1944; Szenenfragmente in Versen).
  - Die Hohe Lilie (1937–1944; Fragmente zweier Akte in Prosa und Versen).

### Nicht-Fiktionales
- Griechischer Frühling (Reisebericht). S. Fischer, Berlin 1908. Entstanden 1907.
- Um Volk und Geist. Ansprachen. S. Fischer, Berlin 1932. – Erweiterte Sammlung von Reden, Feuilletons, Essays und Aufzeichnungen: Propyläen, Berlin 1965 und 1974 (Centenar-Ausgabe, Bd. 6 und 11).
- Das Abenteuer meiner Jugend (Autobiografie). S. Fischer, Berlin 1937. Entstanden 1929–1935.(Vorstufe: Die abgekürzte Chronik meines Lebens. 1919; Arbeitstitel: Die Bahn des Blutes, Wachsen und Werden, Wandelbares und Unwandelbares einer Jugend, Wesen und Gestalt einer Jugend, Alles Vergängliche ist nur ein Gleichnis). – Nachlese zur Autobiografie: Propyläen, Berlin 1974 (Centenar-Ausgabe, Bd. 11).
- Die großen Beichten. Propyläen, Berlin 1966. Enthält: Das Abenteuer der Jugend, Das zweite Vierteljahrhundert, Buch der Leidenschaft, Neue Leidenschaft.
- Über Tintoretto. Bemerkungen vor seinen Bildern (Essay). In: Die Neue Rundschau (hrsg. von Peter Suhrkamp) 1938. Entstanden 1938.
- Sonnen. Meditationen. S. Fischer, Berlin 1942 (Ausgabe letzter Hand, Bd. 15). Entstanden 1912–1938.

### Editionen

#### Gesammelte Werke
- Gerhart Hauptmann: Gesammelte Werke. Volksausgabe in sechs Bänden. S. Fischer/Verlag, Berlin 1912.

#### Gesamtausgabe
- Gerhart Hauptmann: Sämtliche Werke. Centenar-Ausgabe zum 100. Geburtstag des Dichters. Hrsg. von Hans-Egon Hass. Fortgeführt von Martin Machatzke (Bd. 10/11) und Wolfgang Bungies (Bd. 10). Bde. 1–11. Propyläen, Frankfurt a. M./Berlin 1962–1974. 2. Auflage 1996.
  - Band 1: Dramen. 1966 (enthält: Vor Sonnenaufgang. Das Friedensfest. Einsame Menschen. Kollege Crampton. De Waber - Die Weber. Der Biberpelz. Hanneles Himmelfahrt. Florian Geyer. Die versunkene Glocke. Fuhrmann Henschel. Schluck und Jau. Michael Kramer).
  - Band 2: Dramen. 1965 (enthält: Der rote Hahn. Der arme Heinrich. Rose Bernd. Und Pippa tanzt!. Die Jungfern vom Bischofsberg. Gabriel Schillings Flucht. Kaiser Karls Geisel. Griselda. Peter Brauer. Die Ratten. Der Bogen des Odysseus. Festspiel in deutschen Reimen. Magnus Garbe. Winterballade. Der weiße Heiland. Indipohdi).
  - Band 3: Dramen. 1965 (enthält: Veland. Festaktus zur Eröffnung des Deutschen Museums. Dorothea Angermann. Die schwarze Maske. Hexenritt. Vor Sonnenuntergang. Die goldene Harfe. Hamlet in Wittenberg. Ulrich von Lichtenstein. Die Tochter der Kathedrale. Die Atriden-Tetralogie (Iphigenie in Aulis, Agamemnons Tod, Elektra, Iphigenie in Delphi). Shakespeares „Hamlet“ in deutscher Nachdichtung).
  - Band 4: Lyrik und Versepik. 1964 (enthält: Das bunte Buch. Ährenlese. Promethidenlos. Anna. Die blaue Blume. Till Eulenspiegel. Mary. Der große Traum).
  - Band 5: Romane. 1962 (enthält: Der Narr in Christo Emanuel Quint. Atlantis. Die Insel der Großen Mutter. Wanda. Im Wirbel der Berufung).
  - Band 6: Erzählungen, Theoretische Prosa. 1963 (enthält: Fasching. Bahnwärter Thiel. Der Apostel. Der Ketzer von Soana. Phantom. Die Hochzeit auf Buchenhorst. Die Spitzhacke. Das Meerwunder. Der Schuß im Park. Das Märchen. Mignon. Gral-Phantasien. Sonnen. Um Volk und Geist. Marginalien. Tintoretto. Einsichten und Ausblicke).
  - Band 7: Autobiographisches. 1962 (enthält: Griechischer Frühling. Buch der Leidenschaft. Das Abenteuer meiner Jugend).
  - Band 8: Nachgelassene Werke, Fragmente. 1963 (enthält: Liebesfrühling. Hochzeitszug. Germanen und Römer. Helene. Amor und Hermes. Frithiofs Brautwerbung. Verschiedene Lieder und Szenen aus Konradin. Anfang des Athalarich. Das Erbe des Tiberius. Christiane Lawrenz. Herbert Engelmann. Die Finsternisse. Der Mutter Fluch. Helios. Das Hirtenlied. Die Wiedertäufer. Besuch bei Familie Kurnick. Galahad. Der Dom. Grönlandstragödie. Demeter. Die Hohe Lilie).
  - Band 9: Nachgelassene Werke, Fragmente. 1969 (enthält: Kleinere dramatische Fragmente. Paralipomena zu: Hanneles Himmelfahrt, Florian Geyer, Die versunkene Glocke u. a.).
  - Band 10: Nachgelassene Werke, Fragmente. 1970 (enthält: Der Venezianer. Die Wiedertäufer. Berliner Kriegs-Roman. Siri. Winckelmann. Der neue Christophorus).
  - Band 11: Nachgelassene Werke, Fragmente. 1974 (enthält: Nachlese zum erzählerischen Werk. Nachlese zur Autobiographie. Nachlese zur Lyrik. Nachlese zur theoretischen Pros).

#### Tage- und Notizbücher
- Gerhart Hauptmann: Notiz-Kalender 1889 bis 1891. Hrsg. von Martin Machatzke. Propyläen Verlag, Frankfurt am Main/Berlin/Wien 1982, ISBN 3-549-05346-0.
- Gerhart Hauptmann: Tagebuch 1892 bis 1894. Hrsg. von Martin Machatzke. Propyläen, Frankfurt am Main 1985, ISBN 3-549-05330-4.
- Gerhart Hauptmann: Tagebücher 1897 bis 1905. Hrsg. von Martin Machatzke. Propyläen, Frankfurt am Main 1987, ISBN 3-549-05767-9.
- Gerhart Hauptmann: Italienische Reise 1897. Tagebuchaufzeichnungen. Hrsg. von Martin Machatzke. Propyläen, Frankfurt am Main 1976, ISBN 3-549-05572-2.
- Gerhart Hauptmann: Tagebücher 1906 bis 1913. Mit dem Reisetagebuch Griechenland-Türkei 1907. Nach Vorarbeiten von Martin Machatzke hrsg. von Peter Sprengel. Propyläen, Frankfurt am Main 1994, ISBN 3-549-05839-X.
- Gerhart Hauptmann: Tagebücher 1914–1918. Hrsg. von Peter Sprengel. Propyläen, Frankfurt am Main 1997, ISBN 978-3-549-05775-9.
- Gerhart Hauptmann: Diarium 1917 bis 1933. Hrsg. von Martin Machatzke. Propyläen, Frankfurt am Main 1980, ISBN 3-549-05358-4.

#### Briefwechsel
- Peter Sprengel: Hermann Bahr und Gerhart Hauptmann in Briefen und anderen Zeugnissen. Durchgesehen und ergänzt von Martin Anton Müller. Digitale Veröffentlichung des Hermann Bahr Projekts der Universität Wien
- Wilhelm Bölsche: Briefwechsel mit Carl und Gerhart Hauptmann. Hrsg. von Edith Wack. Weidler Buchverlag, Berlin 2018 (= Wilhelm Bölsche. Werke und Briefe. Briefe VIII. Wissenschaftliche Ausgabe. Hrsg. von Hans-Gert Roloff)
- Otto Brahm / Gerhart Hauptmann: Briefwechsel 1888–1912. Erstausgabe mit Materialien. Hrsg. von Peter Sprengel. Narr, Tübingen 1985, ISBN 3-87808-386-6 (Deutsche Text-Bibliothek)
- Joseph Chapiro / Gerhart Hauptmann: Briefwechsel 1920–1936. Hrsg. von Heinz Dieter Tschörtner. Wallstein, Göttingen 2006, ISBN 3-8353-0032-6.
- Gerhart Hauptmann / Ivo Hauptmann: In höchster Berliner Eile …. Briefwechsel. Hrsg. von Harriet Hauptmann und Stefan Rohlfs. Verlag für Berlin-Brandenburg, Berlin 2012, ISBN 978-3-942476-32-4.
- Gerhart Hauptmann / Ludwig von Hofmann: Briefwechsel 1894–1944. Hrsg. von Herta Hesse-Frielinghaus. Bouvier, Bonn 1983, ISBN 3-416-01714-5.
- Perseus-Auge Hellblau. Erhart Kästner und Gerhart Hauptmann. Briefe, Texte, Notizen. Hrsg. von Julia Freifrau Hiller von Gaertringen. Vorwort: Albert von Schirnding. Aisthesis-Verlag, Bielefeld 2004, ISBN 3-89528-426-2.
- Gerhart und Margarete Hauptmann / Oskar Loerke: Briefwechsel. Hrsg. von Peter Sprengel in Verbindung mit Studierenden der Freien Universität Berlin. Aisthesis-Verlag, Bielefeld 2006, ISBN 3-89528-552-8.
- Hans Wysling und Cornelia Bernini: Der Briefwechsel zwischen Thomas Mann und Gerhart Hauptmann. In: Thomas Mann Jahrbuch. Bd. 6 und 7. Frankfurt am Main 1993, 1994.
- Thurit Kriener, Gabriella Rovagnati: Dionysische Perspektiven, Gerhart Hauptmanns Novelle „Der Ketzer von Soana“ und sein Briefwechsel mit Rudolf Pannwitz. Erich Schmidt, Berlin 2005, ISBN 3-503-07924-6 (Veröffentlichungen der Gerhart-Hauptmann-Gesellschaft 13)
- Hermann und Hedwig Stehr im Briefwechsel mit Gerhart und Margarete Hauptmann. Hrsg. von Peter Sprengel. Erich Schmidt, Berlin 2008, ISBN 978-3-503-09852-1 (Veröffentlichungen der Gerhart-Hauptmann-Gesellschaft 14)
- Briefwechsel mit Karl Bauer (Maler, 1868), Digitalisierte Sammlungen der Staatsbibliothek zu Berlin

## Adaptionen

### Verfilmungen
(Vgl. Sigfrid Hoefert: Internationale Bibliographie zum Werk Gerhart Hauptmanns. Erich Schmidt Verlag, Berlin 2003, S. 115–130)
- Atlantis (Stummfilm, Dänemark 1913). Drehbuch: Karl-Ludwig Schrøder, Axel Garde; Regie: August Blom. Mit Olaf Fønss und Ida Orloff
- Rose Bernd (Stummfilm, Deutschland 1919). Drehbuch und Regie: Alfred Halm; Musik: Giuseppe Becce. Mit Henny Porten, Emil Jannings, Paul Bildt, Werner Krauß
- Die Ratten (Stummfilm, Deutschland 1921). Drehbuch: Julius Sternheim; Regie: Hanns Kobe. Mit Emil Jannings (Bruno), Lucie Höflich (Frau John), Eugen Klöpfer (Herr John), Marija Leiko (Piperkarcka)
- Hanneles Himmelfahrt (Stummfilm, Deutschland 1922). Drehbuch: Willy Rath; Regie: Urban Gad; Musik: Max von Schillings. Mit Margarete Schlegel. UA 22. April 1922 Berlin (Staatsoper Unter den Linden)
- Phantom (Stummfilm, Deutschland 1922). Drehbuch: Thea von Harbou, Hans Heinrich von Twardowski; Regie: Friedrich Wilhelm Murnau; Musik: Leo Spies. Mit Alfred Abel (Lorenz Lubota), Frida Richard (Lorenz’ Mutter), Aud Egede-Nissen (Melanie, Lorenz’ Schwester), Hans Heinrich von Twardowski (Hugo, Lorenz’ Bruder), Karl Etlinger (Buchbindermeister Starke), Lil Dagover (Marie, dessen Tochter), Grete Berger (Pfandleiherin Schwabe, Lorenz’ Tante), Anton Edthofer (Wigottschinski), Ilka Grüning („Baronin“), Lya de Putti (Melitta, ihre Tochter / Veronika Harlan), Adolf Klein (Eisenwarenhändler Harlan), Olga Engl (Harlans Frau), Heinrich Witte (Amtsdiener). UA 13.(15.?) November 1922 Berlin (Ufa-Palast am Zoo)
- Die Weber (Stummfilm, Deutschland 1927). Drehbuch: Fanny Carlsen, Willy Haas; Regie: Friedrich Zelnik; Musik: Willy Schmidt-Gentner. Musik (2012): Johannes Kalitzke. Mit Paul Wegener. UA 15. Mai 1927 Berlin (Capitol)
- Der Biberpelz (Stummfilm, Deutschland 1927/28). Drehbuch: Fanny Carlsen, Willy Haas; Regie: Erich Schönfelder; Musik: Pasquale Perris. Mit Lucie Höflich, La Jana
- Wer mir mein Werk bezahlt… Verse des Heinrich aus Hauptmanns „Versunkener Glocke“ (Kurzfilm, Deutschland 1929). Mit Eugen Klöpfer
- Hanneles Himmelfahrt (Deutschland 1933/34). Drehbuch und Regie: Thea von Harbou; Musik: Gottfried Huppertz. Mit Inge Landgut
- Der Biberpelz (Deutschland 1937). Drehbuch: Georg C. Klaren; Regie: Jürgen von Alten; Musik: Leo Leux. Mit Ida Wüst, Heinrich George, Rotraut Richter, Sabine Peters, Heinz von Cleve, Ernst Waldow, Ewald Wenck, Eduard Wenck, Blandine Ebinger, Albert Florath. UA 3. Dezember 1937 Breslau
- Der Herrscher (Deutschland 1936/37, nach Vor Sonnenuntergang). Drehbuch: Thea von Harbou, Curt J. Braun (1903–1961); Regie: Veit Harlan; Musik: Wolfgang Zeller. Mit Emil Jannings (Matthias Clausen), Paul Wagner (Professor Wolfgang Clausen, sein ältester Sohn), Maria Koppenhöfer (Paula Clausen, dessen Frau), Hilde Körber (Bettina Clausen, seine jüngere Tochter), Käthe Haack (Ottilie Klamroth, seine ältere Tochter), Herbert Hübner (Direktor Erich Klamroth, deren Mann), Hannes Stelzer (Egert Clausen, sein jüngster Sohn), Marianne Hoppe (Inken Peters), Helene Fehdmer (1872–1939) (Frau Peters, ihre Mutter), Harald Paulsen (Rechtsanwalt Hanefeld), Paul Bildt (Diener Winter)
- Die Jungfern vom Bischofsberg (Deutschland 1942/43). Drehbuch: Erich Ebermayer; Regie: Peter Paul Brauer (1900–1959); Musik: Hans Ebert. Mit Sonja Ziemann. UA 28. Mai 1943 Breslau
- Der Biberpelz (Deutschland [DDR] 1949). Drehbuch: Robert Adolf Stemmle; Regie: Erich Engel; Musik: Ernst Roters (1892–1961). Mit Werner Hinz, Fita Benkhoff
- Königin der Arena (Deutschland [BRD] 1952, nach dem Roman Wanda). Drehbuch: Rolf Meyer, Kurt E. Walter (1908–1960); Regie: Rolf Meyer; Musik: Michael Jary. Mit Jan Hendriks, Camilla Horn, Grethe Weiser, Hans Söhnker, Paul Kemp, Peter Alexander, Erwin Bredow (1922–1980), Lonny Kellner, Bruce Low, Maria Litto, Horst Beck (1913–1974). UA 19. Dezember 1952
- Die Ratten (Deutschland [BRD] 1955). Drehbuch: Jochen Huth (1905–1984); Regie: Robert Siodmak; Musik: Werner Eisbrenner. Mit Maria Schell, Curd Jürgens, Heidemarie Hatheyer, Gustav Knuth
- Das Friedensfest (Deutschland [BRD] 1959). Drehbuch und Regie: Werner Völger (1908–1987). Mit Harry Meyen
- Fuhrmann Henschel (Österreich 1956). Drehbuch: Franz (Spencer-)Schulz; Regie: Josef von Báky; Musik: Alois Melichar. Mit Walter Richter, Nadja Tiller
- Vor Sonnenuntergang (Deutschland [BRD] 1956). Drehbuch: Jochen Huth; Regie: Gottfried Reinhardt (1913–1994); Musik: Werner Eisbrenner. Mit Hans Albers, Annemarie Düringer, Martin Held, Hannelore Schroth
- Rose Bernd (Deutschland [BRD] 1956/57). Drehbuch: Walter Ulbrich; Regie: Wolfgang Staudte; Musik: Herbert Windt. Mit Maria Schell, Käthe Gold, Siegfried Lowitz
- Dorothea Angermann (Deutschland [BRD] 1958/59). Drehbuch: Herbert Reinecker; Regie: Robert Siodmak; Musik: Siegfried Franz. Mit Ruth Leuwerik
- Die Ratten (Deutschland [BRD] 1959). Drehbuch: Gerd Oelschlegel (1926–1998); Regie: John Olden. Mit Charlotte Kramm, Edith Hancke, Elisabeth Flickenschildt, Walter Richter
- Herbert Engelmann (Deutschland [BRD] 1959). Drehbuch: Carl Dietrich Carls, Hans Lietzau; Regie: Hans Lietzau; Musik: Kurt Heuser. Mit Erich Fiedler, Hans Leibelt, Hilde Körber
- Der Biberpelz (Deutschland [BRD] 1962). Drehbuch und Regie: John Olden. Mit Inge Meysel
- Die Weber (Deutschland [DDR] 1962). Regie: Hubert Hoelzke; Musik: Jean Kurt Forest. Mit Wolfgang Sasse, Ralph J. Boettner, Hans Pitra, Otto Dierichs
- Rose Bernd (Deutschland [BRD] 1962). Regie: Gustav Burmester; Musik: Siegfried Franz. Mit Bruno Dallansky, Carl Wery, Ida Krottendorf, Marianne Hoppe
- Der rote Hahn (Deutschland [BRD] 1962). Regie: John Olden, mit Inge Meysel und Rudolf Platte
- Vor Sonnenuntergang (Deutschland [BRD] 1962). Regie: Karl-Heinz Stroux. Mit Ernst Deutsch, Gerda Maurus, Ingrid Ernest
- Bahnwärter Thiel (Deutschland [BRD] 1968). Regie: Werner Völger. Mit Heinz Baumann, Hans Epskamp, Eva Kotthaus, Ursula Steiner und Bernhard Völger.
- Die Ratten (Deutschland [BRD] 1969). Regie: Peter Beauvais. Mit Inge Meysel, Reinhard Kolldehoff, Sabine Sinjen, Uwe Friedrichsen
- Vor Sonnenuntergang (Deutschland [BRD] 1970). Regie: Oswald Döpke. Mit Werner Hinz, Cordula Trantow, Doris Schade, Herbert Fleischmann, Anneli Granget, Günter Strack, Luitgard Im, Konrad Georg
- Die Weber (Deutschland [BRD] 1971). Regie: Günter Gräwert. Mit Siegfried Lowitz (Dreißiger)
- Der Biberpelz (Deutschland [BRD] 1975). Regie: Franz Peter Wirth; Musik: Eugen Thomass. Mit Paul Dahlke, Wolfgang Reichmann
- Vor Sonnenaufgang (Deutschland [BRD] 1976). Regie: Oswald Döpke
- Die Weber (Deutschland [BRD] 1980). Regie: Fritz Umgelter. Mit Karin Baal, Klaus Maria Brandauer
- Bahnwärter Thiel (Deutschland [DDR] 1982). Regie: Hans-Joachim Kasprzik; Musik: Karl-Ernst Sasse
- Der Biberpelz (Deutschland [DDR] 1983). Regie: Helmut Straßburger (* 1930), Ernstgeorg Hering
- Der Biberpelz (Deutschland 1993). Regie: Thomas Langhoff
- Vor Sonnenuntergang (Deutschland 1999). Drehbuch: Ulli Stephan; Regie: Dagmar Damek. Mit Harald Juhnke, Claudine Wilde, Julia Stemberger

### Hörspiele
- Und Pippa tanzt (NORAG (Hamburg) 1924). Regie: N. N. Mit Ida Orloff (Pippa), Richard Ohnsorg (Der Glashüttendirektor), Arthur Wehrlin (Der alte Huhn, ein ehemaliger Glasbläser), Friedrich Siems (Michel Hellriegel, ein reisender Handwerksbursche), N. N. (Wann, eine mythische Persönlichkeit), Julius Hansen (Schädler, Glasmalermeister), Hermann Beyer (Anton, Glasmalermeister) u. a. Ursendung: 18. Oktober 1924 (Live ohne Aufzeichnung)
- Hanneles Himmelfahrt (Schlesische Funkstunde AG (Breslau) 1924). Ursendung: 15. November 1924 (Live ohne Aufzeichnung)
- Hanneles Himmelfahrt (Schlesische Funkstunde AG (Breslau) 1924). Ursendung: 25. Dezember 1924 (Live ohne Aufzeichnung)
- Hanneles Himmelfahrt (MIRAG (Leipzig) 1925). Regie: Julius Witte. Mit Lina Monnard (Hannele), Herbert Dirrmoser (Gottwald, Lehrer), Traude Alsen (Schwester Martha), Käthe Laue-Henseler (Die verstorbene Mutter), Karl Kessler (Vater Mattern), Hedda Wardegg (Tulpe, Armenhäuslerin), Arthur Niklas (Pleschke, Armenhäusler), Karl Kendzia (Hanke, Armenhäusler/Dr. Wachler) u. a. Ursendung: 25. Januar 1925 (Live ohne Aufzeichnung)
- Hanneles Himmelfahrt (MIRAG (Leipzig) 1925). Regie: Julius Witte. Mit Lina Monnard (Hannele), Eugen Aberer (Gottwald, Lehrer), Traude Alsen (Schwester Martha), Elionor Orf (Die verstorbene Mutter), Karl Kessler (Vater Mattern), Hedda Wardegg (Tulpe, Armenhäuslerin), Ernst Koch (Pleschke, Armenhäusler), Paul Neuglas (Hanke, Armenhäusler/Dr. Wachler) u. a. Ursendung: 8. März 1925 (Live ohne Aufzeichnung)
- Die versunkene Glocke (WEFAG (Münster/Köln) 1925). Ursendung: 15. November 1925 (Live ohne Aufzeichnung)
- Hanneles Himmelfahrt (Funk-Stunde AG (Berlin) 1925). Einführung: Alfred Kerr. Regie: Alfred Braun. Mit Edith Fritz (Hannele), Alfred Braun (Gottwald, Lehrer), Johanna Hofer (Schwester Martha, Diakonissin), Albert Florath (Dr. Wachler), Charlotte Hagenbruch (Peterchen), Jeanette Bethge (Armenhäuslerin) u. a. Ursendung: 22. November 1925 (Live ohne Aufzeichnung)
- Hanneles Himmelfahrt (NORAG (Hamburg) 1925). Regie: Ernst Pündter. Mit Ida Orloff (Hannele), Theodor Loos (Gottwald, Lehrer), Käthe Schmidt-Steiner (Schwester Martha, Diakonissin), Lotte Schloß (Tulpe, Armenhäuslerin), Edith Scholz (Hedwig, Armenhäuslerin), John Walter (Pleschke, Armenhäusler), Hans Freundt (Berger, Amtsvorsteher), Karl Pündter (Doktor Wachler), Herbert Hübner (Mattern) u. a. Ursendung: 5. Dezember 1925 (Live ohne Aufzeichnung)
- Elga (Schlesische Funkstunde AG (Breslau) 1926). Ursendung: 13. März 1926 (Live ohne Aufzeichnung)
- Hanneles Himmelfahrt (NORAG (Hamburg) 1926). Ursendung: 1. Mai 1926 (Live ohne Aufzeichnung)
- Die Weber (NORAG (Hamburg) 1926). Regie: Hermann Beyer. Mit Ernst Sattler (Dreißiger, Parchentfabrikant), Hedi Bohn (Frau Dreißiger), Georg Pahl (Pfeifer, Expedient), Hans Freundt (Neumann, Kassierer bei Dreißiger/Ein Reisender), Karl Pündter (Pastor Kittelhaus), Alice Ohlsen (Frau Pastor Kittelhaus), Eugen Moebius (Heide, Polizeiverwalter) u. a. Ursendung: 1. Mai 1926 (Live ohne Aufzeichnung)
- Schluck und Jau (NORAG (Hamburg) 1926). Regie: Hermann Beyer. Mit Karl Pündter (Jon Rand), Ferdinand Krantz (Karl), John Walter (Walmstein), Stella Hay (Sidselill), Edith Scholz (Frau Adeluz) Walter Schneider (Jau), Hans Freundt (Schluck), Edith Künzel (Hadit) u. a. Ursendung: 27. Juni 1926 (Live ohne Aufzeichnung)
- Der Biberpelz (MIRAG (Leipzig) 1926). Einführung und Regie: Julius Witte. Mit Karl Kessler (von Wehrhahn, Amtsvorsteher), Carl Huth (Krüger, Rentier), Hans Zeise-Gött (Doktor Fleischer), Klein-Wötzel (Philipp, sein Sohn), Adolf Winds (Motes, Jagdschriftsteller), Käthe Huth (Frau Motes), Marie Dalldorf (Frau Wolff, Waschfrau), Wilhelm Engst (Julius Wolff, ihr Mann), Martina Otto-Morgenstern (Leontine), Eva Bischoff (Adelheid) u. a. Ursendung: 21. August 1926 (Live ohne Aufzeichnung)
- Das Friedensfest (WEFAG (Münster/Köln) 1926). Regie: Hanns Ulmann.

Ursendung: 27. September 1926 (Live ohne Aufzeichnung)
- Hanneles Himmelfahrt (WEFAG (Münster/Köln) 1926). Regie: Hanns Ulmann.

Ursendung: 8. November 1926 (Live ohne Aufzeichnung)
- Die versunkene Glocke (NORAG (Hamburg) 1926). Regie: Hans Bodenstedt. Mit Hans Mühlhofer (Heinrich, ein Glockengießer), Hedwig Herder (Magda, sein Weib), N. N. (Erster Knabe), Herbert Asmis (Zweiter Knabe), Karl Pündter (Der Pfarrer), Hans Freundt (Der Schulmeister), Wilhelm Karthaus (Der Barbier), Ernst Pündter (Der Nickelmann, ein Elementargeist)

u. a. Ursendung: 11. November 1926 (Live ohne Aufzeichnung)
- Die Weber (Funk-Stunde AG (Berlin) 1926). Regie: Alfred Braun. Ursendung: 19. November 1926 (Live ohne Aufzeichnung)
- Der Biberpelz (NWDR Hamburg 1945). Regie: Ludwig Cremer. Mit Gustl Busch (Frau Wolff), Kurt Meister (Julius Wolff), Gustav Burmester (Mitteldorf), Hilde Schmeck (Leontine), Erich Weiher (Krüger), Helmut Käutner (von Wehrhahn), Eugen Müller-Franken (Motes), Hermann Stein (Dr. Fleischer), Dagmar Altrichter
- Elga (SDR 1946). Regie: Cläre Schimmel. Mit: Johannes Marx (Ansager), Heinz Walter Weiss (Ein Ritter), Walter Thurau (Diener des Ritters), Michael Konstantinow (Ein Mönch/Graf Starschenski), Elsa Pfeiffer (Marina, seine Mutter), Mila Kopp (Elga, seine Frau/Liedgesang), Irmgard Busch (Die Amme), Kurt A. Jung (Dimitri) u. a. Ursendung: 7. Juli 1946
- Agamemnons Tod (DIAS 1946). Regie: Hanns Korngiebel. Ursendung: 28. Juli 1946
- Elga (BR 1947). Regie: Helmut Brennicke. Sprecher: Heidi Kürschner (Elga) und Paul Dahlke (Graf Starschenski). Ursendung: 27. April 1947
- Die Finsternisse (Britischer Rundfunk 1947). Ursendung: 20. Dezember 1947
- Winterreise (SDR 1948). Regie: Cläre Schimmel. Sprecher: N. N. Ursendung: 11. Januar 1948
- Hanneles Himmelfahrt (SDR 1949). Regie: Cläre Schimmel. Mit Michael Konstantinow (Lehrer Gottwald/Der Fremde, Erscheinung), Maria Schrems (Hannele Mattern), Elsa Pfeiffer (Schwester Martha), Eva Bubat (Tulpe), Herta Stiegler-Schmähl (Hete), Walter Thurau (Pleschke), Wolfgang Warncke (Hanke), Carl Lange (Seidel) u. a. Ursendung: 23. Januar 1949
- Der arme Heinrich (NWDR 1949). Regie: Wilhelm Semmelroth; Musik: William Keiper. Mit Horst Caspar, Kurt Lieck, Gerhard Geisler, Emmy Graetz, Peter Esser (1886–1970)
- Der Biberpelz (NWDR 1952). Regie: Wilhelm Semmelroth. Mit Berta Drews (Frau Wolff), Erich Dunskus (Julius Wolff), Haide Lorenz (1925–2004) (Leontine), Marianne Schubart-Vibach (1921–2021) (Adelheid), Albert Florath (Krüger), Hermann Pfeiffer (Dr. Fleischer), Hans Müller-Westernhagen (Wehrhahn), Franz Weber (Mitteldorf), Engelbert Dameris (Glasenapp), Heinz Drache (Motes), Vera Kluth (Frau Motes)
- Elga (RIAS 1952). Regie: Hanns Korngiebel (1902–1969). Mit Antje Weisgerber (Elga), Walter Franck (Starschenski)
- Der Biberpelz (SDR 1956). Bearbeitung und Regie: Cläre Schimmel. Mit Paul Hoffmann (Von Wehrhahn, Amtsvorsteher), Horst Beck (Krüger, Rentier), Wolfgang Arps (Doktor Fleischer), Uli Kapteina (Philipp, sein Sohn), Kurt Haars (Motes), Maria Wiecke (Frau Motes), Mila Kopp (Frau Wolff, Waschfrau), Carl Lange (Julius Wolff, ihr Mann), Ortrud Bechler (Leontine, ihre Tochter), Zita Hitz (Adelheid, ihre Tochter), Richard Bohne (Wulkow, Schiffer), Walter Thurau (Glasenapp, Amtsschreiber), Hans Helmut Dickow (Mitteldorf, Sein Diener). Ursendung: 6. Juni 1956
- Der Biberpelz (BR 1958). Bearbeitung: Walter Netzsch; Regie: Walter Ohm (1915–1997). Mit Kurt Horwitz (Amtsvorsteher), Hans Hermann Schaufuß (Herr Krüger), Albert Lieven (Dr. Fleischer), Wolfried Lier (Herr Motes), Edith Schultze-Westrum (Frau Motes), Therese Giehse (Frau Wolffen), Otto Wernicke (Julius Wolffen), Eva-Ingeborg Scholz (Leontine), Annemarie Wernicke (Adelheid), Gerhard Bienert (Wulkow), Ewald Wenck (Mitteldorf), Klaus W. Krause (1903–1976) (Glasenapp). Ursendung: 30. Dezember 1958
- Einsame Menschen (SFB 1962). Bearbeitung und Regie: Curt Goetz-Pflug (1919–1967). Mit Fritz Tillmann (Vockerat), Trudik Daniel (Frau Vockerat), Thomas Holtzmann (Johannes), Sabine Sinjen (Käte), Gisela Uhlen (Anna Mahr), Martin Hirthe (Braun), Paul Günther (Pastor Kollin), Käte Jöken-König (1898–1968) (Gertrud), Ilse Fürstenberg (Frau Lehmann)
- Einsame Menschen (BR 1962). Bearbeitung und Regie: Rudolf Noelte. Mit Paul Hartmann (Vockerat), Mila Kopp (Frau Vockerat), Thomas Holtzmann (Johannes), Gertrud Kückelmann (Käthe), Gerd Vespermann (Braun), Ellen Schwiers (Anna Mahr), Friedrich Maurer (Pastor Kollin), Ellen Mahlke (Frau Lehmann), Claudia Bethge (Amme)
- Elga (BR/ORF 1962). Regie: Otto Ambros
- Fuhrmann Henschel (HR/SR/DRS 1962). Bearbeitung und Regie: Ulrich Lauterbach. Mit Walter Richter (Henschel), Ingeborg Stein (Frau Henschel), Krista Keller (Hanne), Rudolf Hofmann (Pferdehändler Walther), Hans Caninenberg (Siebenhaar), Kind Borek (Karlchen), Leopold Biberti (1894–1969) (Wermelskirch), Agnes del Sarto (1892–1965) (Frau Wermelskirch), Helga Feddersen (Franziska), Arnim Süssenguth (Hauffe), Otto Mächtlinger (1921–1985) (Franz), Curt Bock (George), Eric Schildkraut (1906–1999) (Fabig), Willy Buser (Meister Hildebrandt), Ulrich Lauterbach (Grunert)
- Die Ratten (RIAS 1962). Bearbeitung und Regie: Hans Lietzau. Mit Fritz Tillmann (Hassenreuter), Lu Säuberlich (Frau Hassenreuter), Christa Oenicke (Walburga), Arthur Schröder (Pastor Spitta), Konstantin Paloff (?–1969[?]) (Erich Spitta), Maria Wollek (Alice), Helmut Ahner (Käferstein), Klaus Krauleidis (Dr. Kegel), Ernst Wilhelm Borchert (John), Charlotte Joeres (Frau John), Günter Pfitzmann (Bruno), Ida Krottendorf (Piperkarcka), Käthe Braun (Sidonie Knobbe), Elisabeth Wiedemann (Selma), Otto Matthies (1899–1979) (Quaquaro), Else Ehser (Frau Kielbacke), Otto Czarski (Schierke)
- Rose Bernd (SDR 1962). Bearbeitung: Otto Heinrich Kühner; Regie: Gustav Burmester. Mit Solveig Thomas, Erwin Linder, Marianne Hoppe, Bruno Dallansky, Hans Helmut Dickow, Herbert A. E. Böhme (1897–1984)
- Vor Sonnenuntergang (BR/ORF 1963). Bearbeitung: Valerie Stiegele; Regie: Heinz-Günter Stamm. Mit Heinz Hilpert (Geheimrat Matthias Clausen), Martin Benrath (Wolfgang Clausen, Prof. der Philosophie), Gisela Uhlen (Clothilde Clausen, seine Frau), Angela Sallocker (Bettina Clausen), Ilse Lore Eberhardt (Ottilie Clausen), Benno Sterzenbach (Erich Klamroth, ihr Mann), Thomas Braut (Egmont Clausen), Ernst Walter Mitulski (Sanitätsrat Steynitz), Paul Dahlke (Professor Geiger), Gert Westphal (Justizrat Hanefeldt), Edith Schultze-Westrum (Frau Peters), Fritz Rasp (Pastor Immoos) u. a.
- Der Biberpelz (DGR 1963). Regie: Heinz Schimmelpfennig. Mit Theo Lingen (Wehrhahn), Eduard Wandrey (Krüger), Michael Chevalier (Dr. Fleischer), Rolf Bogus (Philipp), Reinhold Bernt (Motes), Marina Ried (Frau Motes), Lucie Mannheim (Frau Wolff), Erich Thormann (Julius Wolff), Ruth Breitag (Leontine), Edith Hancke (Adelheid), Erich Dunskus (Wulkow), Otto Czarski (Glasenapp), Herbert Weißbach (Mitteldorf)
- Die Ratten (BR 1964). Bearbeitung: Jutta Leskien. Regie: Walter Ohm. Mit Heidemarie Hatheyer (Frau John), Hanns Ernst Jäger (1910–1973), Lina Carstens, Heidi Treutler, Heidemarie Theobald, René Deltgen, Siegfried Lowitz, Elisabeth Flickenschildt
- Die Ratten (Rundfunk der DDR 1976). Bearbeitung: Marion Rausch; Regie: Werner Grunow. Mit Walfriede Schmitt (Frau John), Erik S. Klein (John), Jutta Wachowiak (Piperkarcka), Jörg Gudzuhn (Bruno), Wolfgang Brunecker (Hassenreuter), Kristof-Mathias Lau (Spitta), Siegfried Wittlich (Dr. Kegel), Wolfgang Penz (Käferstein), Georgia Kullmann (Frau Hassenreuter), Werner Lierck (1920–1985) (Quaquaro), Blanche Kommerell (Selma)
- Fuhrmann Henschel (ORF Oberösterreich, 1981). Regie: Ferry Bauer. Mit Walter Richter, Felicitas Ruhm, Barbara Blume, Kurt Heintel, Peter Uwe Arndt, Angelika Stefan, Dieter Naumann, Robert Dietl, Elfriede Gollmann, Wolfgang Stefann und Gernot Duda.
- Vor Sonnenuntergang (DDR 1985). Bearbeitung: Ulrich Griebel; Regie: Walter Niklaus; Musik: Günter Neubert. Mit Günter Grabbert (Matthias Clausen), Friedhelm Eberle (Wolfgang), Jörg Lichtenstein (Egmont), Regina Jeske (Bettina), Marylu Poolman (Paula), Ursula Werner (Inken), Carla Valerius (Frau Peters), Peter Sodann (Steinitz), Lutz Riemann (Eibisch), Horst Schönemann (1927–2002) (Geiger), Hilmar Eichhorn (Erich), Ellen Hellwig (* 1946) (Otilie), Gert Gütschow (Hanefeld), Wolf Goette (1909–1995) (Pastor Imoos)
- Michael Kramer (RIAS 1987). Bearbeitung und Regie: Hans-Ulrich Minke. Mit Ernst Wilhelm Borchert (Kramer), Lieselotte Rau (Frau Kramer), Erika Skrotzki (Michaline), Sylvester Groth (Arnold), Ernst Jacobi (Lachmann), Conny Diehm (Liese)
- Des großen Kampffliegers, Landfahrers, Gauklers und Magiers Till Eulenspiegel Abenteuer, Streiche, Gaukeleien, Gesichter und Träume (WDR 1989). Bearbeitung und Regie: Rolf Henniger

### Bühnen-, Hörspiel- und Filmmusik
- zu Bahnwärter Thiel (Novelle [1887])
  - Karl-Ernst Sasse: Filmmusik (1981/82)
- zu Die Weber (1888–1892):
  - Willy Schmidt-Gentner: Stummfilm-Musik (1927)
  - Jean Kurt Forest: Filmmusik (1962)
  - Johannes Kalitzke: Stummfilm-Musik (2012)
- zu Der Biberpelz (1892/93):
  - Pasquale Perris: Stummfilm-Musik (1927/28)
  - Leo Leux: Filmmusik. UA 3. Dezember 1937 Breslau
  - Ernst Roters (1892–1961): Filmmusik (1949)
  - Eugen Thomass: Filmmusik (1975)
- zu Hanneles Himmelfahrt (1893):
  - Max Marschalk (1863–1940): Bühnenmusik. UA 14. November 1893 Berlin (Königliches Schauspielhaus)
  - Karl Flodin (1858–1925): Bühnenmusik (~1900)
  - Hubert Bath: Bühnenmusik. UA ~1901/13 London (His Majesty’s Theatre)
  - Erkki Melartin: Bühnenmusik (1912)
  - Alexander Kastalski (1856–1926): Bühnenmusik (1920)
  - Max von Schillings: Stummfilm-Musik. UA 22. April 1922 Berlin (Staatsoper Unter den Linden)
  - Hermann Unger (1886–1958): Bühnenmusik (undatiert)
  - Gottfried Huppertz: Filmmusik (1933/34)
  - Werner Wemheuer (1899–1977): Bühnenmusik. UA 1952 Wiesbaden
  - Karl Robert Marz: Bühnenmusik (~1962/77 Hannover?)
  - Peter Kiesewetter: Hörspielmusik. Ursendung im Schulfunk des BR (1990er Jahre?)
- zu Florian Geyer (1891–1895):
  - Edmund Nick: Bühnenmusik (undatiert)
- zu Die versunkene Glocke (1891–1896):
  - August Brunetti-Pisano: Präludium (1897)
  - Konrad Heubner (1860–1905): Bühnenmusik (undatiert)
  - Max Marschalk: Bühnenmusik (1906)
  - Flor Alpaerts: Bühnenmusik (De verzonkene klok; 1907), für Streichorchester, Harmonium und Klavier
  - Edmund Uhl (1853–1929): Ouvertüre (undatiert)
  - Hans Hermann (1870–1931): Bühnenmusik (undatiert)
  - Wilhelm Grosz (1894–1939): Bühnenmusik (1932)
  - Robert Kahn (1865–1951): Bühnenmusik (undatiert)
  - Bruno Hinze-Reinhold (1877–1964): Bühnenmusik (undatiert)
  - Eduard Lerch: Bühnenmusik (undatiert)
  - O. Stamm: Bühnenmusik (undatiert)
- zu Fuhrmann Henschel (1897/98):
  - Alois Melichar: Filmmusik (1956)
- zu Schluck und Jau (1899):
  - Max Marschalk: Bühnenmusik. UA 3. Februar 1900 Berlin (Deutsches Theater). – Neufassung(?): UA 4. September 1916 Berlin (Neue Freie Volksbühne, Dirigent: Michael Koppelmann)
  - Leoš Janáček: Bühnenmusik (1928, Fragment). UA 13. September 1979 Prag (Künstlerhaus Rudolfinum; Tschechische Philharmonie, Dirigent: Václav Neumann)
  - Paul Hertel: Bühnenmusik. UA 1986 Bregenz (Theater für Vorarlberg, heute Vorarlberger Landestheater Bregenz)
- zu Der arme Heinrich (1897–1902):
  - William Keiper: Hörspielmusik (NWDR 1949)
- zu Rose Bernd (1903):
  - Giuseppe Becce: Stummfilm-Musik (1919)
  - Herbert Windt: Filmmusik (1956/57)
  - Siegfried Franz: Filmmusik (1962)
  - Bert Wrede (* 1961): Bühnenmusik. UA 2006 Hamburg (Thalia Theater)
- zu Und Pippa tanzt! (1905):
  - Max Marschalk: Bühnenmusik. UA 19. Januar 1906 Berlin (Lessingtheater)
  - Benno Bardi (1890–1973): Bühnenmusik. UA 1919 Berlin
  - Edmund Nick (1891–1974): Bühnenmusik (undatiert)
  - Mark Lothar (1902–1985): Bühnenmusik (undatiert)
  - Max Lang (1917–1987): Bühnenmusik (undatiert), für Violine, Okarina / Harmonium / Klavier / Celesta, Schlagzeug
- zu Die Jungfern vom Bischofsberg (1904–1906):
  - Hans Ebert (1889–1952): Filmmusik. UA 28. Mai 1943 Breslau
- zu Die Ratten (1909/10):
  - Werner Eisbrenner: Filmmusik (1955)
- zu Der weiße Heiland (1912–1917):
  - Max Marschalk: Bühnenmusik (1928)
- zu Phantom (Verfilmung [1922] der Erzählung [1915–1921]):
  - Leo Spies: Stummfilm-Musik. UA 13.(15.?) November 1922 Berlin (Ufa-Palast am Zoo)
- zu Dorothea Angermann (1925):
  - Siegfried Franz: Filmmusik (1958/59)
- zu Wanda (Roman [1927]):
  - Michael Jary: Filmmusik (Königin der Arena). UA 19. Dezember 1952
- zu Vor Sonnenuntergang (1928–1931):
  - Wolfgang Zeller: Filmmusik (Der Herrscher, 1936/37)
  - Werner Eisbrenner: Filmmusik (1956)
  - Günter Neubert: Hörspielmusik (1985)
  - Werner Puntigam / Marcus Huemer: Bühnenmusik. UA 2004(?) Linz (Landestheater)
- zu Die goldene Harfe (1933):
  - Hermann Zilcher: Bühnenmusik (op. 72). UA 15. Oktober 1933(?) München (Kammerspiele)(?)
- zu Herbert Engelmann (1924–1941):
  - Kurt Heuser: Filmmusik (1959)
- zu Agamemnons Tod (1942):
  - Herbert Baumann: Bühnenmusik. UA 10. November 1947 Berlin (Deutsches Theater, Kammerspiele)
- zu Elektra (1944):
  - Herbert Baumann: Bühnenmusik. UA 10. November 1947 Berlin (Deutsches Theater, Kammerspiele)
- zu Iphigenie in Delphi (1940):
  - Mark Lothar: Bühnenmusik. UA 15. November 1941 Berlin (Staatliches Schauspielhaus)

### Vertonungen einzelner Gedichte
- Paul Graener: Eine Singstimme und ein Cello musizieren op. 113 (1943). Texte aus Das bunte Buch

1. ’s ist so ein stiller, heil’ger Tag – 2. Weltweh und Himmelssehnsucht („Wie eine Windesharfe sei deine Seele…“) – 3. Ich kam vom Pflug der Erde (= Frau Julie Schubert ins Stammbuch)
- Robert Kahn:

- Sieben Gesänge (op. 27; 1897) für tiefe Stimme und Klavier. Texte aus Das bunte Buch. UA 6. November 1897 Berlin (Hochschule für Musik)

1. Weltweh und Himmelssehnsucht („Wie eine Windesharfe sei deine Seele…“) – 2. ’s ist so ein stiller, heil’ger Tag – 3. Kreischende Möwen jagen (aus Gewitterstimmungen am Meer) – 4. Nebel („Wohin mein Blick durch Nebel sieht…“) – 5. Abend („Purpurschimmer tränket die Rebenhügel…“) – 6. Ein Grillenlied („Mich lockt der Duft…“) – 7. Graue Nebel decken See und Land
- Fünf Lieder (op. 40; 1903)

1. Weiß nicht, woher ich kommen bin – 2. Glimmerfunken im Aschenrauch – 3. Sidselills Lied – 4. Düstre Wolken steigen – 5. Aufgang
- Gesang der Engel aus Hanneles Himmelfahrt (op. 70,2; 1919), aus: Drei Gesänge für dreistimmigen Frauenchor mit Klavier

- Ulf Lachmund: Zwei Lieder (2004?) für Stimme und Gitarre. UA 2004(?)

1. Unaufhörlich bläst das Meer (Mondscheinlerche, aus Das bunte Buch) – 2. Ein schwarzes Schiff kreuzt still vorbei
- Fritz Lissauer (* 20. Oktober 1874 Berlin; † 7. März 1937 Berlin): Reiterlied (op. 52,1; 1914), aus: Drei vaterländische Lieder für Gesang und Klavier
- Max Marschalk: Auf jenen Hügeln die Sonne. Text aus Hanneles Himmelfahrt (1893)
- Willy von Möllendorff: Im Nachtzug für Männerchor. Text aus Das bunte Buch. UA Juli 1914 Leipzig (Paulinerkirche?)
- Paul Natorp: Lieder (Titel nicht ermittelt)
- Carl Prohaska: Fünf Lieder op. 7 (1901?) für eine tiefere Stimme mit Klavierbegleitung. Texte aus Das bunte Buch

1. ’s ist so ein stiller, heil’ger Tag – 2. Wohin mein Blick durch Nebel sieht (= Nebel) – 3. Kreischende Möven jagen – 4. Purpurschimmer tränket die Rebenhügel (= Abend) – 5. Graue Nebel decken See und Land
- Arnold Schering: Lieder (Titel nicht ermittelt)
- Hermann Simon: Lieder (Titel nicht ermittelt)
- Otto Sprinzel (Lebensdaten nicht ermittelt): Aus Drei Lieder und Gesänge op. 7 für eine Singstimme mit Pianoforte

1. Rautendelein am Brunnen – 2. Rautendelein am Heerd
- Michael Töpel: Sechs Lieder (2009) für Sopran und Klavier

1. Ein Steinchen… – 2. Geister… – 3. …wie wenn der Regen… – 4. Und alles schwand… – 5. Genug! – 6. Ich schlafe…
- Fritz Vogel (1887–?): Gerhart-Hauptmann-Lieder op. 7 (Berlin 1947)

1. Trost – 2. Sing mir das Wiegenlied, o ewiges Meer
- Kurt Weill: Weberlied (1919/20) für Singstimme und Klavier

### Konzertstücke, Programm-Musik
- Adolf Becker: Nickelmann / Rautendelein (1899). Illustrationen zu Die versunkene Glocke. Fassungen für Klavier / Streichquartett / Streichorchester
- Richard Mors (1874–1946): Und Pippa tanzt (1906). Symphonische Dichtung
- Hubert Bath: The Visions of Hannele. Symphonische Dichtung (1913, Neufassung 1920)
- Oskar von Chelius: Und Pippa tanzt (op. 28; 1922). Symphonische Dichtung
- Hermann Josef Ullrich (1888–1982): Hanneles Himmelfahrt (1922). Symphonische Dichtung

### Musiktheater
- Die versunkene Glocke. Parodistisches Scherzspiel. Libretto: Paul Kasten. Musik: Walter Kollo. UA 27. Juli 1897 Königsberg (Tivoli)
- Die versunkene Glocke. Musikdrama in 5 Aufzügen. Libretto und Musik (op. 80): Heinrich Zöllner. UA 8. Juli 1899 Berlin (Theater des Westens)
- Die versunkene Glocke. Oper in 4 Akten. Libretto: Viktor Burenin (1841–1926). Musik: Alexei Davidoff (1867–1940). UA 1903 Sankt Petersburg. Deutsche Erstaufführung 30. September 1908 Mainz (Stadttheater)
- Roždestvenskaja ëlka (Der Christbaum). Musikdrama in einem Akt. Libretto: ? (nach Fjodor Dostojewski, Hans Christian Andersen und Gerhart Hauptmann). Musik (op. 21; 1900/01): Wladimir Rebikow. UA 30. Oktober 1903 Moskau
- Und Pippa tanzt! Opernplan von Arnold Schönberg. Fragment (Particell, 68 Takte: Vorspiel und Rezitativ; August 1906–März 1907)
- Elga. Oper. Libretto: ?. Musik: B. Lowski. UA 1909 Düsseldorf
- Hanneles Himmelfahrt. Opernplan von Giacomo Puccini (1911)
- Hannele Mattern. Rêve lyrique in 5 Akten (1911). Libretto: Jean Thorel und Louis de Gramont. Musik: Camille Erlanger. UA 28. Januar 1950 Straßburg (Opernhaus)
- La cloche engloutie. Opernplan von Maurice Ravel (Skizzen 1906–1912/13; nicht erhalten). Textvorlage: Die versunkene Glocke in der französischen Übersetzung von A. Ferdinand Hérold
- Elga. Nocturnus in 7 Szenen. Libretto: Martha von Zobeltitz (Pseudonym Hans von Theruten?). Musik: Erwin Lendvai. UA 16. Dezember 1916 Mannheim (Hoftheater); UA der 2. Fassung 1918 Leipzig (Opernhaus)
- Die versunkene Glocke. Oper in 4 Akten (nicht aufgeführt). Libretto: ?. Musik (1915–1918): Fidelio F. Finke
- The Sunken Bell. Libretto: Charles Henry Meltzer (1853–1936). Musik (Fragment, 1912–1923; Skizzen erhalten): Carl Ruggles
- Před slunce východem (Vor Sonnenaufgang). Oper in einem Akt. Libretto: Bedřich Bělohlávek. Musik: Emil František Burian. UA November 1925 Prag (Nationaltheater)
- Und Pippa tanzt! Opernplan von Alban Berg (1927)
- Hanneles Himmelfahrt. Oper in 2 Akten. Libretto: Georg Gräner. Musik: Paul Graener. UA 17. Februar 1927 Dresden (Staatsoper) und Breslau(?)
- La campana sommersa (Die versunkene Glocke). Oper in 4 Akten. Libretto: Claudio Guastalla. Musik: Ottorino Respighi. UA (in deutscher Übersetzung von Werner Wolff) 18. November 1927 Hamburg (Staatsoper). Italienische Erstaufführung: April 1929 Rom
- Elga. Oper (1933/34). Libretto: D. Arbenini. Musik: Artur Lemba. UA 15. März 1934 Tallinn
- Tkalci (Die Weber). Oper in 5 Bildern. Libretto (nach der tschechischen Weber-Übersetzung von Jakub Rydvan und L. Janoušek): Vít Nejedlý (* 22. Juni 1912 Prag; † 1./2.[?] Januar 1945 Dukla). Musik: Vít Nejedlý (1939, Fragment; ergänzt von Jan Hanuš). UA Mai 1961 Pilsen
- Und Pippa tanzt! Oper in 4 Bildern. Libretto: ?. Musik: Walter Schartner. UA 13. Juni 1948 Halle (Opernhaus); mit Anny Schlemm (Pippa)
- Schluck und Jau. Oper. Libretto: ?. Musik (1951): Friedrich Radermacher. UA 1954 Köln (Musikhochschule)
- Elga. Oper. Libretto: Harald Kaufmann. Musik: Rudolf Weishappel (* 25. März 1921 Graz; † 2. Januar 2006 Wien). Ursendung 12. November 1952, ORF
- (?)Florian Geyer. Oper. Libretto: Joseph Gregor (unklar, ob nach Vorlage von Hauptmann). Musik: Hans Ebert (1889–1952). UA 1952
- Michael Kramer. Oper (1957/58). Libretto: ?. Musik: Wolfgang Streiber (* 25. November 1934 Zürich; † 5. Januar 1959 Hannover).
- (?)Florian Geyer. Oper in 6 Bildern. Libretto: ? (unklar, ob nach Vorlage von Hauptmann). Musik: Alfred Böckmann. UA 1959
- Hanneles Himmelfahrt. Oper. Libretto: ?. Musik: Erich Urbanner. UA Mai 1962 Wien
- Die Winterballade oder Die Doppelgängerin. Oper in 3 Akten (1966/67). Libretto und Musik: Jan Meyerowitz. UA 29. Januar 1967 Hannover
- Und Pippa tanzt! Oper in 3 Akten (1982). Libretto: ?. Musik: Peter Richter de Rangenier. UA Leipzig (Oper)
- Die schwarze Maske (Czarna maska). Oper in einem Akt. Libretto: Harry Kupfer und Krzysztof Penderecki. Musik (1984–1986): Krzysztof Penderecki. UA 15. August 1986 Salzburg (Kleines Festspielhaus); Regie: Harry Kupfer, Dirigent: Woldemar Nelsson
- Und Pippa tanzt! Oper. Libretto: Roberto Goldschlager. Musik: Anton Ruppert. UA 14. Februar 1990 Münster (Städtische Bühnen)
- Und Pippa tanzt! Rockoper. Libretto: G. Theobald. Musik: Otto Beatus. UA 8. Juni 1996 Wuppertal (Schauspielhaus). Regie: T. Mega
- abraum. komposition für das musiktheater. Libretto: Jörg Milbradt (nach Motiven aus Und Pippa tanzt!). Musik (1996/1997): Jörg Herchet. UA 1997 Leipzig
- Der arme Heinrich. Oper in 3 Szenen. Libretto: ?. Musik (op. 69; nach 1995?): Raimund Schwedeler (1925–2011)
- Die versunkene Glocke. Oper in 3 Akten. Libretto: ?. Musik (op. 75; ~2002?): Raimund Schwedeler
- Bahnwärter Thiel. Oper in 8 Bildern. Libretto: Julia Cloot und Enjott Schneider. Musik: Enjott Schneider. UA 28. Februar 2004 Görlitz (Theater); Regie: Aron Stiehl, Dirigent: Eckehard Stier

### Bibliografie und Nachlasskatalog
- Sigfrid Hoefert: Internationale Bibliographie zum Werk Gerhart Hauptmanns. Bd. 1–4. Erich Schmidt, Berlin 1986–2012 (Veröffentlichungen der Gerhart-Hauptmann-Gesellschaft 3, 4, 12 und 15).
- Rudolf Ziesche: Der Manuskriptnachlaß Gerhart Hauptmanns. Harrassowitz, Wiesbaden 1977–2000 (Staatsbibliothek zu Berlin Preußischer Kulturbesitz: Kataloge der Handschriftenabteilung, Reihe 2, Bd. 2, T. 1–4).

### Biografien und Gesamtdarstellungen
- Hans Daiber: Gerhart Hauptmann oder Der letzte Klassiker. Molden, Wien 1971.
- Joseph Gregor: Gerhart Hauptmann. Das Werk und unsere Zeit. Diana-Verlag, Wien 1952 (Nachdruck der Ausgabe Wien 1944).
- Karl S. Guthke: Gerhart Hauptmann. Weltbild im Werk. 2., vollständig überarbeitete und erweiterte Auflage. Fink, München 1980, ISBN 3-7720-1292-2.
- Hans-Egon Hass: Hauptmann, Gerhart Johann Robert. In: Neue Deutsche Biographie (NDB). Band 8, Duncker & Humblot, Berlin 1969, ISBN 3-428-00189-3, S. 103–107 (Digitalisat).
- Eberhard Hilscher: Gerhart Hauptmann. Leben und Werk. Verlag der Nation, Berlin 1990, ISBN 3-373-00444-6.
- Sigfrid Hoefert: Gerhart Hauptmann (Sammlung Metzler; 107). 2., durchges. und erg. Auflage. Metzler, Stuttgart 1982, ISBN 3-476-12107-0.
- Wolfgang Leppmann: Gerhart Hauptmann. Eine Biographie. Ullstein, Berlin 2007, ISBN 978-3-548-36957-0 (Nachdruck der Ausgabe Frankfurt/M. 1986).
- Friedhelm Marx: Gerhart Hauptmann (Universal-Bibliothek; 17608). Reclam-Verlag, Stuttgart 1998, ISBN 3-15-017608-5.
- Jürgen Nelles: Gerhart Hauptmann (Literatur Kompakt). Tectum, Baden-Baden 2018, ISBN 978-3-8288-4016-4.
- Gerhart Pohl: Bin ich noch in meinem Haus? Die letzten Tage Gerhart Hauptmanns. Lettner-Verlag, Berlin-Dahlem 1953; Nachdruck Plöttner Verlag, Leipzig 2011, ISBN 978-3-86211-044-5.
- Paul Schlenther: Gerhart Hauptmann. Leben und Werke. Fischer, Berlin 1897.
- Joachim Seyppel: Gerhart Hauptmann (Köpfe des 20. Jahrhunderts; 121). Überarbeitete Neuauflage. Morgenbuch-Verlag, Berlin 1993, ISBN 3-371-00378-7.
- Peter Sprengel: Gerhart Hauptmann. Epoche, Werk, Wirkung. Beck, München 1984, ISBN 3-406-30238-6.
- Peter Sprengel: Der Dichter stand auf hoher Küste. Gerhart Hauptmann im Dritten Reich. Berlin 2009, ISBN 978-3-549-07311-7.
- Peter Sprengel: Gerhart Hauptmann. Bürgerlichkeit und großer Traum. Eine Biographie. Beck, München 2012, ISBN 978-3-406-64045-2.
- Kurt Lothar Tank: Gerhart Hauptmann. Mit Selbstzeugnissen und Bilddokumenten. Rowohlt, Hamburg 1959, in 28. Auflage erhältlich (Verlagsort Reinbek), ISBN 3-499-50027-2.

### Sonstige Sekundärliteratur
Bücher
- Adrian von Arburg, Wlodzimierz Borodziej, Jurij Kostjaschow: Als die Deutschen weg waren. Rowohlt, Reinbek bei Hamburg 2007, ISBN 978-3-499-62204-5.
- Neville E. Alexander: Studien zum Stilwandel im dramatischen Werk Gerhart Hauptmanns. Metzler, Stuttgart 1964 (Dissertation, Universität Tübingen 1961)
- Jean Améry: Gerhart Hauptmann. Der ewige Deutsche. Stieglitz-Verlag, Mühlacker 1963.
- Ruth Bauer: Das Menschenbild im Drama Gerhart Hauptmanns. Dissertation, Universität Freiburg/B. 1950.
- Carl F. Behl: Wege zu Gerhart Hauptmann (Gerhart-Hauptmann-Schriften; 4). Verlag Deutsche Volksbücherei, Goslar 1948.
- Carl F. Behl: Zwiesprache mit Gerhart Hauptmann. Desch, München 1949.
- Carl F. Behl u. a. (Autor), Mechthild Peiffer-Voigt (Bearb.): Chronik von Gerhart Hauptmanns Leben und Schaffen. Bergstadtverlag Korn, Würzburg 1993, ISBN 3-87057-172-1 (Nachdruck der Ausgabe München 1957).
- Gisela Beissenhirtz: Studien zum Schicksalsbegriff im Spätwerk Gerhart Hauptmanns. Dissertation, Universität Kiel 1960.
- Hans von Brescius: Gerhart Hauptmann. Zeitgeschehen und Bewußtsein in unbekannten Selbstzeugnissen. 2., verbesserte Auflage. Bouvier Verlag, Bonn 1977, ISBN 3-416-01221-6.
- Rüdiger Bernhardt: „… geschehen ist der Götter Ratschluss!“. Gerhart Hauptmanns Delphi lag auf Hiddensee. Der Dichter in der Zeit von 1933 bis 1945. Projekte-Verlag 188, Halle 2006, ISBN 3-86634-168-7.
- Edward Białek, Mirosława Czarnecka (Hrsg.): Carl und Gerhart Hauptmann. Zwischen regionaler Vereinnahmung und europäischer Perspektivierung. Neisse-Verlag, Dresden 2006, ISBN 3-934038-79-4.
- Christian Büttrich: Gerhart Hauptmanns „Till Eulenspiegel“. Mythologie und mythische Bildlichkeit. Verlag Hahn, Hannover 1992, ISBN 3-7752-5500-1 (zugl. Dissertation FU Berlin 1972).
- Franz J. Burk: Antike Quellen und Vorbilder von Gerhart Hauptmanns Atriden-Tetralogie. Dissertation, Universität Marburg 1953.
- Joseph Chapiro: Gespräche mit Gerhart Hauptmann. Erste vollständige Textausgabe. Ullstein Verlag, Frankfurt/Main 1996, ISBN 3-548-35609-5.
- Roy C. Cowen: Hauptmann-Kommentar. 2 Bände. inkler, München 1980–1981.
  - Bd. 1 Zum dramatischen Werk. 1980, ISBN 3-538-07030-X.
  - Bd. 2 Zum nichtdramatischen Werk. 1981, ISBN 3-538-07035-0.
- Wolfgang Beutin: Gerhart Hauptmann. In: Preisgekrönte. Peter Lang Verlag, Frankfurt a. M. 2012, ISBN 978-3-631-63297-0, S. 77–98.
- Wolfgang de Bruyn, Antje Johanning, Verein zur Förderung der Gerhart-Hauptmann-Häuser e. V. (Hrsg.): Gerhart Hauptmann und seine Häuser: Hiddensee – Erkner – Schreiberhau – Agnetendorf. Findling, 2007, ISBN 978-3-933603-39-5.
- Wolfgang de Bruyn, Stefan Rohlfs (Hrsg.): Gerhart Hauptmann und die Musik. Quintus-Verlag, Berlin 2017, ISBN 978-3-947215-10-2.
- Peter Delvaux: Antiker Mythos und Zeitgeschehen. Sinnstruktur und Zeitbezüge in Gerhart Hauptmanns Atriden-Tetralogie. Rodopi-Verlag, Amsterdam 1992, ISBN 90-5183-424-1, (zugl. Dissertation, Universität Amsterdam 1992).
- Peter Delvaux: Leid soll lehren. Historische Zusammenhänge in Gerhart Hauptmanns Atriden-Tetralogie. Rodopi-Verlag, Amsterdam 1994, ISBN 90-5183-709-7.
- Klemens Dieckhöfer: Dichtung und Medizin. Zur Persönlichkeitsstruktur, körperlichen Verfasstheit in seinem dichterischen Schaffen und zur medizinischen Profession der Arztfiguren in den Werken Gerhart Hauptmanns. Deutscher Wissenschafts-Verlag, Baden-Baden 2012 (= DWV-Schriften zur Medizingeschichte. Band 13; Fachprosaforschung – Grenzüberschreitungen. Beiheft 2), ISBN 978-3-86888-051-9 (Zugleich Philosophische Dissertation Olmütz).
- Gustav Erdmann: Gerhart Hauptmann. Erlebte Welt und gestaltetes Werk. Dissertation, Universität Greifswald 1957.
- Ralph Fiedler: Die späten Dramen Gerhart Hauptmanns. Bergstadtverlag, München 1954.
- Günther Fuhrmann: Der Atriden-Mythos im modernen Drama. Hauptmann, O’Neill, Sartre. Dissertation, Universität Würzburg 1950.
- Margarita Gieselberg: Gestaltende Kräfte des Dramas bei Gerhart Hauptmann, untersucht an vier Werken. Dissertation, Universität Bonn 1955 („Der weiße Heiland“, „Michael Kramer“, „Der arme Heinrich“ und „Die Ratten“).
- Hans-Joachim Hahn (Hrsg.): Gerhart Hauptmann und „Die Juden“. Konstellationen und Konstruktionen in Leben und Werk. Neisse-Verlag, Dresden 2005, ISBN 3-934038-40-9.
- Karl Hemmerich: Gerhart Hauptmanns Veland. Seine Entstehung und seine Deutung. Dissertation, Universität Würzburg 1935.
- Monica Hensel: Die Gestalt Christi im Werk Gerhart Hauptmanns. Dissertation, Universität Berlin 1957.
- Frederick W. Heuser: Gerhart Hauptmann. Zu seinem Leben und Schaffen. Niemeyer, Tübingen 1961.
- Klaus Hildebrandt: Gerhart Hauptmann und die Geschichte. Delp, München 1968.
- Klaus Hildebrandt: Naturalistische Dramen Gerhart Hauptmanns. „Die Weber“, „Rose Bernd“, „Die Ratten“; Thematik, Entstehung Gestaltungsprinzipien, Struktur. Oldenbourg Verlag, München 1983, ISBN 3-486-85621-9.
- Klaus Hildebrandt (Hrsg.): Krzysztof A. Kuczyński (Hrsg.): Weggefährten Gerhart Hauptmanns. Förderer, Biographen, Interpreten. Würzburg: Bergstadtverl. Korn 2002, ISBN 3-87057-245-0.
- Klaus Hildebrandt (Hrsg.): Krzysztof A. Kuczyński (Hrsg.): Gerhart Hauptmanns Freundeskreis. Internationale Studien. Edition Expol, Włocwławek 2006, ISBN 83-921860-4-4.
- Sigfrid Hoefert: Gerhart Hauptmann und der Film. Mit unveröffentlichten Filmentwürfen des Dichters (Veröffentlichungen der Gerhart-Hauptmann-Gesellschaft; 7). Verlag Erich Schmidt, Berlin 1996, ISBN 3-503-03728-4.
- Jenny C. Hortenbach: Freiheitsstreben und Destruktivität: Frauen in der Dramen August Strindbergs und Gerhart Hauptmanns (= Germanistische Schriftenreihe der norwegischen Universitäten und Hochschulen, Nr. 2: Scandinavian University Books), Universitetsforlaget, Oslo 1965, DNB 363864148 (überarbeitete Dissertation).
- Gerhard Hurtig: Die Lichtsymbolik im Werk Gerhart Hauptmanns. Dissertation, Universität Marburg 1956.
- Antje Johanning: Die Sammlungen Gerhart Hauptmanns aus dem Besitz Anja Hauptmanns. Thelem Universitätsverlag, 2006, ISBN 3-939888-00-1.
- Ulrich Lauterbach (Hrsg.): Wirklichkeit und Traum. Gerhart Hauptmann. Verlag Reichert, Wiesbaden 1987, ISBN 3-88226-399-7 (Katalog der gleichnamigen Ausstellung).
- Friedrich Leiner: Der Gedanke der Wiedergeburt im Leben und Werk Gerhart Hauptmanns. Dissertation, Universität München 1955.
- Wolfgang Leppmann: Gerhart Hauptmann. Eine Biographie. Ullstein Verlag, Berlin 2007, ISBN 978-3-548-36957-0.
- Cezary Lipiński, Edward Białek: … Verzeih(t) oh Meister, ruhm- und glanzumgeben …. Erkundungen zu Carl und Gerhart Hauptmann, Dresden 2009, ISBN 978-3-940310-73-6.
- Hans Mayer: Gerhart Hauptmann. Verlag Hahn, Velber bei Hannover 1970.
- Christel E. Meier: Das Motiv des Selbstmords im Werk Gerhart Hauptmanns. Ergon-Verlag, Würzburg 2005, ISBN 3-89913-425-7 (zugl. Dissertation, Universität Erlangen 2004).
- Dietrich Meinert: Hellenismus und Christentum in Gerhart Hauptmanns Atriden-Tetralogie. Balkema Books, Amsterdam 1964.
- Günter Metken: Studien zum Sprachgestus im dramatischen Werk Gerhart Hauptmanns. Dissertation, Universität München 1954.
- Rolf Michaelis: Der schwarze Zeus. Gerhart Hauptmanns zweiter Weg. Argon-Verlag, Berlin 1962.
- Barbara Neymeyr: Intertextuelle Transformationen: Goethes „Werther“, Büchners „Lenz“ und Hauptmanns „Apostel“ als produktives Spannungsfeld. Universitätsverlag Winter, Heidelberg 2012, ISBN 978-3-8253-6044-3.
- Eberhard Nitzsche: Gerhart Hauptmann. Griechentum und Humanismus. Dissertation, Universität Berlin 1953.
- Alexander M. Pfleger: Gerhart Hauptmanns Atridentetralogie. „…der Kere Strudel…“ Divinität und Humanität im Widerstreit. Verlag Kovač, Hamburg 2003, ISBN 3-8300-0868-6.
- Jörg Platiel: Mythos und Mysterium. Die Rezeption des Mittelalters im Werk Gerhart Hauptmanns. Lang, Frankfurt/M. 1993, ISBN 3-631-44767-1 (zugl. Dissertation, München 1991).
- Heiko Postma: Ein Großklassiker a. D.? Über den Dramatiker, Erzähler und Vers-Epiker Gerhart Hauptmann. jmb, Hannover 2009, ISBN 978-3-940970-11-4.
- Christa von Ravenstein: Das Luziferische bei Gerhart Hauptmann. Dissertation, Universität Freiburg im Breisgau 1952.
- Helge Ries: Die Rückwendung zum Mythos in Gerhart Hauptmanns Atridentetralogie. Dissertation, Universität Frankfurt/M. 1952.
- Yong-Don Roh: Gerhart Hauptmann und die Frauen. Studien zum naturalistischen Werk. Carl Böschen Verlag, Siegen 1998, ISBN 3-932212-11-8.
- Rainer Rosenberg: Die Struktur von Gerhart Hauptmanns Atriden-Tetralogie. Dissertation, Universität Jena 1959.
- Daria Santini: Gerhart Hauptmann zwischen Modernität und Tradition. Neue Perspektiven zur Atriden-Tetralogie. Verlag E. Schmidt, Berlin 1998, ISBN 3-503-03792-6.
- Gregor Schmeja: Spielarten der Ambivalenz. Selbst- und Objektbilder im Kontext ödipaler Konflikte und der frühen Mutter-Kind-Beziehung in Textphantasien Gerhart Hauptmanns. Verlag Königshausen & Neumann, Würzburg 2005, ISBN 3-8260-3187-3.
- Walter Schmitz: Das Haus am Wiesenstein. Gerhart Hauptmanns dichterisches Wohnen. Thelem, Dresden 2010, ISBN 978-3-935712-36-1.
- Peter Sprengel: Die Wirklichkeit der Mythen. Untersuchungen zum Werk Gerhart Hauptmanns aufgrund des handschriftenlichen Nachlasses (Veröffentlichungen der Gerhart-Hauptmann-Gesellschaft; 2). Verlag E. Schmidt, Berlin 1981, ISBN 3-503-01689-9 (zugl. Habilitationsschrift, TU Berlin 1982).
- Bernhard Tempel: Alkohol und Eugenik. Ein Versuch über Gerhart Hauptmanns künstlerisches Selbstverständnis. Thelem, Dresden 2010, ISBN 978-3-942411-01-1 (zugl. Dissertation, Freie Universität Berlin).
- Bernhard Tempel: Gerhart Hauptmanns Erzählung Mignon. Mit Erstdruck der ersten Fassung und Materialien. Verlag E. Schmidt, Berlin 2000, ISBN 3-503-04951-7.
- Joachim Tettenborn: Das Tragische bei Gerhart Hauptmann. Dissertation, Universität Jena 1950.
- Heinz Dieter Tschörtner: Gerhart Hauptmann. Ein bibliographischer Beitrag zu seinem 100. Geburtstag. Deutsche Akademie der Künste, Berlin 1962.
- Heinz Dieter Tschörtner: Ungeheures erhofft. Zu Gerhart Hauptmann; Werk und Wirkung. Buchverlag Der Morgen, Berlin 1986, ISBN 3-371-00002-8.
- Heinz Dieter Tschörtner, Sigfrid Hoefert (Hrsg.): Gespräche und Interviews mit Gerhart Hauptmann. Verlag E. Schmidt, Berlin 1994, ISBN 3-503-03088-3.
- Heinz Dieter Tschörtner: Unaufhörlich bläst das Meer. Neue Hauptmann-Studien. Bergstadtverlag Korn, Würzburg 1996, ISBN 3-87057-190-X.
- Željko Uvanović: Ethischer Individualismus und Obrigkeitsgehorsam. Zu einer Problematik im Drama und Leben Gerhart Hauptmanns in den Jahren 1914–1946. Cuvillier Verlag, Göttingen 1998, ISBN 3-89712-065-8 (zugl. Dissertation, Universität Zagreb 1998).
- Felix A. Voigt: Gerhart Hauptmann und die Antike. Verlag E. Schmidt, Berlin 1965 (früherer Titel: Antike und antikes Lebensgefühl bei Gerhart Hauptmann).
- Felix A. Voigt, Walter A. Reichart: Hauptmann und Shakespeare. Ein Beitrag zur Geschichte des Fortlebens Shakespeares in Deutschlands (Gerhart-Hauptmann-Schriften; 3). Verlag der Deutschen Volksbücherei, Goslar 1947.
- Felix A. Voigt: Gerhart-Hauptmann-Studien 1934–1958. Verlag E. Schmidt, Berlin 1999 (Google Leseprobe).
- Peter-Christian Wegner: Gerhart Hauptmanns Griechendramen. Ein Beitrag zu dem Verhältnis von Psyche und Mythos. Dissertation, Universität Erlangen 1968.
- Wilfried van der Will: Voraussetzungen und Möglichkeiten zu einer Symbolsprache im Werk Gerhart Hauptmanns. Dissertation, Universität Köln 1962.
- Werner Ziegenfuß: Gerhart Hauptmann. Dichtung und Gesellschaftsidee der bürgerlichen Humanität. De Gruyter, Berlin 1948.

Aufsätze
- Karl Voss: Auf Gerhart Hauptmanns Spuren in Berlin. In: Der Bär von Berlin. Jahrbuch 1989/1990 des Vereins für die Geschichte Berlins. Achtunddreißigste und neununddreißigste Folge 1989/1990. Hrsg. Gerhard Kutzsch. Westkreuz-Verlag, Berlin / Bonn: 1990, S. 31–50.
- Andrea Rudolph: Der Zusammenhang von Text und Raum erscheint notwendig als Sinn und Form. G. Hauptmanns „Bahnwärter Thiel“ und „Vor Sonnenaufgang“. In: Lubowitzer Jahrbuch, 2006.
- Eberhard Rohse: Das „Ende vom Lied“? Zur „Deutschlandlied“-Rezeption Gerhart Hauptmanns. In: Marek Halub und Kurt G. P. Schuster (Hrsg.): Hoffmann von Fallersleben. Internationales Symposion Wroclaw/Breslau 2003. Verlag für Regionalgeschichte, Bielefeld 2005 (= Braunschweiger Beiträge zur deutschen Sprache und Literatur, Band 8), ISBN 3-89534-538-5, S. 267–284.
- Alexander M. Pfleger: Thomas Manns Rezeption von Versdramen Gerhart Hauptmanns. In: Gerhart-Hauptmann-Blätter, Jg. 6 (2004), Heft I, S. 4–8.
- Elke Steinmeyer: „Und bitte, (…) daß nichts fortan mein Schweigen breche.“ Zur Verwendung des Schweigens in Gerhart Hauptmanns Atridentetralogie. In: Asko Timonen u. a. (Hrsg.): The language of silence, Bd. 2. Turum Yliopisto, Turku 2004, ISBN 951-29-2053-0, S. 164–172.
- Heinz Dieter Tschörtner: Gerhart Hauptmanns letzter Jugendfreund Josef Block aus Bernstadt (1863–1943). In: Jahrbuch der Schlesischen Friedrich-Wilhelms-Universität zu Breslau. Bd. 38/39 (1997/1998) [1998], S. 773–781.
- Marek Zybura: Werbung um den „Olympier“. Krakauer Zeitung und Gerhart Hauptmann. In: Ders.: Querdenker, Vermittler, Grenzüberschreiter. Beiträge zur polnischen und deutschen Literatur- und Kulturgeschichte. Neisse-Verlag, Dresden 2007, ISBN 978-3-934038-87-5.
- Zehra Gülmüş: Die Rezeption von Gerhart Hauptmann in der Türkei. Eine Bestandsaufnahme mit Fokus auf den türkischen Übersetzungen. In: A. O. Öztürk, C. Sakallı und M. T. Öncü (Hrsg.): Rezeption der deutschsprachigen Literatur in der Türkei I (=Germanistik in der Türkei, Bd. 8). Logos Verlag, Berlin 2020, ISBN 978-3-8325-5213-8, S. 121–140.
- Gerhard Meyer: Gerhart Hauptmann. In: Jahrbuch der schlesischen Friedrich-Wilhelm-Universität zu Breslau, Bd. 3, S. 255–275, Würzburg/Main: Holzner 1958

Belletristische Sekundärliteratur
- Hans Pleschinski: Wiesenstein. C.H. Beck, München 2018, ISBN 978-3-406-70061-3 (Roman, Darstellung der letzten Lebensmonate).